# NHL 2007/08
Die Saison 2007/08 der National Hockey League war die 90. ausgespielte Saison der nordamerikanischen Eishockeyprofiliga. Die reguläre Saison begann am 29. September 2007 mit der Auftaktpartie zwischen den Anaheim Ducks und den Los Angeles Kings im The O₂ in London, gleichzeitig dem ersten Spiel der Liga auf europäischem Boden. Am 30. September trafen beide Mannschaften erneut aufeinander. Die ersten Spiele in Nordamerika fanden am 3. Oktober statt. Nach Abschluss der regulären Saison, die ohne Unterbrechung bis zum 6. April 2008 ausgetragen wurde, begannen am 9. April 2008 die Playoffs um den prestigeträchtigen Stanley Cup, die am 4. Juni 2008 beendet waren. In der Finalserie besiegten die Detroit Red Wings, die auch das beste Team der regulären Saison waren, die Pittsburgh Penguins in der Best-of-Seven-Serie mit 4:2 und sicherten sich zum elften Mal in ihrer Geschichte den Titel.
Die Spielzeit war eigentlich die 91. Saison der Liga, doch durch den Ausfall der Saison 2004/05 feiert die Liga erst in diesem Jahr ihr 90-jähriges Bestehen. Neben dem Saisonauftakt in Europa wurde am 1. Januar 2008 das zweite Freiluftspiel in der Geschichte der Liga ausgetragen, als die Buffalo Sabres im Ralph Wilson Stadium auf die Pittsburgh Penguins trafen. Das 56. NHL All-Star Game fand am 27. Januar 2008 in der Philips Arena in Atlanta statt. Der letzte Tag für mögliche Spielertransfers, die so genannte Trade Deadline, war der 26. Februar 2008.
Die New Jersey Devils bestritten ihre Heimspiele erstmals in ihrer neuen Arena, dem Prudential Center in Newark, New Jersey. Aus diesem Grund trugen sie ihre ersten neun Saisonspiele auswärts aus.
Auf Basis des NHL Collective Bargaining Agreement wurde die Salary Cap, die die Gehaltsobergrenze für alle Spieler im NHL-Kader eines Franchise darstellt, vor der Saison auf 50,3 Millionen US-Dollar festgelegt. Das festgesetzte Gehaltsminimum lag bei 34,3 Millionen US-Dollar. Nach der Einführung des Salary Cap zur Saison 2005/06 wurde die Gehaltsobergrenze bereits zum zweiten Mal um nun insgesamt 11,3 Millionen US-Dollar angehoben.

## Neuer Ausrüster und moderneres Auftreten

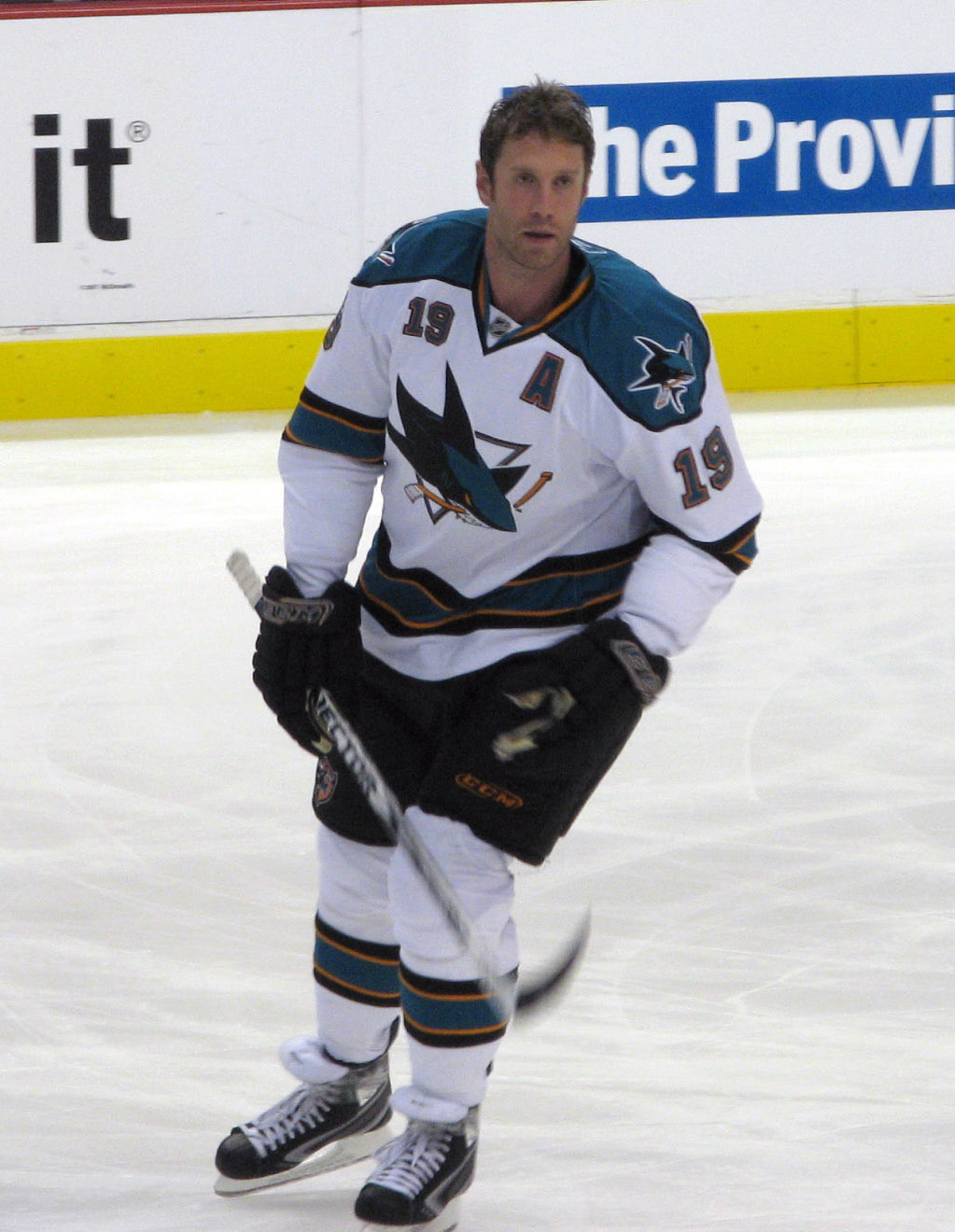
Joe Thornton im neuen Reebok-Outfit der San Jose Sharks

Zur neuen Saison gab es ligaweit neue, speziell von Sportartikelhersteller Reebok entwickelte Spieluniformen für die 30 Teams mit dem Markennamen Rbk EDGE Uniform System. Probeweise wurden diese bereits beim 55. NHL All-Star Game der Saison 2006/07 von den Spielern getragen. Das neue Material, das besonders wasserabweisend ist, fand nach einigen Spielen in der Praxis ebenso wenig Anklang wie der neue figurbetontere Schnitt der Trikots. So wechselte der größte Teil der Mannschaften bereits während des ersten Monats der Saison zum alten Trikotschnittmuster zurück. Dennoch hielt man vorerst am neuen Material fest, obwohl sich Beschwerden der Spieler häuften, die über deutlich nassere Schlitt- und Handschuhe klagten, da das Wasser sich nun, anstelle in Trikot und Hose, dort sammelte.
In diesem Zusammenhang präsentierten die Columbus Blue Jackets im Rahmen des NHL Entry Draft ein neues Logo und neue Trikotdesigns, die dem bisherigen Ausweichtrikot nachempfunden sind. Auch die Washington Capitals stellten beim Entry Draft ihre neuen Trikots und ein neues Logo vor, welches ein moderneres Design des früheren Logos, dass zwischen 1974 und 1995 verwendet wurde, darstellt. Die Teamfarben änderten sich von schwarz, blau und bronze zu rot, weiß und blau. Ebenso änderten die Boston Bruins ihr Logo bereits am 21. Juni ebenfalls leicht, und auf den ersten Blick kaum erkennbar, ab, indem sie das im Logo umfasste, schwarzfarbene „B“ in eine andere Schriftart setzten und kleine Veränderungen an der Umrandung vornahmen. Die San Jose Sharks erneuerten ebenfalls ihr Logo und stellten am 24. Juli das alte mit einem frischeren und moderneren Aussehen vor. Am 22. August folgte dann mit den Ottawa Senators der Stanley-Cup-Finalist des Vorjahres, die das ehemalige Logo auf dem Alternativ-Trikot, ein im Halbprofil befindlicher Kopf eines römischen Legionärs, in leicht modernisierter Form als neues Hauptlogo präsentierten. Drei Tage später zogen auch die Tampa Bay Lightning nach und veröffentlichten ein aufgefrischtes Design des alten Logos, das einen Blitz zeigt. Als letzte Mannschaft änderten die Vancouver Canucks am 29. August ihre Teamfarben von dunkelblau, dunkelrot, schwarz und silber zurück zum traditionellen dunkelblau, grün und weiß der 1970er Jahre. Des Weiteren behielten sie ihr Logo mit der Farbänderung bei und fügten oberhalb des Logos den Schriftzug „Vancouver“ hinzu.

## Entry Draft

Logo des NHL Entry Draft

- Hauptartikel: NHL Entry Draft 2007

Der 45. NHL Entry Draft fand am 22. und 23. Juni 2007 in der Nationwide Arena in Columbus, Ohio, Vereinigte Staaten statt. Die Wahl der ersten Runde des Entry Draft fand am ersten Tag statt, die restlichen Runden wurden am zweiten Tag gewählt. Die Auswahlreihenfolge der 14 Teams, die sich nicht für die Playoffs in der Vorsaison qualifizierten, wurde bei einer Lotterie am 10. April 2007 festgelegt, die die Chicago Blackhawks gewannen und dadurch vom fünften auf den ersten Platz vorrückten.
Als großer Favorit als erster Spieler ausgewählt zu werden, galt, nach den im November 2006 und Januar 2007 veröffentlichten Rankings des Central Scouting Service, der Kanadier Angelo Esposito. Doch durch eine verhältnismäßig schwache zweite Saisonhälfte übernahm in dem im April 2007 veröffentlichten Ranking sein Landsmann Kyle Turris die Favoritenrolle auf den ersten Platz. Ebenfalls gute Chancen wurden dem russischen Talent und als stärkster Europäer eingeschätzten Alexei Tscherepanow sowie den beiden US-Amerikanern Patrick Kane und James van Riemsdyk eingeräumt. Bei den Torhütern galten der Kanadier Jeremy Smith und der Schwede Joel Gistedt als die aussichtsreichsten Kandidaten auf ihrer Position früh gezogen zu werden.
Letztlich wählten die Chicago Blackhawks Patrick Kane als ersten Spieler des Jahrgangs aus. Und nachdem die Philadelphia Flyers seinen Landsmann James van Riemsdyk an zweiter Stelle auswählten, wurden zum ersten Mal in der Geschichte des NHL Entry Draft zwei US-Amerikaner an den ersten beiden Positionen gezogen. An dritter Position wurde mit Kyle Turris der erste Kanadier von den Phoenix Coyotes gezogen. Überraschend spät sicherten sich die Teams die Rechte an Alexei Tscherepanow und Angelo Esposito. Obwohl Tscherepanow als ein sicherer Pick in den Top 10 galt, musste er bis zum 17. Wahlrecht warten, ehe ihn die New York Rangers auswählten. Auch Esposito, der sogar vom Franchise seiner Heimatstadt, den Montréal Canadiens, verschmäht wurde, musste bis zum 20. Pick warten, bis ihn die Pittsburgh Penguins auswählten und einen weiteren jungen Center in ihre Organisation lotsten.
Insgesamt sicherten sich die 30 Franchises die Rechte an 211 Spielern, darunter 101 Kanadier, 64 US-Amerikaner, die mit einem Anteil von knapp 30 % den größten Anteil in der Geschichte des Draft erzielten, 17 Schweden, neun Russen, fünf Tschechen, je vier Finnen und Deutsche, drei Slowaken, zwei Schweizer sowie ein Däne und zum zweiten Mal in der NHL-Geschichte ein Nigerianer.
Top-5-Picks
|    | Spieler            | Nationalität | Pos | NHL-Team            | College/Junior/Klub-Team                    |
| -- | ------------------ | ------------ | --- | ------------------- | ------------------------------------------- |
| 1. | Patrick Kane       | USA          | RW  | Chicago Blackhawks  | London Knights (OHL)                        |
| 2. | James van Riemsdyk | USA          | LW  | Philadelphia Flyers | US National Team Development Program (NAHL) |
| 3. | Kyle Turris        | Kanada       | C   | Phoenix Coyotes     | Burnaby Express (BCHL)                      |
| 4. | Thomas Hickey      | Kanada       | D   | Los Angeles Kings   | Seattle Thunderbirds (WHL)                  |
| 5. | Karl Alzner        | Kanada       | D   | Washington Capitals | Calgary Hitmen (WHL)                        |

## Regeländerungen
Nach den weitgreifenden Regeländerungen zur Saison 2005/06 und den kleinen Änderungen vor der Saison 2006/07 nahm die Ligaleitung wiederum kleine Veränderungen am Regelwerk vor. So wurde die Regel für Penaltyschüsse modifiziert. Ab diesem Spieljahr konnten die Schiedsrichter diese auch bei einem Foul in der neutralen Zone der gegnerischen Hälfte ahnden, anstatt nur in der gegnerischen Offensivzone jenseits der blauen Linie. Des Weiteren wurde das Strafmaß bei einer Behinderungsstrafzeit mit daraus resultierender Verletzung deutlich erhöht und für Bullys in der neutralen Zone, nachdem der Puck die Eisfläche verlassen hatte, wurden neun feste Punkte auf dem Eis festgelegt, um Diskussionen über den möglichen Ort des Verlassens der Eisfläche des Pucks und damit dem Austragungsort des Bullys aus dem Weg zu gehen.
Zu einer kurzfristigen Regeländerung kam es im Verlauf der Playoffs am 14. April 2008, nachdem New Yorks Sean Avery im dritten Spiel der Eastern Conference-Viertelfinalserie zwischen den New York Rangers und New Jersey Devils New Jerseys Torhüter Martin Brodeur während eines Powerplays seines Teams massiv behindert hatte. Avery hatte sich in einer Spielsituation dem Torhüter zugewendet und mit seinen Armen und Schläger vor dessen Gesicht gewedelt, um Brodeur in seiner Sicht einzuschränken. Dabei zeigte Avery kein Interesse weiter am Spiel teilzunehmen, nutzte dabei aber legitim ein Schlupfloch im Regelwerk. Durch das Verhalten des New Yorker Angreifers änderten die Ligaoffiziellen die Regeln dahingehend, dass diese Aktionen mit sofortiger Wirkung mit einer zweiminütigen Zeitstrafe wegen unsportlichen Verhaltens geahndet werden.

## Vertragsabschlüsse, Transfers und Wechsel

### Spieler

#### Vor Saisonbeginn
Der erste Spielerwechsel für die Saison ereignete sich bereits am 16. Juni 2007. Der Rookie des Jahres der Saison 1997/98 Sergei Samsonow, der in der Vorsaison bei den Montréal Canadiens ein schwaches Jahr absolviert hatte, wurde für Jassen Cullimore und Tony Salmelainen zu den Chicago Blackhawks transferiert. Zwei Tage später wurde bekannt, dass die Philadelphia Flyers Kimmo Timonen und Scott Hartnell für je sechs Jahre unter Vertrag genommen haben. Beide Spieler standen zwar noch bis zum Ende des Monats bei den Nashville Predators unter Vertrag, doch wegen Unklarheiten bezüglich des Budgets für die Saison transferierten sie die Rechte an beiden Spielern nach Philadelphia. Im Gegenzug gaben die Flyers einen Erstrunden-Draftpick für den NHL Entry Draft 2007 ab, den sie in einem früheren Transfer von den Nashville Predators erworben hatten. Am Tag des Entry Draft kam es zu weiteren Transfers, in denen Vesa Toskala und Mark Bell von den San Jose Sharks zu den Toronto Maple Leafs geschickt wurden und Tomáš Vokoun von Nashville zu den Florida Panthers ging.

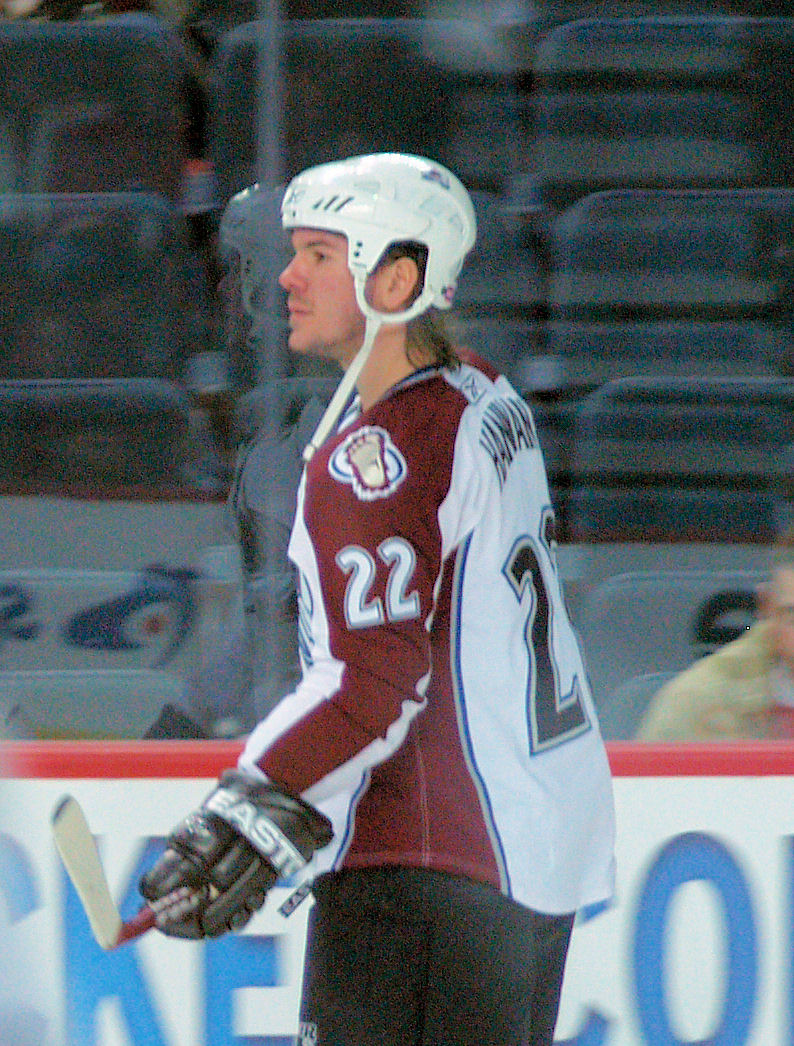
Scott Hannan wechselte von den San Jose Sharks zur Colorado Avalanche

Ab dem 1. Juli 2007 waren die Mannschaften dann in der Lage auf dem Markt befindliche Spieler unter Vertrag zu nehmen. Als eines der ersten Franchises wurde der Titelverteidiger Anaheim Ducks auf dem Transfermarkt tätig. Nachdem sich ihr Verteidiger Scott Niedermayer öffentlich mit seinem Rücktritt auseinandergesetzt hatte, verpflichteten sie Mathieu Schneider, der zuletzt bei den Detroit Red Wings unter Vertrag stand. Die Red Wings fanden in Brian Rafalski jedoch schnell einen adäquaten Ersatz für den abgewanderten Schneider. Auch das schwächste Team der zurückliegenden Saison, die Philadelphia Flyers, nahm mit Daniel Brière einen der gefragtesten Free Agents für insgesamt acht Jahre unter Vertrag. Mit einem Jahressalär von insgesamt zehn Millionen US-Dollar im ersten Vertragsjahr wurde er zum bestbezahlten Spieler der Saison. Des Weiteren transferierten die Flyers Joni Pitkänen und Geoff Sanderson für Joffrey Lupul und Jason Smith zu den Edmonton Oilers und setzten somit die Runderneuerung ihres Kaders fort. Die New York Rangers verpflichteten innerhalb der ersten zwölf Stunden der neuen Saison mit Scott Gomez und Chris Drury zwei der begehrtesten Free Agents, nachdem sich ihr bester Mittelstürmer Michael Nylander zu einem Wechsel entschieden hatte und einen Tag später zu den Washington Capitals ging. Jedoch legten die Edmonton Oilers Beschwerde gegen den Wechsel ein, da Nylander angeblich zuvor bei ihnen einen gültigen Vertrag unterschrieben hatte. Ebenfalls zwei Verstärkungen konnte die Colorado Avalanche mit Verteidiger Scott Hannan und Stürmer Ryan Smyth für sich gewinnen. In weiteren Vertragsunterzeichnungen verpflichteten die St. Louis Blues Paul Kariya für drei Jahre und die Pittsburgh Penguins sicherten sich mit Darryl Sydor und Petr Sýkora zwei dringend benötigte erfahrene Spieler. Am zweiten Tag nahmen die Los Angeles Kings mit Michal Handzuš, Ladislav Nagy, Tom Preissing und Kyle Calder insgesamt vier neue namhafte Spieler unter Vertrag. Zudem verloren die Detroit Red Wings, nach Mathieu Schneider am Vortag und Kyle Calder, mit Robert Lang, der zu den Chicago Blackhawks wechselte, und Todd Bertuzzi, den es ebenfalls nach Anaheim zog, zwei weitere Spieler. In den folgenden Tagen und Wochen wechselten Bill Guerin und Mike Comrie zu den New York Islanders, nachdem diese bereits fünf Spieler durch auslaufende Verträge verloren hatten, und Sheldon Souray, einer der begehrtesten Verteidiger auf dem Markt, unterschrieb für fünf Jahre bei den Edmonton Oilers. Außerdem wechselte der Schweizer David Aebischer für vorerst ein Jahr zu den Phoenix Coyotes. Erst im August fand Michael Peca, ein zweimaliger Gewinner der Frank J. Selke Trophy, mit den Columbus Blue Jackets einen neuen Arbeitgeber. Nachdem die Medien während der Sommerpause vielfach über einen Rücktritt von Veteran Jeremy Roenick spekuliert hatten, unterschrieb er im September doch einen Vertrag bei den San Jose Sharks. Am 9. Oktober kehrte Verteidiger Bryan Berard, der Gewinner der Calder Memorial Trophy 1997, zu den New York Islanders zurück, für die er elf Jahre zuvor sein NHL-Debüt gegeben hatte.

##### Restricted-Free-Agents-Abwerbeversuche der Edmonton Oilers

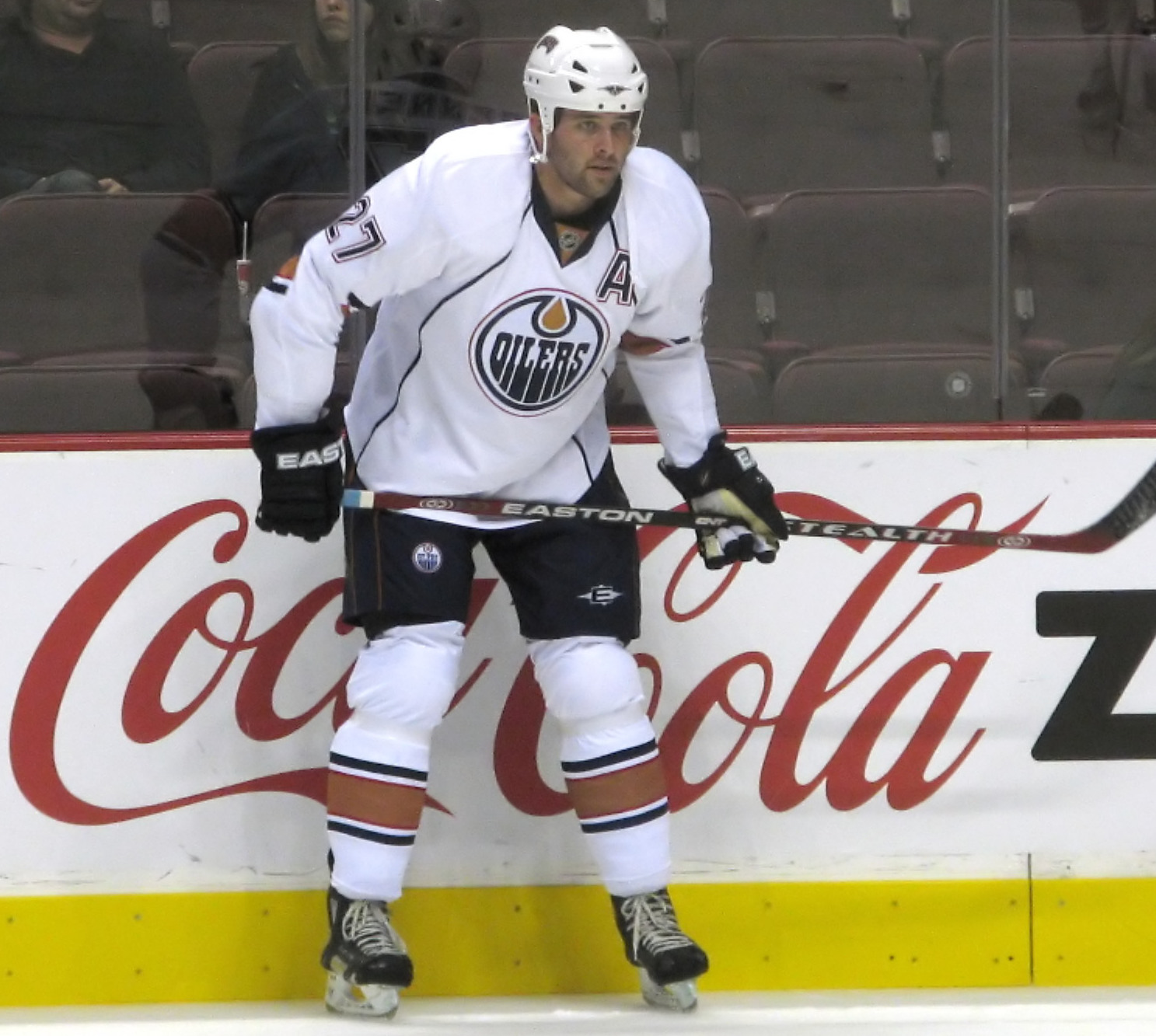
Dustin Penner unterschrieb als Restricted Free Agent bei den Edmonton Oilers

Für besonderes Aufsehen sorgte das Bemühen der Edmonton Oilers um zwei eingeschränkt vertragslose Spieler, sogenannte Restricted Free Agents. Am 6. Juli unterbreiteten die Oilers zunächst dem Österreicher Thomas Vanek, dessen Rechte bei den Buffalo Sabres lagen, ein Angebot in Höhe von 50 Millionen US-Dollar für sieben Jahre. Die Buffalo Sabres zogen jedoch mit dem Angebot gleich und konnten Vanek somit in ihrer Mannschaft behalten. Knapp drei Wochen später erhielt Dustin Penner von den Anaheim Ducks ebenfalls ein Angebot der Oilers für einen Fünfjahresvertrag über insgesamt 21,5 Millionen US-Dollar. Da die Anaheim Ducks am 2. August bekannt gaben, dass sie nicht auf das Angebot der Oilers eingehen würden, wechselte Penner offiziell nach Edmonton, und Anaheim erhielt von den Oilers als Ausgleich einen Erstrunden-, einen Zweitrunden- und einen Drittrunden-Draftpick im NHL Entry Draft 2008 als Entschädigung.

##### Abwanderungswelle nach Europa
Zahlreiche namhafte Spieler kehrten der NHL in der Sommerpause den Rücken und unterschrieben Verträge in den europäischen Top-Ligen oder kehrten in ihre Heimat zurück.
Der 35-jährige Tscheche Petr Nedvěd, der eine turbulente Saison 2006/07 mit der Abschiebung in die unterklassige American Hockey League und einem Teamwechsel verlebt hatte, unterzeichnete am 19. Juli 2007 einen Einjahresvertrag bei seinem Heimatverein HC Sparta Prag aus der tschechischen Extraliga. Nur einen Tag später gab auch der Russe Alexei Jaschin, der zwei Wochen zuvor seinen noch vier Jahre laufenden Vertrag bei den New York Islanders hatte ausbezahlt bekommen, die Rückkehr in seine Heimat bekannt. Er wechselte zu Lokomotive Jaroslawl, wo er für eine Saison unterschrieb. Der erste Draftpick des NHL Entry Draft 1999 und in der Franchise-Geschichte der Atlanta Thrashers, Patrik Štefan, verließ die NHL nach insgesamt acht Spielzeiten, in denen er nie sein gesamtes Potential zur Entfaltung brachte. Nachdem sein Vertrag bei den Dallas Stars ausgelaufen war, gab er am 15. August seinen Wechsel in die schweizerische Nationalliga A zum SC Bern bekannt. Štefan gesellte sich somit zu Alexandre Daigle, der bisher als einziger, noch aktiver Erst-Draftpick, sein Geld nicht in Nordamerika verdiente. Keine zwei Monate später gab er jedoch verletzungsbedingt sein Karriereende bekannt. Mit Torhüter Ed Belfour wechselte auch ein Kanadier nach Europa. Der 42-jährige zweifache Vezina-Trophy-Gewinner unterzeichnete am 28. August einen Vertrag beim schwedischen Klub Leksands IF aus der zweitklassigen HockeyAllsvenskan. Der US-amerikanische Torhüter Robert Esche entschied sich am 19. Oktober zu einem Wechsel zum russischen Klub Ak Bars Kasan, nachdem ihn kein NHL-Team unter Vertrag genommen hatte. Auch der vertragslose Russe Danny Markow, der die letzte Saison bei den Detroit Red Wings verbracht hatte, wechselte am 26. Oktober nach Russland zu Dynamo Moskau. Am 3. November 2007 liehen die New York Rangers ihren litauischen Verteidiger Darius Kasparaitis, der zuletzt nur noch im Farmteam zum Einsatz gekommen war, an den SKA Sankt Petersburg aus der russischen Superliga aus. David Aebischer, Stanley-Cup-Sieger von 2001, kehrte am 21. November in seine Schweizer Heimat zurück, nachdem er sich bei den Phoenix Coyotes nicht durchsetzen konnte und unterschrieb einen Vertrag beim HC Lugano.

#### Im Saisonverlauf
Zum ersten Vereinswechsel eines namhaften Spielers während der Spielzeit kam es am 17. November 2007, als Torhüter Ilja Brysgalow von der Waiver-Liste durch die Phoenix Coyotes verpflichtet wurde. Ebenfalls von der Waiver-Liste nahmen am 8. Dezember 2007 die Atlanta Thrashers Veteran Mark Recchi unter Vertrag. Am 14. Dezember 2007 transferierten die Anaheim Ducks Andy McDonald im Tausch für Doug Weight zu den St. Louis Blues. Am 8. Januar 2008 erfolgte der erste Spielerwechsel des neuen Jahres, erneut über die Waiver-Liste. Der ehemalige Calder-Memorial-Trophy-Gewinner Sergei Samsonow, wurde von den Carolina Hurricanes verpflichtet, nachdem der Russe bei den Blackhawks nicht die erhofften Leistungen erbracht hatte. Am 14. Januar 2008 kehrte Torhüter-Veteran Curtis Joseph in die NHL zurück, der bei den Calgary Flames einen Vertrag bis zum Saisonende unterschrieb. Nach dem All-Star Game gaben die Anaheim Ducks bekannt, dass Teemu Selänne einen Vertrag bis zum Ende der Saison unterschrieben hätte.
Mit einem Vier-Spieler-Transfer wurde am 11. Februar 2008 die Phase bis zur Trade Deadline am 26. Februar 2006 eröffnet: Die Ottawa Senators transferierten Joe Corvo und Patrick Eaves zu den Carolina Hurricanes und erhielten im Gegenzug die Stanley-Cup-Gewinner Cory Stillman und Mike Commodore. Ende Februar 2008 kehrten Peter Forsberg und Darren McCarty zu ihren Mannschaften zurück, mit denen sie in den letzten zwölf Jahren große Erfolge gefeiert hatten: Forsberg unterschrieb einen Vertrag bei der Colorado Avalanche, mit der er zwei Mal den Stanley Cup gewinnen konnte. McCarty erhielt einen Vertrag bei den Detroit Red Wings, mit denen er zwischen 1993 und 2004 drei Mal den Stanley Cup gewonnen hatte. Noch am selben Tag fanden die Philadelphia Flyers mit Václav Prospal, den sie im Tausch für Alexandre Picard und einem Wahlrecht im NHL Entry Draft 2009 von den Tampa Bay Lightning verpflichteten, Ersatz für ihre verletzungsgeplagten Angriffsreihen.

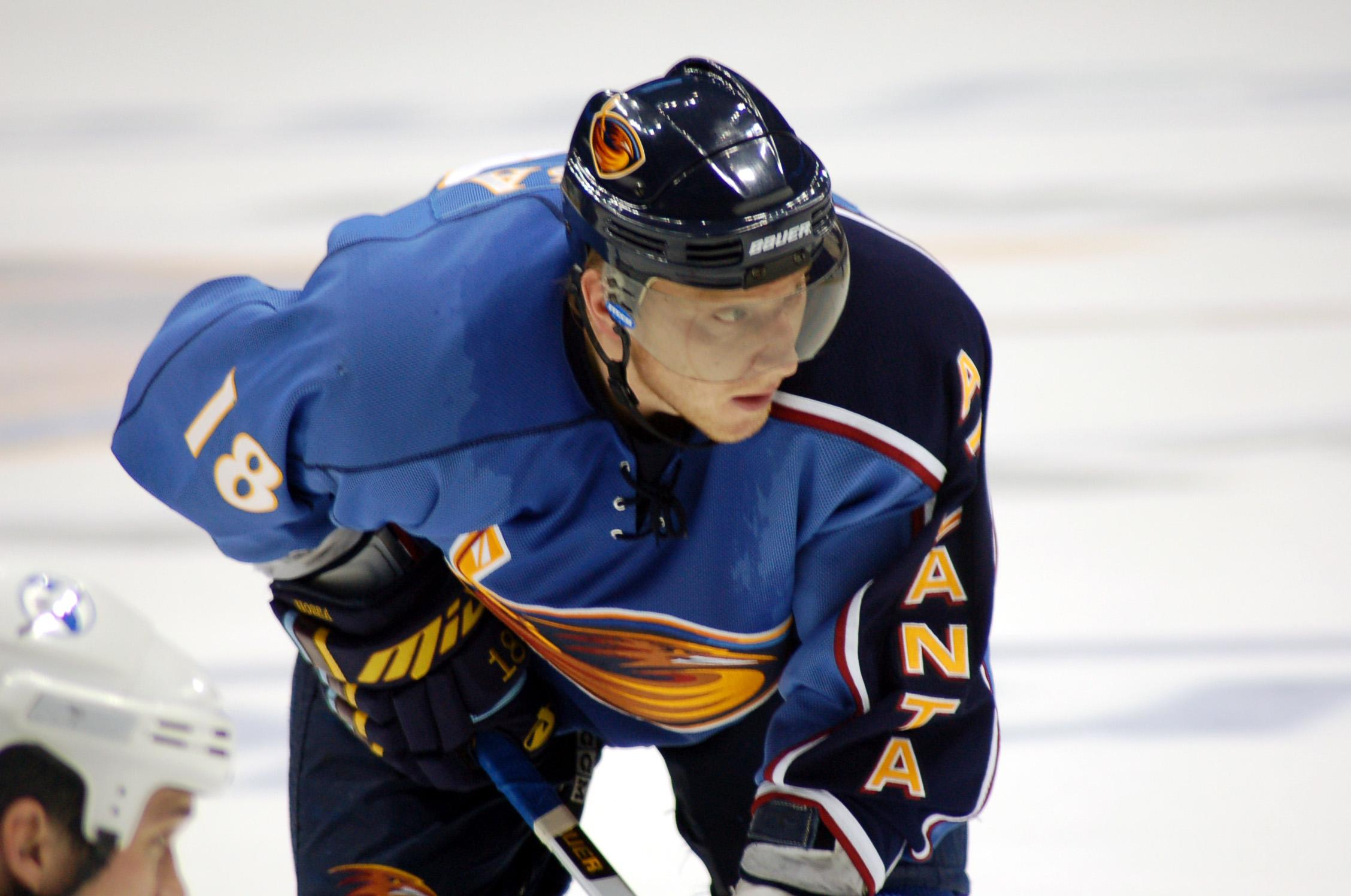
Marián Hossa verstärkte die Offensive der Pittsburgh Penguins

Am 26. Februar selbst erwarben die San Jose Sharks mit Brian Campbell den prominentesten Verteidiger auf dem Transfermarkt und gaben dafür Stürmer Steve Bernier und einen Erstrunden-Draftpick an die Buffalo Sabres ab. Nur wenig später erfolgte der größte Transfer des Tages, als die Tampa Bay Lightning Stürmer Brad Richards und Torhüter Johan Holmqvist zu den Dallas Stars transferierten und im Gegenzug die Stürmer Jussi Jokinen und Jeff Halpern sowie Torhüter Mike Smith erhielten. Für eine Überraschung sorgten die Canadiens de Montréal, die ihren bisherigen Stammtorhüter Cristobal Huet für ein Zweitrunden-Wahlrecht im NHL Entry Draft 2009 an die Washington Capitals abgaben. Nach der Rückkehr von Forsberg zur Colorado Avalanche am Vortag kehrte mit Verteidiger Adam Foote ein weiterer Spieler, der in Colorado große Erfolge gefeiert hatte, zu der Avalanche zurück. Mit Stürmer Sergei Fjodorow verließ noch ein Veteran die Blue Jackets und wechselte für den Nachwuchsspieler Ted Ruth zu den Washington Capitals. Bis wenige Minuten vor dem Ende der Transferperiode blieb der hochgehandelte Stürmerstar Marián Hossa von den Atlanta Thrashers auf dem Transfermarkt, ehe bekannt wurde, dass ihn die Pittsburgh Penguins zusammen mit Pascal Dupuis verpflichtet hatten. Im Gegenzug wechselten Colby Armstrong, Erik Christensen und Angelo Esposito sowie ein Erstrunden-Draftpick zu den Atlanta Thrashers.
Ähnlich wie die New York Islanders zum Beginn der letzten Saison mit der Vertragsbindung ihres Torhüters Rick DiPietro für 15 Jahre, statteten die Philadelphia Flyers am 13. Dezember 2007 ihren Stürmer Mike Richards für die folgenden zwölf Jahre mit einem Vertrag aus, der ihm bis ins Jahr 2020 68,4 Millionen US-Dollar einbrachte. Der Vertrag für Richards war für etwa einen Monat der höchstdotierte in der NHL-Geschichte, ehe Alexander Owetschkin, das Aushängeschild der Washington Capitals, am 10. Januar 2008 einen Vertrag mit einer Laufzeit von 13 Jahren und einem Gesamtsalär von 124 Millionen US-Dollar unterzeichnete, der den Vertrag Richards bei weitem übertraf. Es war zudem der erste Vertrag, der im dreistelligen Millionenbereich dotiert war.

### Cheftrainer und General Manager

#### Vor Saisonbeginn
Bereits vor Saisonbeginn kam es bei mehreren Teams zu Trainerwechsel. Am 14. Juni 2007 übernahm Mike Keenan den Trainerposten bei den Calgary Flames von Jim Playfair, der dem Trainerstab aber weiterhin erhalten bleibt. Keenan war im Herbst 2006 bei den Florida Panthers zurückgetreten und trainierte bisher sieben NHL-Teams, wovon er die New York Rangers zum Stanley-Cup-Sieg führen konnte. Playfair hatte in seiner Debütsaison als Cheftrainer die Flames in die erste Runde der Playoffs geführt. Wenige Tage später, am 16. Juni 2007, wurde Dave Lewis nach nur einem Jahr Amtszeit von den Boston Bruins abgesetzt und fünf Tage später Claude Julien als sein Nachfolger vorgestellt. Julien war im Frühjahr von den New Jersey Devils entlassen worden, obwohl er die Mannschaft in die Playoffs und zum Sieg in der Atlantic Division geführt hatte. Dave Lewis, der mit den Bruins die Qualifikation für die Playoffs verpasst hatte, sollte trotz seiner Absetzung als Cheftrainer weiterhin in der Organisation verbleiben, entschied sich aber wenig später für einen Wechsel zu den Los Angeles Kings, wo er als Assistenztrainer aktiv sein wird. Am 18. Juni 2007 wurde John Muckler als General Manager der Ottawa Senators entlassen. Seine Nachfolge trat daraufhin Bryan Murray an, der in den zwei zurückliegenden Spielzeiten die Mannschaft trainiert hatte. Murray entschied sich aber dagegen die Ämter als General Manager und Cheftrainer in Personalunion zu übernehmen, sodass am 6. Juli mit John Paddock der bisherige Assistent von Bryan Murray als neuer Cheftrainer vorgestellt wurde. Ein erwarteter Trainerwechsel wurde am 13. Juli 2007 bei den New Jersey Devils vollzogen. Nachdem die Devils im Frühjahr überraschend Claude Julien entlassen hatten, hatte General Manager Lou Lamoriello den Posten als Cheftrainer für die letzten Spiele der regulären Saison und die Playoffs übernommen, wollte sich aber nach Saisonende wieder auf seine Aufgaben im Management konzentrieren. Sein Nachfolger auf dem Trainerposten wurde schließlich Brent Sutter, ein ehemaliger Eishockeyspieler, der in den vergangenen Jahren Trainer der Red Deer Rebels in der kanadischen Juniorenliga WHL gewesen war.
Bei den General Managern wurde am 29. Mai 2007 bei den Phoenix Coyotes mit Don Maloney der Nachfolger des bereits am 11. April entlassenen Michael Barnett vorgestellt. Ebenfalls im April entlassen wurde Doug MacLean von den Columbus Blue Jackets, die als einziges Franchise noch nie die Playoffs erreicht haben. Am 14. Juni trat Scott Howson, bis dahin Assistenz-GM bei den Edmonton Oilers, seine Nachfolge an.

#### Im Saisonverlauf
Der erste Trainerentlassung in der laufenden Saison wurde am 17. Oktober 2007 vollzogen, als die Atlanta Thrashers Bob Hartley die Verantwortung über die Mannschaft entzogen und General Manager Don Waddell bis zum Saisonende als Interimstrainer einsetzten. Waddell hatte bereits in der Saison 2002/03 für wenige Spiele die Mannschaft trainiert hatte, ehe Hartley das Amt übernommen hatte. Hartley hatte die Thrashers in der vergangenen Saison zu ihrer ersten Playoff-Teilnahme geführt, wurde aber für seine Entscheidungen bei der Aufstellung der Torhüter scharf kritisiert als die Mannschaft in der ersten Runde nach Spielen mit 0:4 gegen die New York Rangers ausschied. Die Entlassung Hartleys war die Konsequenz aus dem schlechtesten Saisonstart aller NHL-Teams. In sechs Spielen mussten die Thrashers sechs Niederlagen hinnehmen bei einem Torverhältnis von 9:27. Gute fünf Wochen später, am 22. November 2007, feuerten die Washington Capitals, zu diesem Zeitpunkt mit nur sechs Siegen aus 21 Spielen die schlechteste Mannschaft der Liga, ihren Trainer Glen Hanlon, der seit Dezember 2003 im Amt war. Es war der schwächste Saisonstart der Capitals seit 26 Jahren, obwohl die ersten drei Saisonspiele allesamt gewonnen werden konnten. Als neuer Trainer wurde gleichzeitig Bruce Boudreau, bis dahin Cheftrainer der Hershey Bears, des Farmteams Washingtons in der American Hockey League, vorgestellt. Am 27. Februar folgte die nächste Trainerentlassung, als die Ottawa Senators Cheftrainer John Paddock, der erst zu Saisonbeginn den Posten übernommen hatte, aus seinem Amt enthoben. Paddock führte die Mannschaft zwar zu einem sehr guten Saisonstart mit 16 Siegen aus 19 Spielen, konnte aber von den folgenden 45 Saisonspielen nur noch 20 gewinnen. Mit 14 Niederlagen in den letzten 21 Spielen und zuletzt zwei Niederlagen in Folge mit insgesamt neun Gegentoren und keinem erzielten Tor entschied sich General Manager Bryan Murray zur Beurlaubung von Paddock. Murray kehrte für den Rest der Saison auf den Posten des Cheftrainers zurück, den er in Ottawa bereits von 2005 bis zum Sommer 2007 innehatte.
Am 13. November 2007 wurde Doug Armstrong, General Manager der Dallas Stars, von seinem Amt entbunden. Armstrong bekleidete die Position fünf Jahre lang und gehörte über 17 Jahre zur Organisation der Stars, mit denen er 1999 den Stanley Cup gewann. Teambesitzer Tom Hicks begründete den Schritt damit, dass dem Team eine neue Führung gut täte. Den Posten als General Manager übernahmen zunächst auf Interimsbasis der bisherige Assistenz-General Manager Les Jackson und der ehemalige Eishockeyspieler Brett Hull bis zum Saisonende. Ihre Verträge wurden am 22. Mai 2008 um jeweils drei Jahre verlängert. Die zweite Entlassung eines General Managers folgte am 22. Januar 2008, als John Ferguson Jr. durch Cliff Fletcher bei den Toronto Maple Leafs auf Interimsbasis ersetzt wurde. Ferguson war seit dem Sommer 2003 im Amt und die Maple Leafs konnte in den ersten drei Spielzeiten seiner Amtszeit immer eine positive Siegesbilanz verbuchen, verpassten jedoch zwei Mal die Playoffs. Nachdem die Mannschaft in der bisherigen Saison bis auf den vorletzten Platz der Eastern Conference zurückgefallen waren, entschied sich die Führung des Franchise schließlich für einen Wechsel im Management. Fergusons Nachfolger Cliff Fletcher war bereits von 1991 bis 1997 General Manager der Maple Leafs und hat über 50 Jahre Erfahrung im Management, davon 19 Jahre beim Franchise der Calgary Flames, mit denen er Stanley-Cup-Sieger wurde. Die Lösung, mit Fletcher auf Interimsbasis ein weiteres Jahr zusammenzuarbeiten, fällte das Leafs-Management nach Saisonende, um sich damit die Option auf eine Verpflichtung von Brian Burke im Anschluss an die Saison 2008/09 offenzuhalten.

#### Nach Saisonende
Zwei Tage nach Beginn der Playoffs, am 11. April 2008, entbunden die Florida Panthers ihren Trainer und General Manager Jacques Martin von der Funktion des Cheftrainerposten. Martin, der im Saisonverlauf mit zwei weiteren Kollegen in den elitären Klub der Cheftrainer mit 500 Siegen aufgestiegen war, hatte es in den letzten drei Spielzeiten jeweils verpasst die Panthers in die Playoffs zu führen. Sein Verbleib als General Manager blieb zunächst offen, wenige Tage später wurde er aber auf diesem Posten bestätigt. Die Toronto Maple Leafs zogen am 7. Mai 2008 die Konsequenzen aus dem schwächsten Abschneiden seit zehn Jahren und entließen Cheftrainer Paul Maurice. Der Kanadier hatte die Mannschaft 2006 übernommen, in beiden Spielzeiten aber nicht in die Playoffs führen können. Nur zwei Tage später gab die Colorado Avalanche bekannt, dass der zum Saisonende auslaufende Vertrag von Trainer Joel Quenneville nicht verlängert wird. Bereits von 1994 bis 1997 war Quenneville Assistenztrainer der Mannschaft, als das Team den Stanley Cup gewann, und kehrte 2005 als Cheftrainer nach Colorado zurück. Neben zwei deutlichen Zweitrunden-Niederlagen in den Jahren 2006 und 2008 verpasste die Avalanche 2007 unter der Leitung von Quenneville erstmals seit ihrem Umzug nach Denver im Jahr 1995 die Playoffs. Zu seinem Nachfolger wurde am 22. Mai 2008 sein Vorgänger und Assistenztrainer Tony Granato befördert. Am 12. Mai 2008 vermeldeten die San Jose Sharks, dass sie sich von Cheftrainer Ron Wilson getrennt hatten. Obwohl die Sharks als Mitfavorit auf den Stanley Cup galten, scheiterte die Mannschaft, wie schon in den zwei Spielzeiten zuvor, bereits in der zweiten Playoff-Runde. Wilson hatte den Posten im Dezember 2002 übernommen und war der erfolgreichste Trainer in der Geschichte des Franchise mit 206 Siegen, darunter auch der 500. Sieg seiner Trainerkarriere. In der Saison 2003/04 führte er die Sharks zu ihrem bisher größten Erfolg mit dem Einzug ins Finale der Western Conference. Knapp einen Monat später fand er in den Toronto Maple Leafs bereits einen neuen Arbeitgeber. San Jose verpflichtete währenddessen den bisherigen Assistenztrainer der Detroit Red Wings, Todd McLellan, der in Junioren- und unterklassigen Ligen bereits als Cheftrainer diverse Erfahrungen und Erfolge gesammelt hatte. Dass John Tortorella zur folgenden Saison nicht mehr die Tampa Bay Lightning trainieren würde, gab das Team am 3. Juni 2008 bekannt. Tortorella schloss sich dem Franchise im Jahr 2000 als Assistenztrainer an und übernahm nur ein halbes Jahr später das Amt als Cheftrainer. In dieser Position baute er eine konkurrenzfähige Mannschaft auf, die 2004 den Stanley Cup gewann. In der Saison 2007/08 belegten die Lightning jedoch den letzten Platz in der Liga, woraufhin das Management die Konsequenzen zog. Auch die Los Angeles Kings entschieden sich für einen Neuanfang hinter der Bande, als sie am 10. Juni 2008 den noch ein Jahr laufenden Vertrag mit Trainer Marc Crawford vorzeitig auflösten. In den zwei Jahren als Trainer hatte Crawford jeweils deutlich die Playoffs verpasst und nur 59 von 164 Partien gewonnen. Trotz diverser namhafter Neuverpflichtungen vor Beginn der Spielzeit 2007/08 war es ihm nicht gelungen ein konkurrenzfähiges Team zu formen. Am 13. Juni konnten die Ottawa Senators nach langer Suche in Craig Hartsburg einen Nachfolger für den im Saisonverlauf entlassenen John Paddock präsentieren, der für den Rest der Saison durch General Manager Bryan Murray ersetzt worden war. Das Engagement in der kanadischen Hauptstadt war das dritte bei einem NHL-Team für den erfolgreichen Trainer aus dem Juniorenbereich, nachdem er bereits zwischen 1995 und 2001 bei den Chicago Blackhawks und Mighty Ducks of Anaheim in dieser Rolle tätig gewesen war. Noch am selben Tag konnten sich auch die Florida Panthers mit Peter DeBoer als neuem Cheftrainer einigen. Ähnlich wie Hartsburg hatte DeBoer, der auch bei einigen anderen Teams als Kandidat gehandelt worden war, im Juniorenbereich mit den Kitchener Rangers große Erfolge gefeiert. Die Panthers waren seine erste NHL-Station. Am 20. Juni stellten auch die Atlanta Thrashers mit John Anderson einen neuen Trainer vor, nachdem sich sein Vorgänger, Don Waddell, dazu entschieden hatte ausschließlich als General Manager des Teams zu arbeiten. Anderson war bis zuletzt Cheftrainer der Chicago Wolves aus der AHL und konnte das Team in der abgelaufenen Saison zum Calder-Cup-Sieg führen. Somit blieben vor dem NHL Entry Draft 2008 am 20. und 21. Juni, der inoffiziell den Beginn der neuen Saison einleitete, nur noch die Los Angeles Kings und Tampa Bay Lightning ohne neuen Cheftrainer.
Am 15. April 2008 trennten sich die Vancouver Canucks von General Manager Dave Nonis, nachdem sie die Playoffs verpasst hatten. Nonis war bereits seit 1998 in der Organisation des Franchise tätig und übernahm 2004 den Posten als General Manager. Nachdem das Team 2006 die Playoffs verpasst hatte, baute er den Großteil des Kaders um und ihm gelang die Verpflichtung von Torhüter Roberto Luongo, mit dem die Canucks wieder die Endrunde erreichen konnten.

## Besondere Vorkommnisse

### Ehrungen

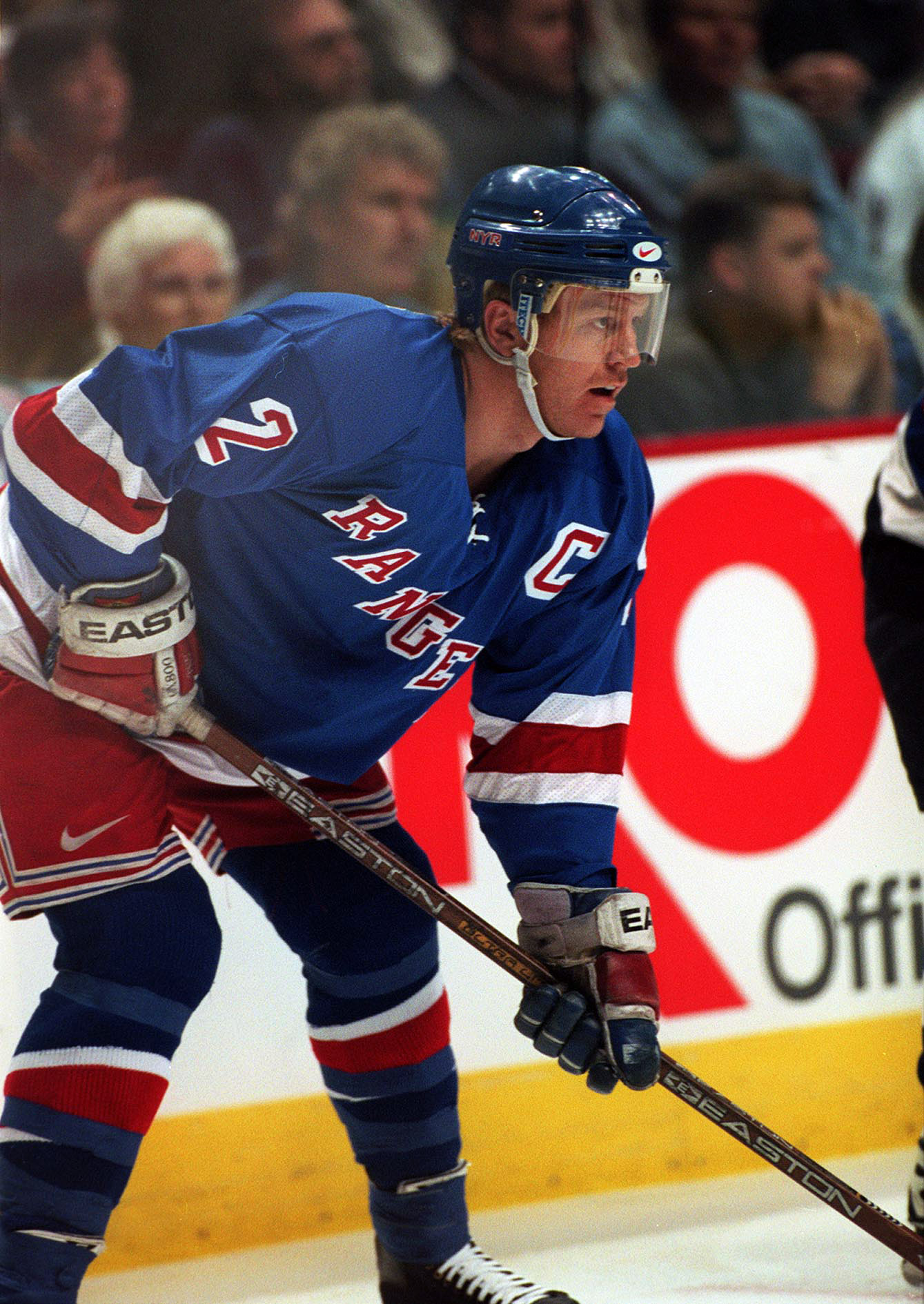
Brian Leetchs Trikotnummer 2 wurde am 24. Januar 2008 bei den New York Rangers offiziell gesperrt

Im Laufe der Saison werden mehrere Trikotnummern von verdienten Spielern der einzelnen Teams gesperrt und symbolisch unter die Hallendecken der jeweiligen Spielstätten gehängt.
Am 19. November 2007 sperrten die Montréal Canadiens die Nummer 19 von Larry Robinson, der von 1972 bis 1989 für das Franchise aktiv war. In der Zeit gewann er sechs Mal den Stanley Cup und wurde selbst zweimal mit der James Norris Memorial Trophy als bester Verteidiger und einmal mit der Conn Smythe Trophy als wertvollster Spieler der Playoffs ausgezeichnet.
Zwei Monate später, am 24. Januar 2008, sperrten die New York Rangers die Nummer 2 von Brian Leetch. Der Verteidiger gewann wie Robinson zweimal die James Norris Memorial Trophy und einmal die Conn Smythe Trophy und gehörte in der Saison 1993/94 zur siegreichen Stanley-Cup-Mannschaft der Rangers, die den Pokal erstmals nach 54 Jahren wieder nach New York City holte. Zudem führte er die Mannschaft von 1997 bis 2000 als Mannschaftskapitän an.
Mit Bob Gainey wurde am 23. Februar 2008 die Nummer eines zweiten ehemaligen Spielers der Montréal Canadiens gesperrt. Von 1973 bis 1989 trug er die Nummer 23 der Mannschaft und gehörte zu den besten Defensiv-Stürmern seiner Zeit, wovon vier Frank J. Selke Trophies zeugen. Fünf Mal gewann er den Stanley Cup, gewann einmal die Conn Smythe Trophy und war von 1981 bis 1989 Mannschaftskapitän der Canadiens. Seit 2003 gehört er wieder dem Franchise an, diesmal in der Position als General Manager.

### Franchise-Verkäufe

#### Nashville Predators
Am 23. Mai 2007 erreichte Craig Leipold, Besitzer der Nashville Predators, eine Einigung über den Verkauf der Mannschaft an Jim Balsillie für ungefähr 238 Millionen US-Dollar. Ein endgültiger Vertrag zwischen beiden Parteien sollte Ende Juni abgeschlossen sein. Da im Kooperationsvertrag der Nashville Predators und der Betreibergesellschaft des Sommet Centers, der Spielstätte der Predators, eine Ausstiegsklausel verankert ist, die es dem Teambesitzer erlaubt, aus dem Kooperationsvertrag auszusteigen, sollte in zwei aufeinanderfolgenden Spielzeiten weniger als 14.000 Plätze pro Spiel verkauft werden, begann Balsillie daraufhin mit den Vorbereitungen, das Franchise nach Hamilton in die kanadische Provinz Ontario umzusiedeln, indem er am 13. Juni über die Internetplattform Ticketmaster den Vorverkauf von Dauerkarten für die Saison 2008/09 der „Hamilton Predators“ begann. Innerhalb kurzer Zeit wurden daraufhin 13.000 Tickets verkauft und übertrafen somit die 9.000 Dauerkarten der Nashville Predators. Craig Leipold entschied sich jedoch Ende Juni, die Mannschaft doch nicht an Balsillie, sondern an William DelBiaggio für 190 Millionen US-Dollar zu verkaufen, der das Team nach Kansas City im US-Bundesstaat Missouri umsiedeln wollte. Zum Anfang des Julis gab eine Gruppe von Investoren bekannt, dass sie ebenfalls an dem Franchise interessiert sei und es in Nashville halten wolle. Am 1. August 2007 konnten sich Leipold und die Investorengruppe mit dem Namen Predators Holding LLC auf eine Absichtserklärung einigen, woraufhin am Ende des Monats beide Parteien einen Kaufvertrag abschlossen, der sich auf eine Kaufsumme von 193 Millionen US-Dollar belief.

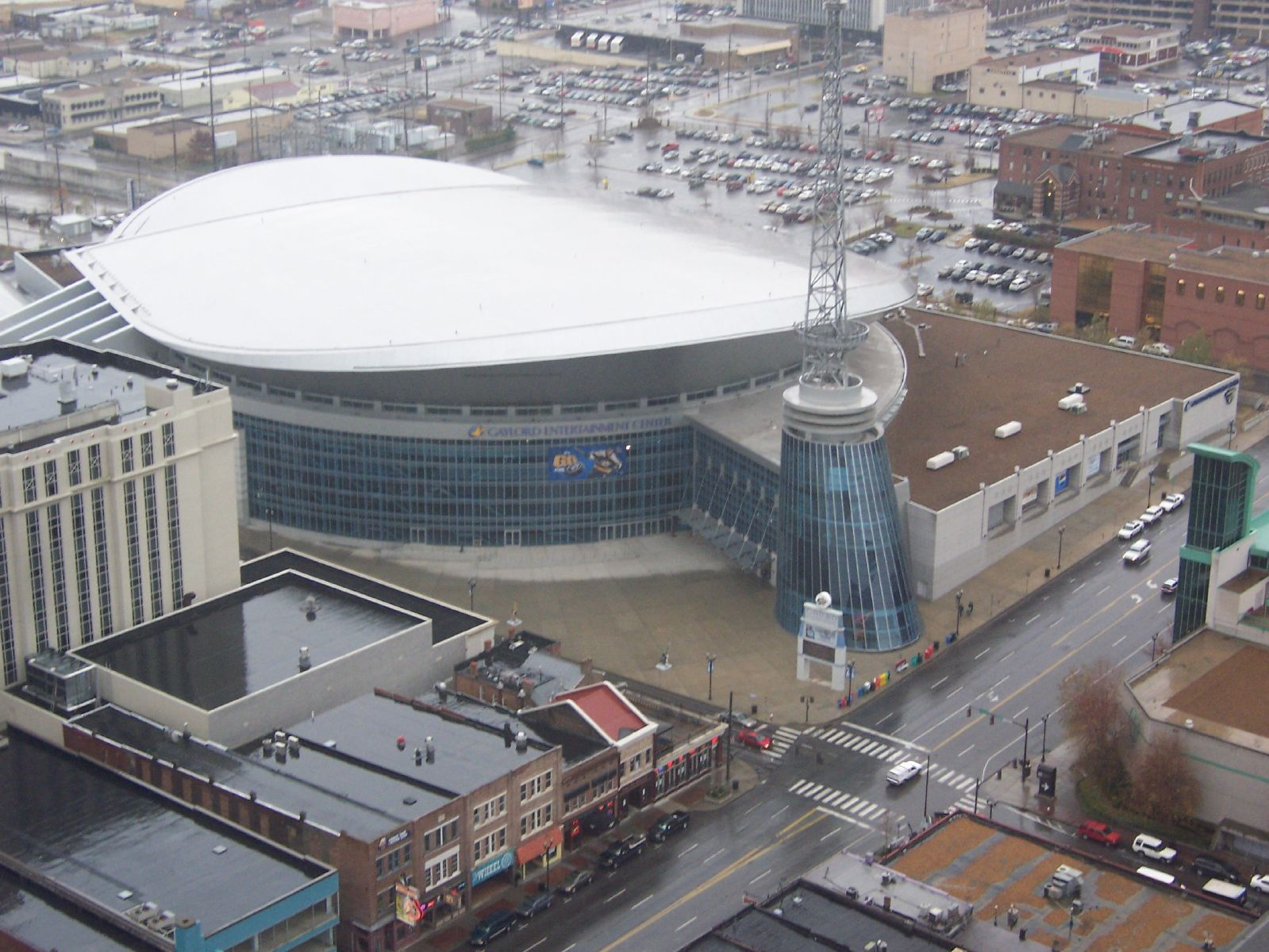
Das Sommet Center in Nashville

Der Verkauf des Franchise war jedoch noch nicht komplett abgeschlossen, da noch Gespräche mit den Stadtverantwortlichen und den Betreibern der Eishockeyarena anstanden, sowie die Zustimmung der Liga fehlte. Kurz vor Saisonbeginn Anfang Oktober äußerte David Freeman, der Vorsitzende der Predators Holding LLC, dass es wahrscheinlich zu keinem Abschluss des Verkaufes kommen werde. Die Gruppe der Investoren hatte kurz zuvor um weitere städtische Steuergelder sowie um Verbesserungen im Sommet Center gebeten, was jedoch von der Stadt abgelehnt wurde. Am 16. November gab es schließlich doch eine Einigung zwischen den neun Investoren und der Stadt Nashville über Änderungen im Mietvertrag des Sommet Centers. Die Vereinbarung soll garantieren, dass das Franchise für die nächsten fünf Jahre in Nashville spielen wird oder die Investorengruppe muss der Stadt die in dieser Zeit in die Arena investierten Gelder zurückzahlen. Mitglied der neunköpfigen Investorengruppe ist neben sieben in Nashville und einem in Kalifornien ansässigen Geschäftsmann auch William DelBiaggio, der im Sommer die Nashville Predators alleine kaufen wollte. Am 6. Dezember 2007 stimmte schließlich die Versammlung der NHL-Teambesitzer dem Verkauf des Franchise zu. David Freeman übernahm daraufhin den Vorsitz der Predators mit DelBiaggio und Herb Fritch als seine Stellvertreter.
Nur ein halbes Jahr später meldete aber Mitbesitzer DelBiaggio Anfang Juni 2008 Privatinsolvenz nach Chapter 11 an, nachdem er wegen ungetilgter Darlehen juristisch belangt werden sollte. Die Gesamtsumme der Schulden soll sich auf mindestens 57 Millionen US-Dollar belaufen, darunter mehrere Beträge, die im direkten Zusammenhang mit den Nashville Predators stehen. So schuldete er der Modern Bank in New York zehn Millionen US-Dollar, dem ehemaligen Teambesitzer der Predators, Craig Leipold, denselben Betrag und sieben Millionen einem Unternehmen, das ihn beim Kauf seiner Anteile von 27 Prozent am Franchise unterstützt hatte. Durch die Insolvenz durch DelBiaggio fehlen den Predators zudem 9,8 Millionen US-Dollar an Sicherheiten gegenüber der Stadt, die die Investorengruppe Predators Holding LLC bis zum 4. August 2008 vorweisen muss. Nach dem Ausscheiden von DelBiaggio sucht die Investorengruppe außerdem einen neuen Käufer für den 27-prozentigen Anteil am Franchise. In die Ermittlungen gegen den Unternehmer aus Kalifornien hatte sich auch das FBI eingeschaltet.

#### Edmonton Oilers
Am 18. Juli 2007 gab der kanadische Pharmazie-Milliardär Daryl Katz ein Gebot über 176 Millionen US-Dollar für die Edmonton Oilers ab. Bereits wenige Monate zuvor hatte Katz, der mit seiner Pharmazie-Marke Rexall Namensgeber des Rexall Place ist, der Heimstätte der Oilers, versucht das Franchise zu kaufen, war jedoch gescheitert. Anfang August lehnte das 33-köpfige Konsortium mit dem Namen Edmonton Investors Group, dem die Mannschaft gehört, das Angebot von Katz ab und gab bekannt, dass das Franchise nicht zum Verkauf stehe. Am 13. Dezember 2007 erhielt die Investorengruppe erneut ein Kaufangebot von Daryl Katz über das die beiden Parteien am 21. Januar 2008 verhandelten. Hauptpunkt der Verhandlungen war der Verbleib des Franchise in Edmonton. Am 6. Februar wurde schließlich bekannt, dass alle Mitglieder der Edmonton Investors Group Limited Partnership ihre Aktien am Franchise an Katz verkaufen würden. Der Verkauf wurde schließlich am 18. Juni 2008 beim Treffen der Teambesitzer bestätigt.

#### Tampa Bay Lightning
Am 7. August 2007 unterschrieb eine Investorengruppe um den ehemaligen NHL-Trainer und General Manager Doug MacLean eine Vereinbarung die Tampa Bay Lightning zu kaufen. Bill Davidson, dem zu diesem Zeitpunkt zusammen mit anderen Investoren das Franchise gehörte, erklärte, dass die Mannschaft an einen neuen Teambesitzer verkauft werden sollte, der das Team in Tampa Bay hält. MacLean hatte 1996 die Florida Panthers ins Stanley-Cup-Finale geführt und hat somit einen Bezug zu den im US-Bundesstaat Florida beheimateten Tampa Bay Lightning. Der Verkauf musste jedoch noch von der NHL abgesegnet werden. Bevor es dazu kommen konnte, kündigten die Teambesitzer am 14. November 2007 die Vereinbarung auf, da es mit der Investorengruppe Unstimmigkeiten bezüglich der Abwicklung des Verkaufs gegeben hatte. Am 14. Februar 2008 gab die bisherige Gruppe von Teambesitzern bekannt, dass das Franchise an OK Hockey LLC aus Los Angeles verkauft wurde. Im Mittelpunkt dieser Investorengruppe stand der Hollywood-Produzent Oren Koules, der bereits zu den Investoren gehörte, die mit der Übernahme der Lightning wenige Monate vorher gescheitert waren. Die Bestätigung des Verkaufs durch die Versammlung der Teambesitzer der NHL erfolgte schließlich am 18. Juni 2008.

#### Minnesota Wild
Am 10. Januar 2008 gab Minnesota Sport & Entertainment (MSE) bekannt, dass sie ihr NHL-Franchise Minnesota Wild an Craig Leopold verkaufen werden. Leopold hatte erst im Dezember 2007 die Nashville Predators an eine Investorengruppe für 193 Millionen US-Dollar verkauft. Die Liga gab schließlich am 10. April 2008 ihre Zustimmung.

### Meilensteine und Rekorde
Wie in den vorangegangenen Spielzeiten auch, stellten die Aktiven der NHL im Verlauf der Spielzeit wieder einige NHL- und persönliche Rekorde auf. Die wohl bedeutendsten Rekorde stellten jedoch allesamt gebürtige US-Amerikaner auf.

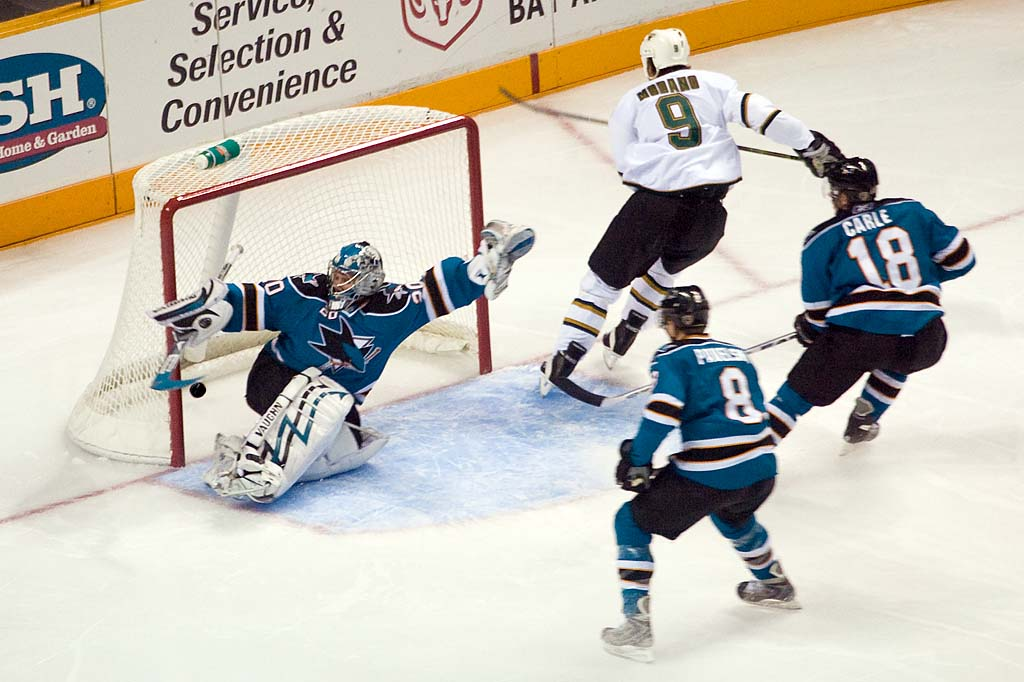
Mike Modano erzielt seinen rekordbrechenden 1233. NHL-Punkt

Zunächst gelang es Mike Modano von den Dallas Stars am 7. November 2007 seinen Landsmann Phil Housley mit seinem 1233. NHL-Karrierepunkt als punktbesten gebürtigen US-Amerikaner in der NHL-Geschichte abzulösen. Drei Tage später erzielte Jeremy Roenick, als erst dritter US-Amerikaner und 40. NHL-Spieler überhaupt, sein 500. Karrieretor. Dies tat ihm sein Landsmann Keith Tkachuk am 6. April 2008, dem letzten Spieltag der regulären Saison, nach. Weitere runde Jubiläen feierten Martin Brodeur, der als erst zweiter Torhüter der Geschichte, nach Patrick Roy, am 17. November 2007 das 500-Siege-Plateau erreichte, Paul Kariya, der am 29. Dezember 2007 der 89. Spieler mit 900 Karrierepunkten wurde und Joe Sakic, der am 22. März 2008 sein insgesamt 1000. Tor vorbereitete.
Für sogenannte Franchise-Rekorde sorgten Mats Sundin von den Toronto Maple Leafs am 11. Oktober 2007, Teemu Selänne von den Anaheim Ducks am 17. Februar 2008 und Jarome Iginla von den Calgary Flames am 10. März 2008, die allesamt neue Punktrekorde für ihre Mannschaften aufstellten. Sundin gelang es auch, einen neuen Torrekord für sein Franchise aufzustellen, und er erreichte als erster Maple-Leafs-Spieler die 400-Tore-Marke.
Einige individuelle NHL-Rekorde stellte der Russe Alexander Owetschkin im Saisonverlauf auf. Seine 65 Saisontore bedeuteten einen neuen Torrekord für Linksaußen. Der bisherige Rekordhalter Luc Robitaille hatte es in der Spielzeit 1992/93 auf lediglich 63 Saisontore gebracht. Zudem war Owetschkin der erste Spieler seit Mario Lemieux und Jaromír Jágr in der Saison 1995/96, der die 60-Tore-Marke knackte. Ebenfalls rekordverdächtig war der Einsatz von Chris Chelios am 8. Januar 2008, als er mit 45 Jahren und 348 Tagen zum zweitältesten Spieler der NHL-Geschichte avancierte. Den Rekord hält Gordie Howe mit 52 Jahren und sechs Tagen. Etwa drei Monate später, am 12. April 2008, brach Chelios einen weiteren Rekord, als er das 248. NHL-Playoff-Spiel seiner Karriere bestritt und Patrick Roy damit als bisherigen Rekordhalter ablöste.
Bei den Trainern stellten Al Arbour, Jacques Martin, Ron Wilson und Jacques Lemaire persönliche Rekorde auf. Arbour übernahm am 3. November 2007 für ein Spiel offiziell das Traineramt der New York Islanders, um beim 1.500. Spiel als Cheftrainer des Teams hinter der Bande zu stehen. Unter der Führung Arbours besiegten die Islanders den Division-Rivalen Pittsburgh Penguins mit 3:2. Martin, Wilson und Lemaire feierten im Saisonverlauf ihren insgesamt 500. Sieg als Cheftrainer eines NHL-Franchise. Dem Kanadier Martin gelang das Kunststück als zehntem Trainer überhaupt am 18. Januar 2008 beim 2:1-Sieg seiner Florida Panthers über die New Jersey Devils. Wilson erreichte den Meilenstein als elfter Trainer etwa drei Wochen später, am 9. Februar 2008, beim 4:3-Sieg der San Jose Sharks über die Nashville Predators. Schließlich vervollständigte Lemaire das Trio am 3. April 2008 nach dem Sieg seiner Minnesota Wild gegen die Calgary Flames.
Unter den Teams wurden die San Jose Sharks die erste Mannschaft in der NHL-Geschichte, die im Verlauf eines gesamten Monats ohne Niederlage in der regulären Spielzeit von 60 Minuten blieben. In ihren 15 Spielen im März 2008 siegten sie 13 Mal und verloren lediglich je einmal im Shootout und in der Overtime. Insgesamt blieben sie zwischen dem 20. Februar und 3. April in 22 aufeinanderfolgenden Partien in der regulären Spielzeit ungeschlagen. Ein Muster an Beständigkeit blieben die Detroit Red Wings, die in der achten Spielzeit in Folge die 100-Punkte-Marke erreichten und so einen Rekord der Montréal Canadiens einstellten, den diese zwischen 1975 und 1982 aufgestellt hatten.

### Rücktritte
Drei Wochen vor Beginn der Saison, am 5. September 2007, gab Pierre Turgeon im Alter von 38 Jahren und nach 19 Jahren in der NHL seinen Rücktritt bekannt. Der Erstgewählte des NHL Entry Draft 1987 erzielte insgesamt 1.327 Punkte in 1.294 Partien für sechs verschiedene Mannschaften in der NHL und gewann 1993 die Lady Byng Memorial Trophy.
Fünf Tage später, am 10. September 2007, gab Mike Dunham nach zehn Jahren in der NHL sein Karriereende bekannt. Dunham lief in 394 NHL-Partien für die New Jersey Devils, Nashville Predators, New York Rangers, Atlanta Thrashers und New York Islanders auf und konnte am Ende der Saison 1996/97 gemeinsam mit Martin Brodeur die William M. Jennings Trophy erringen.
Am 18. September 2007 erklärte Torhüter Sean Burke, der zuletzt bei den Los Angeles Kings spielte und insgesamt 820 NHL-Spiele bestritt, sein Karriereende. In seiner 20 Jahre andauernden Karriere spielte er für neun NHL-Teams, davon über längere Zeit als Stammtorhüter der Hartford Whalers und Phoenix Coyotes. Für seine Leistungen in der Saison 2001/02 wurde er für die Vezina Trophy als bester Torhüter und den Lester B. Pearson Award als bester Spieler nominiert. Seine größten Erfolge feierte Burke im kanadischen Nationalteam mit den Weltmeistertiteln 1997 und 2003, sowie dem Canada Cup 1991 und der olympischen Silbermedaille 1992.
Der Gesamterste im NHL Entry Draft 1999 Patrik Štefan beendete am 5. Oktober 2007 seine Karriere. Der Tscheche wurde 1999 als erster Spieler in der Geschichte der Atlanta Thrashers gedraftet und verbrachte sieben Spielzeiten in der NHL für die Thrashers und die Dallas Stars.

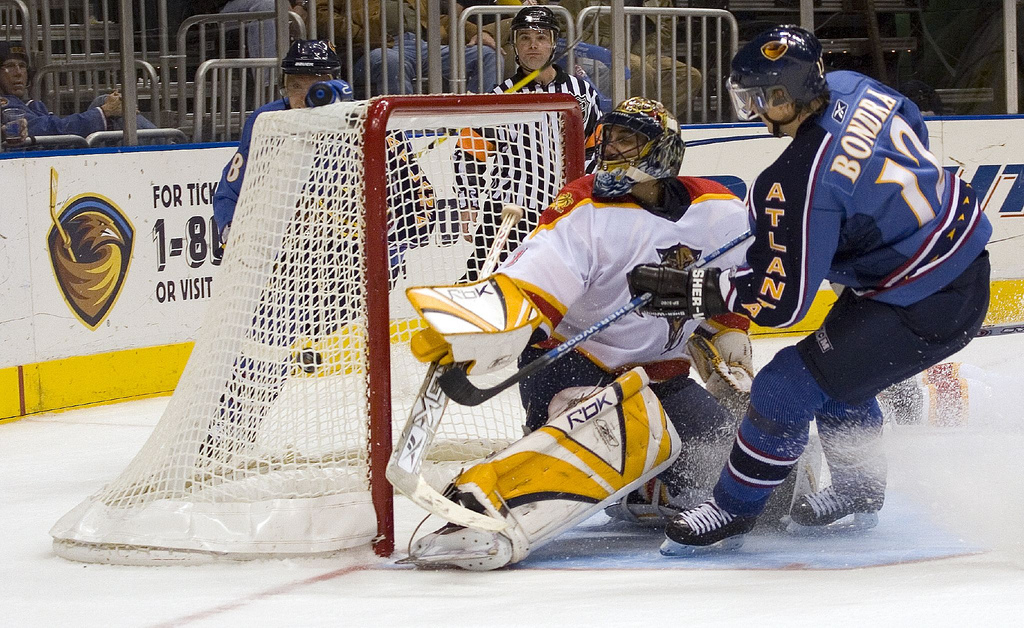
Peter Bondra während seiner aktiven Zeit bei den Atlanta Thrashers

Der Slowake Peter Bondra gab am 29. Oktober 2007 nach 1.081 NHL-Spielen seinen Rücktritt vom aktiven Eishockeysport bekannt. Bondra war in seiner 16 Jahre andauernden Karriere hauptsächlich für die Washington Capitals aktiv, mit denen er 1998 das Stanley-Cup-Finale erreichte. 1995 und 1998 war er bester Torschütze der NHL und erzielte am 22. Dezember 2006 als 37. Spieler der NHL-Geschichte sein 500. Karrieretor. 2002 führte er die slowakische Nationalmannschaft mit dem spielentscheidenden Tor zum ersten Weltmeistertitel in der Geschichte des Landes. Bondra übernahm nach seinem Rücktritt den Posten als General Manager des slowakischen Nationalteams.
Eric Lindros, Gewinner der Hart Memorial Trophy als wertvollster Spieler der Saison 1994/95, trat am 8. November 2007 vom aktiven Eishockeysport zurück. International gewann er mit dem Team Kanada bei den Olympischen Winterspielen 2002 die Goldmedaille, nachdem er bereits zehn Jahre zuvor Silber gewonnen hatte. Der Kanadier, der im NHL Entry Draft 1991 an erster Stelle ausgewählt wurde und für die Philadelphia Flyers, New York Rangers, Toronto Maple Leafs und Dallas Stars aktiv war, konzentrierte sich in der Sommerpause auf die Neustrukturierung der NHL Players’ Association, wo er auch weiterhin aktiv war.
Das Ende seiner Karriere gab am 1. Dezember 2007 Wes Walz von den Minnesota Wild bekannt. Walz gehörte bereits seit der Premierensaison des Franchise 2000/01 zur Mannschaft und war zeitweise Mannschaftskapitän. In den Jahren zuvor spielte er von 1989 bis 1996 für die Boston Bruins, Philadelphia Flyers, Calgary Flames und Detroit Red Wings.
Am 31. März 2008 gab Tim Taylor von den Tampa Bay Lightning bekannt, dass er seine Karriere zum Saisonende beenden würde. Obwohl er bereits 1988 von den Washington Capitals gedraftet wurde, gab er sein NHL-Debüt erst in der Saison 1993/94 bei den Detroit Red Wings, nachdem er mehrere Jahre in der zweitklassigen American Hockey League gespielt und dort die John B. Sollenberger Trophy als bester Scorer gewonnen hatte. Als weitere Stationen in seiner Laufbahn folgten die Boston Bruins und die New York Rangers, ehe er 2001 zu den Tampa Bay Lightning kam, die ihn fünf Jahre später zum Mannschaftskapitän ernannten. Die größten Erfolge in seiner Karriere waren die Stanley-Cup-Siege 1997 mit Detroit und 2004 mit Tampa Bay.

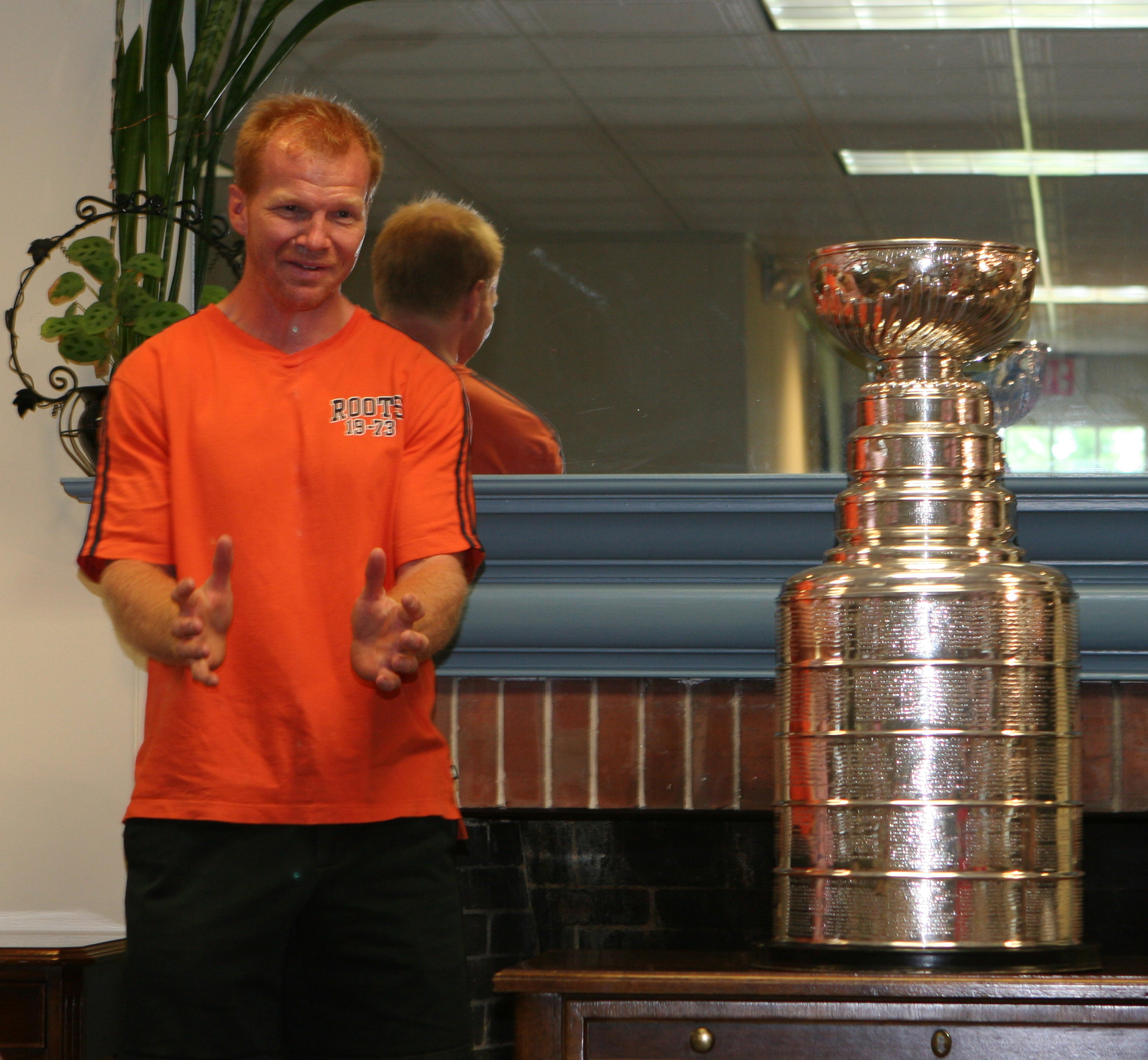
Glen Wesley mit dem 2006 gewonnenen Stanley Cup

Nach dem Ausscheiden der Philadelphia Flyers in den Playoffs gab der 34-jährige Finne Sami Kapanen am 3. Juni 2008 seinen Abschied von der NHL bekannt, um in sein Heimatland zurückzukehren. Kapanen war seit der Spielzeit 1995/96 für die Hartford Whalers, Carolina Hurricanes und Philadelphia Flyers aktiv gewesen und hatte in 831 Partien 458 Punkte erzielt. Zudem nahm er an vier Olympischen Winterspielen, fünf Weltmeisterschaften und zwei Hockey World Cups teil. Für die folgende Saison plante er für seinen Stammverein KalPa Kuopio zu spielen.
Zwei Tage später verkündete auch der 39-jährige Glen Wesley von den Carolina Hurricanes seinen Rücktritt vom aktiven Sport. Nachdem Wesley in der Saison 1987/88 sein Debüt bei den Boston Bruins gegeben hatte, war er 1994 zu den Hartford Whalers gewechselt, die drei Jahre später nach North Carolina umgezogen waren. Während seiner Zeit bei den Hurricanes gewann er in der Saison 2005/06 den Stanley Cup. Wesley beendete seine Karriere als der Verteidiger mit den sechstmeisten Einsätzen der NHL-Geschichte.
Nach dem Gewinn des Stanley Cups beendete auch Dominik Hašek am 9. Juni seine Karriere. Neben dem Cup-Gewinn einige Tage zuvor hatte der damals 43-jährige bereits 2002 – als erster europäischer Stammtorwart überhaupt – mit Detroit den Titel geholt. Zudem gewann er im Verlauf seiner Karriere sechs Vezina und zwei Hart Memorial Trophies, womit er zu einem der erfolgreichsten Torhüter aller Zeiten avancierte. Auf internationaler Ebene hatte er bei den Olympischen Winterspielen 1998 in Nagano die tschechische Nationalmannschaft zum überraschenden Gewinn der Goldmedaille geführt.
Auch der Schwede Mattias Norström gab am 10. Juni 2008 nach 14 Jahren in der NHL seinen Rücktritt bekannt. Für die New York Rangers, Los Angeles Kings und Dallas Stars bestritt der Verteidiger in dieser Zeit 903 Partien, in denen er 165 Punkte erzielte. Die größten Erfolge seiner Karriere feierte er auf internationaler Ebene mit dem schwedischen Nationalteam. Neben dem Gewinn zweier Silbermedaillen 1997 und 2003, gewann er bei der Eishockey-Weltmeisterschaft 2002 die Goldmedaille.
Einen weiteren Tag später erklärte Trevor Linden auf einer Pressekonferenz seinen Rücktritt vom aktiven Eishockeysport. Der zweimalige All-Star spielte 20 Jahre in der NHL und bestritt 1.382 Spiele für die New York Islanders, Washington Capitals und Montréal Canadiens, den Großteil aber für die Vancouver Canucks in 16 Saisons, von denen er sieben als Mannschaftskapitän bestritt. Neben der Berufung ins NHL All-Rookie Team im Jahr 1989 war das Erreichen des Stanley-Cup-Finales 1994 der größte sportliche Erfolg. Neben dem Eis wurde er für sein soziales Engagement bekannt, wurde dafür mit der King Clancy Memorial Trophy ausgezeichnet und erhielt als erster Eishockeyspieler den Order of British Columbia. Zudem vertrat er als Präsident der National Hockey League Players’ Association die Spieler während des Lockouts in der Saison 2004/05.
Am 15. Juli 2008 erklärte Dallas Drake sein Karriereende. 1989 von den Detroit Red Wings gedraftet, gab er für das Team 1992 sein Debüt in der NHL. Nach eineinhalb Jahren in Detroit folgten mehr als sechs Spielzeiten beim Franchise der Winnipeg Jets, die später nach einer Umsiedlung in Phoenix Coyotes umbenannt wurden. Von 2000 bis 2007 spielte er schließlich für die St. Louis Blues, die er zwei Jahre lang als Mannschaftskapitän anführte. Im Sommer 2007 kehrte er nach Detroit zurück, wo er in seiner letzten Saison seine 1.009 NHL-Spiele umfassende Karriere mit dem Stanley-Cup-Gewinn krönen konnte.

### Sperren
Mark Bell wurde am 4. September 2007 von der NHL auf unbestimmte Zeit suspendiert, da er gegen das NHL/NHLPA Substance Abuse & Behavioral Health Program verstoßen hatte. Bell war im August von einem Gericht zu einer Freiheitsstrafe von sechs Monaten wegen Fahrerflucht und Trunkenheit am Steuer verurteilt worden. Am 12. September teilte die Ligaleitung mit, dass Bell für sein Vergehen insgesamt 15 Spiele ohne Gehaltszahlung gesperrt würde.

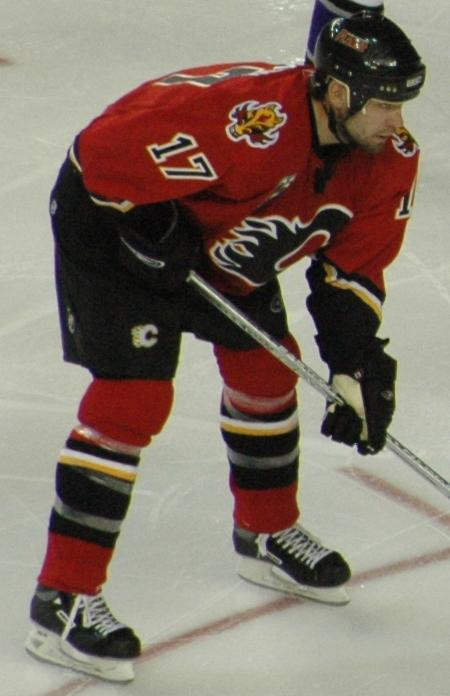
Chris Simon wurde mit der längsten Sperre der NHL-Geschichte belegt

Im Vorbereitungsspiel auf die Saison zwischen den Philadelphia Flyers und den Ottawa Senators attackierte der Flyers-Spieler Steve Downie seinen Gegenspieler Dean McAmmond mit einem Check, sodass McAmmond das Bewusstsein verlor. Da Downie den Check in Richtung des Kopfes von McAmmond ausgeführt hatte, wurde er von der NHL für 20 Spiele ohne Gehaltszahlung suspendiert.
Am 12. Oktober 2007 wurde Jesse Boulerice von den Philadelphia Flyers für 25 Spiele suspendiert. Boulerice hatte im Spiel gegen die Vancouver Canucks am 10. Oktober seinen Gegenspieler Ryan Kesler mit einem Stockcheck ins Gesicht niedergestreckt. Es war die längste Sperre, die von der NHL bis dahin ausgesprochen wurde.
Nachdem Chris Simon schon in der Vorsaison zu der damaligen saisonübergreifenden Rekordstrafe von 25 Spielen verurteilt worden war, leistete er sich in der Partie gegen die Pittsburgh Penguins am 15. Dezember 2007 einen Tritt auf das Bein des auf dem Eis liegenden Jarkko Ruutu. Bevor die neue Rekordstrafe von 30 Spielen am 19. Dezember ausgesprochen wurde, verließ er sein Team, die New York Islanders, am 17. Dezember auf unbestimmte Zeit, um sich mit dem weiteren Verlauf seiner Karriere auseinanderzusetzen. Für einen ähnlichen Vorfall wurde Verteidiger Chris Pronger von den Anaheim Ducks am 15. März 2008 für acht Spiele gesperrt. In einem Spiel gegen die Vancouver Canucks am 12. März kollidierte Pronger mit Ryan Kesler an der Bande hinter dem Tor, worauf der Spieler der Canucks aufs Eis stürzte und Pronger ihm auf das Bein trat.
Des Weiteren gab es mehrere kleine Vergehen, die mit einer Sperre von maximal fünf Spielen geahndet wurden.

### Todesfälle
Im Saisonverlauf verstarben die langjährigen Besitzer der Chicago Blackhawks im Alter von 77 Jahren an den Folgen eines Krebsleidens und der Columbus Blue Jackets im Alter von 84 Jahren sowie Luc Bourdon, ein Spieler der Vancouver Canucks, im Alter von 21 Jahren.

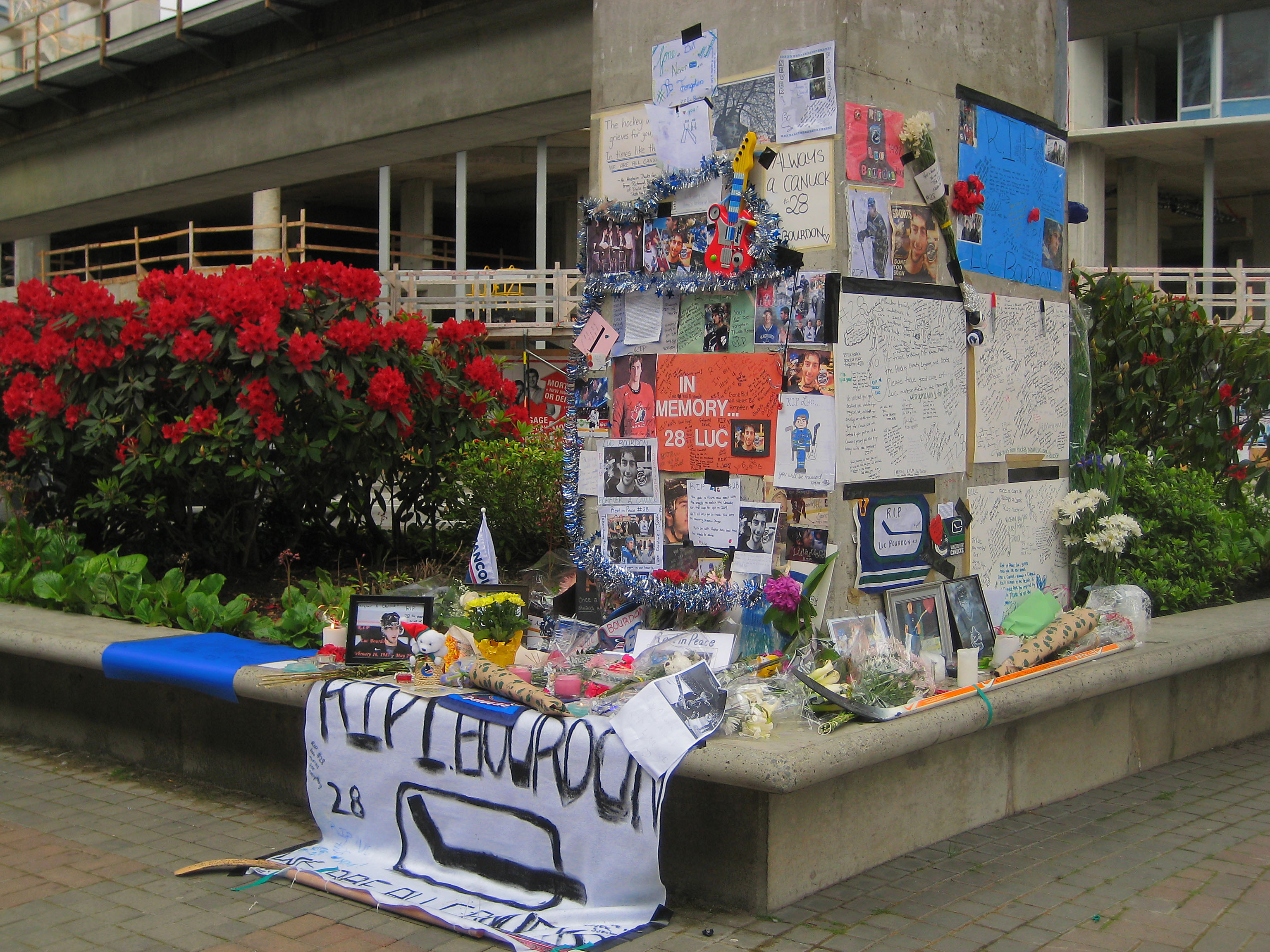
Gedenkstätte am General Motors Place in Vancouver zu Ehren von Luc Bourdon

William Wirtz, der Besitzer der Chicago Blackhawks, war seit 1954 im Unternehmen der Blackhawks tätig, nachdem sein Vater Arthur, sein Bruder Michael und er das Franchise erworben hatten. 1966 übernahm er schließlich den Posten des Präsidenten, den er für 41 Jahre, bis zu seinem Krebstod wenige Tage vor dem Beginn der Spielzeit, am 26. September 2007, innehatte. Die weitere Leitung des Franchises übernahm in der Folge sein Sohn Rocky Wirtz, nachdem dessen Bruder Peter auf den Posten verzichtet hatte.
Der zweite Todesfall ereignete sich am 25. April 2008, als der Besitzer der Columbus Blue Jackets, John H. McConnell, im Alter von 84 Jahren verstarb. McConnell hatte im Jahr 1997 eine Gruppe von Investoren angeführt, die die Ansiedlung des Franchise in Ohio zur Saison 2000/01 vorangetrieben und ermöglicht hatte. Seit diesem Zeitpunkt hatte der in der Stahlindustrie tätige US-Amerikaner als Präsident fungiert. Den Posten übernahm in der Folge sein Sohn John P. McConnell.

### Sonstiges

#### Sidney Crosby jüngster Kapitän der Geschichte
Sidney Crosby, der in der Vorsaison der jüngste Gewinner der Art Ross Trophy aller Zeiten war, wurde am 31. Mai 2007 vom Management der Pittsburgh Penguins zum neuen Mannschaftskapitän benannt. Er ging somit als jüngster NHL-Kapitän aller Zeiten im Alter von 19 Jahren und 297 Tagen in die Geschichte ein.

#### Jochen Hecht erster deutscher Kapitän
Einen weiteren Wechsel auf dem Posten des Mannschaftskapitäns gab es bei den Buffalo Sabres, die mit Chris Drury und Daniel Brière zwei ihrer Führungsspieler in der Sommerpause an andere Klubs verloren hatten. Die Sabres führten zum Saisonbeginn ein Rotationsprinzip auf der Kapitänsposition ein, was dazu führte, dass im Oktober mit Jochen Hecht der erste deutsche Spieler überhaupt als Kapitän in einem NHL-Spiel auflief. Im Februar 2008 trug Hecht erneut das charakteristische „C“ des Kapitäns.

#### 1.500. Spiel als Trainer für Al Arbour
Al Arbour, ehemaliger Spieler und Trainer in der NHL, übernahm am 3. November 2007 für ein Spiel das Traineramt bei den New York Islanders. Für Arbour war es das 1.500. Spiel als Trainer der Mannschaft, die er von 1973 bis 1986 und von 1988 bis 1994 trainierte und mit denen er vier Stanley Cups gewann. Der Gegner der New York Islanders waren die Pittsburgh Penguins. Unter der Führung von Arbour siegten die Islanders mit 3:2, und nach dem Spiel wurde zu Ehren der 1.500 Spiele ein Banner mit der Nummer 1.500 an die Hallendecke des Nassau Veterans Memorial Coliseum gehängt.

#### Unfall von Richard Zedník
Zu einem negativen Vorfall kam es am 10. Februar 2008 bei der Partie der Buffalo Sabres gegen die Florida Panthers. Während des Schlussdrittels zog sich Floridas Richard Zedník einen Schnitt an der Halsschlagader zu, als er vom Schlittschuh seines fallenden Mannschaftskollegen Olli Jokinen unglücklich getroffen wurde. Zedník lief daraufhin aus eigener Kraft und stark blutend zur Spielerbank, wo er umgehend behandelt wurde. Nachdem bekannt wurde, dass Zedníks Gesundheitszustand auf dem Weg ins Krankenhaus stabilisiert wurde, entschied die NHL das Spiel fortzusetzen. Die Schnittwunde wurde später in einem Krankenhaus in Buffalo operativ versorgt. Wenige Tage später wurde bekannt, dass Zedník während des Vorfalls zu keiner Zeit das Bewusstsein verloren hatte, obwohl er bis zur Stoppung der Blutung ein Drittel seines Blutes verloren hatte. Einen ähnlichen Vorfall hatte es in der NHL zuletzt am 22. März 1989, ebenfalls in Buffalo, gegeben, als Buffalos damaliger Torwart Clint Malarchuk von Gegenspieler Steve Tuttle verletzt wurde.
Die Verletzung Zedníks stellte in den folgenden Tagen die Sicherheitsausrüstung der Spieler in Frage und fachte Diskussionen über den möglichen Einsatz eines Schutzes für den Halsbereich an. Knapp eineinhalb Monate nach der Verletzung, am 19. März, kehrte Zedník erstmals auf das Eis zurück und lief für etwa fünf bis zehn Minuten vor dem eigentlichen Training der Panthers einige Runden.

## Medienpräsenz und Zuschauerzahlen
Wie schon in der Vorsaison konnten die Mannschaften einen Anstieg der Besucherzahlen verzeichnen und verbesserten somit das Rekordergebnis auf 21.236.255 verkaufte Plätze in insgesamt 1230 Spielen, was eine Ausnutzung der Kapazität von 93,7 % bedeutete. Alle sechs kanadischen Mannschaften konnten die volle Anzahl an Karten absetzen und die Montréal Canadiens setzten die Bestmarke der Liga mit durchschnittlich 21.273 besetzten Plätzen im Centre Bell. In den USA war das Stadion der Pittsburgh Penguins erstmals in ihrer Geschichte während jedem Spiel komplett gefüllt und die Minnesota Wild, New York Rangers und Anaheim Ducks konnten ebenfalls alle Tickets absetzen. Hinzu kamen noch einige weitere Teams, deren Spiele virtuell ausverkauft waren.
Auch bei den nationalen TV-Übertragungen in den USA konnten Erfolge gefeiert werden. Zwar stagnierten die Quoten innerhalb der regulären Saison beim Fernsehsender NBC bei 1,0 % der 112,8 Millionen US-Haushalte, doch der Kabelsender Versus konnte seine Quoten von 0,2 auf 0,3 % im Vergleich zum Vorjahr steigern. Besonders stach bei den Übertragungen das zweite Freiluftspiel in der NHL-Geschichte, das NHL Winter Classic 2008, zwischen den Buffalo Sabres und den Pittsburgh Penguins am 1. Januar 2008 hervor. NBC verzeichnete mit 2,6 % die höchste Quote in einem Spiel der regulären Saison seit fast zwölf Jahren. Auch in den regionalen Märkten der NHL-Teams konnten Zugewinne erreicht werden. So steigerten die Buffalo Sabres ihre Quote bei ihren regionalen Übertragungen um mehr als 65 %. 13 weitere der insgesamt 24 US-amerikanischen Franchises konnten ebenso Steigerungen bei den regionalen TV-Quoten melden.
Auch beim NHL All-Star Game, das Versus im Programm hatte, schalteten mehr Zuschauer ein als noch im Jahr zuvor, allerdings blieben die Quoten weiterhin deutlich hinter denen der All-Star-Spiele vor dem Ausfall der Saison 2004/05 zurück. Versus konnte sich am 27. Januar aber trotzdem unter den besten 15 Kabelsendern des Tages platzieren und in einigen lokalen Märkten sogar noch weiter vorne. In Buffalo war das All-Star Game das Kabelprogramm mit der höchsten Quote, während sich die Übertragung in Pittsburgh, Detroit, Philadelphia und Minneapolis unter den besten vier Kabelsendungen platzierte und in New York den elften Rang belegte.
Schon früh in den Playoffs konnten die Teams in ihren regionalen Märkten gute Einschaltquoten erreichen. Während das dritte Spiel der Lokalrivalen New York Rangers und New Jersey Devils in der ersten Runde eine Quote von 3,24 % erreichte, wurde das erste Spiel der Serie zwischen den Philadelphia Flyers und den Washington Capitals von 3,4 % im TV-Markt Flyers gesehen. Dies entsprach einem Zuwachs von 54,5 % gegenüber den Einschaltquoten der Flyers in der regulären Saison. In der zweiten Playoff-Runde erreichten die San Jose Sharks die höchste Einschaltquote ihrer Geschichte. Mit einem Anteil innerhalb ihres regionalen Marktes von 5,9 % für das sechste Spiel gegen die Dallas Stars übertrafen sie die bisherige Bestmarke von 5,7 % aus dem Jahr 2002. Im Schnitt lag die Quote der Sharks in den Playoffs bei 3,0 %, die sich somit im Vergleich zur regulären Saison mehr als verdreifacht hatte.
Den größten Erfolg konnten die US-amerikanischen Fernsehanstalten aber bei der landesweiten Übertragung des Stanley-Cup-Finales verbuchen. Der Kabelsender Versus übertrug die ersten zwei Spiele der Serie und konnte mit dem ersten Spiel der Serie die höchste Quote für eine Übertragung eines NHL-Spiels über das Kabelnetz seit 2002 erreichen und dies mit einer Quote von 1,9 % im zweiten Spiel sogar nochmals überbieten. Noch nie hatte Versus mehr Zuschauer bei einem Spiel der NHL, was gleichzeitig auch die zweithöchste Quote des Senders bedeutete. Auf NBC sahen im Durchschnitt 3,2 % der US-amerikanischen Haushalte die letzten vier Spiele der Finalserie, womit die Quote im Vergleich zum Vorjahr verdoppelt werden konnte. Der Grund dafür war das Aufeinandertreffen der Detroit Red Wings, das erfolgreichste Team der vergangenen Jahre, und den Pittsburgh Penguins, die mit Sidney Crosby einen der medienwirksamsten Jungstars der Liga in ihren Reihen führten. Diese Paarung bescherte der NHL die beste Einschaltquote in einem Stanley-Cup-Finale seitdem die Detroit Red Wings 2002 zum letzten Mal im Finale standen. Im regionalen TV-Markt von Detroit konnte das Eishockeyteam im dritten Spiel der Finalserie bei den Einschaltquoten sogar besser Abschneiden als das Basketballteam der Detroit Pistons aus der NBA, die zur gleichen Zeit spielten.
Im sonst stärkeren kanadischen Markt musste die NHL bei den Einschaltquoten jedoch Einbußen hinnehmen. So sahen bei der samstäglichen landesweiten Übertragung der CBC-Sendung Hockey Night in Canada bis Januar 2008 10 % weniger Zuschauer als in der Vorsaison das erste Spiel des Abends, beim zweiten Spiel ging die Anzahl der Zuschauer um 8 % zurück. Trotzdem konnte sich CBC mit ihrer erfolgreichsten Sendung weiterhin unter den 15 quotenstärksten TV-Sendungen halten. Der Kabelsender TSN hingegen konnte seine Einschaltquoten um 3 % steigern. Auch bei den regionalen Ausstrahlungen von Spielen der sechs kanadischen Teams konnten die Quoten der letzten Saison weitestgehend nicht gehalten werden. Die größten Verluste mussten die Vancouver Canucks mit 20 % und die Edmonton Oilers mit 30 % weniger Zuschauern hinnehmen, während ausschließlich die Ottawa Senators in Kanada mit 17 % zulegen konnten.
Die Übertragung des All-Star Game durch CBC verzeichnete weniger Zuschauer als noch im Jahr zuvor. Sahen im Januar 2007 noch 1,3 Millionen Zuschauer zu, so waren es 2008 nur 1,16 Millionen. Die höchste Quote erreichte CBC, wie auch schon 2007, mit der Übertragung des Stanley-Cup-Finales. 2,72 Millionen Zuschauer sahen die entscheidenden zwei Partien im Schnitt, womit sogar eine Steigerung zum Vorjahr erreicht werden konnte.
Für die Playoffs führte CBC eine Neuerung für die aus China stammende Bevölkerung Kanadas ein. Kommentator Jason Wang kommentierte in jeder Playoff-Runde eine Serie auf Mandarin und die Übertragung konnte über die Internetseite des Senders sowie über einzelne TV-Stationen empfangen werden.

## Reguläre Saison

### Modus
Die 30 NHL-Teams sind in zwei Conferences, die Eastern und die Western Conference, zu je 15 Teams aufgeteilt. Die beiden Conferences sind in weitere je drei Divisions mit je fünf Teams aufgesplittet, die in etwa in der gleichen Landesregion liegen.
Insgesamt bestreitet jedes Team im Verlauf der regulären Saison 82 Saisonspiele, davon 41 auf heimischen Eis und 41 auf dem des gegnerischen Teams. Im Gegensatz zu der in Europa gängigen Methode gegen jede Mannschaft gleich viele Spiele im Saisonverlauf zu bestreiten, treten die Teams der NHL unterschiedlich oft gegeneinander an. So spielen Mannschaften, die derselben Division angehören, im Verlauf der Saison acht Mal gegeneinander. Mannschaften, die in der gleichen Conference, jedoch nicht in der gleichen Division ansässig sind, spielen viermal gegeneinander. Gegen Teams der gegnerischen Conference bestreitet jedes Team insgesamt zehn Spiele, was dazu führt, dass ein Team trotz eines 82 Spiele umfassenden Spielplans gegen fünf Teams überhaupt keine Spiele bestreitet. Die zehn Spiele teilen sich in je fünf Heimspiele, die komplett gegen Mannschaften aus einer Division ausgetragen werden, sowie fünf Auswärtsspiele, die ebenfalls gegen eine weitere Division ausgespielt werden.
Hierzu eine tabellarische Erläuterung des Modus am Beispiel des amtierenden Stanley-Cup-Gewinners Anaheim Ducks, der in der Pacific Division der Western Conference spielt:
| Conference                    | Division                      | Gegnerisches Team             | Spiele | Heimspiele | Auswärtsspiele | Summe |
| ----------------------------- | ----------------------------- | ----------------------------- | ------ | ---------- | -------------- | ----- |
| Western Conference            | Pacific Division              | Dallas Stars                  | 8      | 4          | 4              | 32    |
| Western Conference            | Pacific Division              | Los Angeles Kings             | 8      | 4          | 4              | 32    |
| Western Conference            | Pacific Division              | Phoenix Coyotes               | 8      | 4          | 4              | 32    |
| Western Conference            | Pacific Division              | San Jose Sharks               | 8      | 4          | 4              | 32    |
| Western Conference            | Central Division              | Chicago Blackhawks            | 4      | 2          | 2              | 20    |
| Western Conference            | Central Division              | Columbus Blue Jackets         | 4      | 2          | 2              | 20    |
| Western Conference            | Central Division              | Detroit Red Wings             | 4      | 2          | 2              | 20    |
| Western Conference            | Central Division              | Nashville Predators           | 4      | 2          | 2              | 20    |
| Western Conference            | Central Division              | St. Louis Blues               | 4      | 2          | 2              | 20    |
| Western Conference            | Northwest Division            | Calgary Flames                | 4      | 2          | 2              | 20    |
| Western Conference            | Northwest Division            | Colorado Avalanche            | 4      | 2          | 2              | 20    |
| Western Conference            | Northwest Division            | Edmonton Oilers               | 4      | 2          | 2              | 20    |
| Western Conference            | Northwest Division            | Minnesota Wild                | 4      | 2          | 2              | 20    |
| Western Conference            | Northwest Division            | Vancouver Canucks             | 4      | 2          | 2              | 20    |
| Eastern Conference            | Atlantic Division             | New Jersey Devils             | 1      | 0          | 1              | 5     |
| Eastern Conference            | Atlantic Division             | New York Rangers              | 1      | 0          | 1              | 5     |
| Eastern Conference            | Atlantic Division             | New York Islanders            | 1      | 0          | 1              | 5     |
| Eastern Conference            | Atlantic Division             | Philadelphia Flyers           | 1      | 0          | 1              | 5     |
| Eastern Conference            | Atlantic Division             | Pittsburgh Penguins           | 1      | 0          | 1              | 5     |
| Eastern Conference            | Northeast Division            | Boston Bruins                 | 1      | 1          | 0              | 5     |
| Eastern Conference            | Northeast Division            | Buffalo Sabres                | 1      | 1          | 0              | 5     |
| Eastern Conference            | Northeast Division            | Montréal Canadiens            | 1      | 1          | 0              | 5     |
| Eastern Conference            | Northeast Division            | Ottawa Senators               | 1      | 1          | 0              | 5     |
| Eastern Conference            | Northeast Division            | Toronto Maple Leafs           | 1      | 1          | 0              | 5     |
| Eastern Conference            | Southeast Division            | Atlanta Thrashers             | 0      | 0          | 0              | 0     |
| Eastern Conference            | Southeast Division            | Carolina Hurricanes           | 0      | 0          | 0              | 0     |
| Eastern Conference            | Southeast Division            | Florida Panthers              | 0      | 0          | 0              | 0     |
| Eastern Conference            | Southeast Division            | Tampa Bay Lightning           | 0      | 0          | 0              | 0     |
| Eastern Conference            | Southeast Division            | Washington Capitals           | 0      | 0          | 0              | 0     |
| Gesamtanzahl der Saisonspiele | Gesamtanzahl der Saisonspiele | Gesamtanzahl der Saisonspiele | 82     | 41         | 41             | 82    |

Am Ende der regulären Saison qualifizieren sich aus jeder Conference die drei Divisionssieger, sowie die fünf weiteren punktbesten Teams der Conference für die Playoffs, die im Anschluss an die reguläre Saison stattfinden und im K.O.-System ausgetragen werden. Das punktbeste Team der Saison wird mit der Presidents’ Trophy ausgezeichnet.
Bei Spielen, die nach der regulären Spielzeit von 60 Minuten unentschieden bleiben, folgt eine fünfminütige Overtime, die mit jeweils vier statt der regulären fünf Feldspieler pro Mannschaft ausgetragen wird. Steht auch nach der Overtime kein Sieger fest, kommt es zum Shootout zwischen den Teams bis ein Sieger gefunden ist.
Bei Punktgleichheit zwischen zwei oder mehreren Teams zählt zunächst die größere Anzahl an gewonnenen Spielen, danach der direkte Vergleich zwischen den Teams und letztlich die bessere Tordifferenz über die gesamte Saison gesehen.
Der aktuelle Modus wird in der laufenden Saison zum letzten Mal gespielt, nachdem sich die Besitzer der 30 NHL-Franchises am 18. September 2007 für eine Änderung des Spielplans ausgesprochen haben.

### Saisonverlauf

#### September 2007

Das offizielle Logo der Saisonauftaktspiele im Londoner The O₂

Am 1. März 2007 gab die National Hockey League bekannt, dass der Saisonauftakt am 29. September 2007 erstmals in der Geschichte auf europäischem Boden stattfinden würde, nachdem bereits 1997, 1998 und 2000 Saisonauftaktpartien in der japanischen Landeshauptstadt Tokio ausgetragen wurden. Es war zudem das erste NHL-Spiel überhaupt, das in Europa ausgetragen wurde. Der Austragungsort des Spiels zwischen dem amtierenden Stanley-Cup-Sieger Anaheim Ducks und den Los Angeles Kings war die Londoner O₂-Arena, besser bekannt unter dem Namen Millennium Dome. Beide Teams spielten einen Tag später erneut in London gegeneinander. Die zwei Spiele umfassende Serie trug den Namen NHL Premiere London ’07.

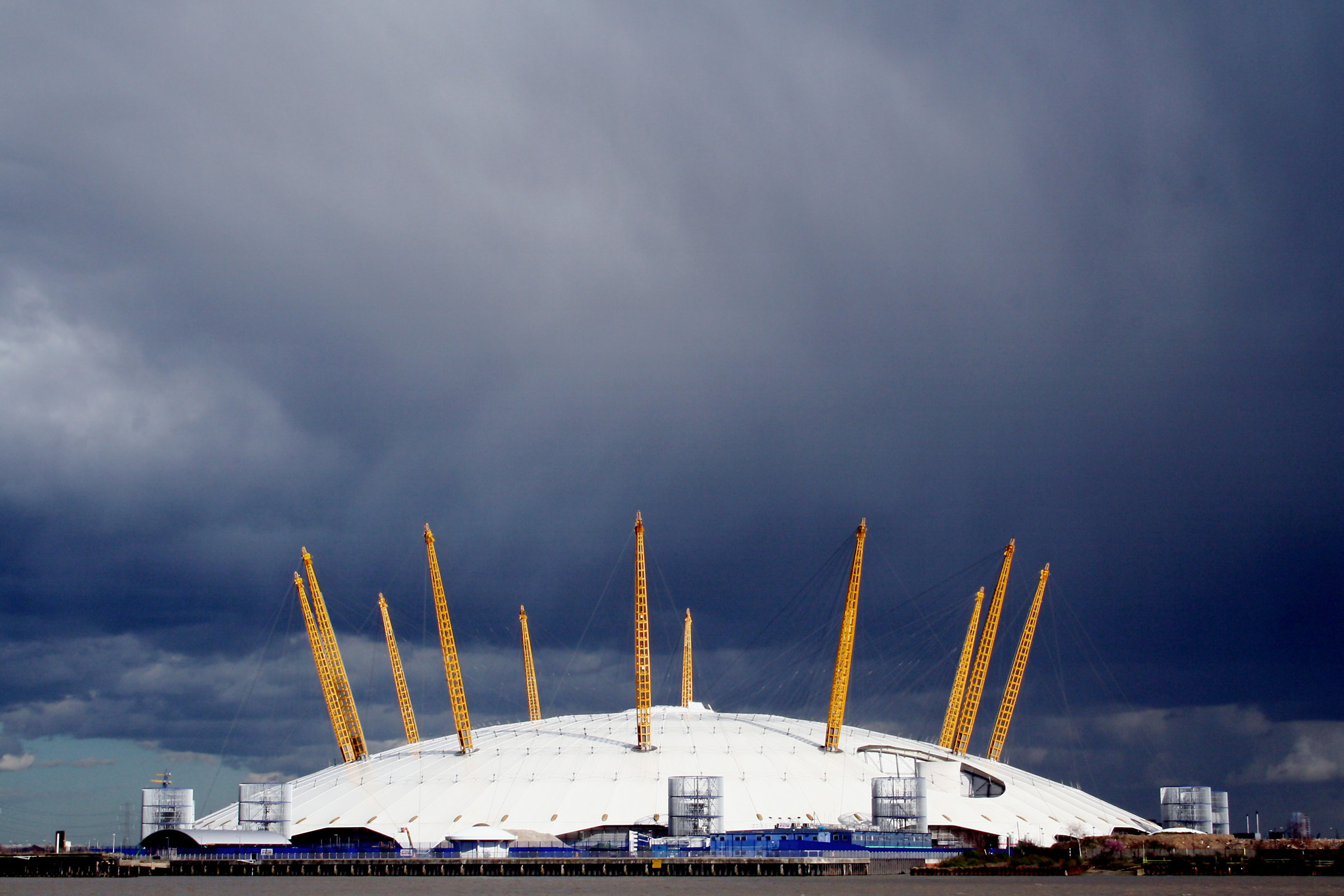
Austragungsort des Saisonstarts: Die O₂-Arena in London

Den besseren Start in die Eröffnungspartie erwischten die Los Angeles Kings, die nach achteinhalb Minuten eine der zahlreichen Überzahlsituationen durch Michael Cammalleri nutzen konnten und verdient in Führung gingen. Im zweiten und dritten Drittel bauten die Kings durch zwei Überzahltore von Rob Blake und abermals Cammalleri ihre Führung auf 3:0 aus, während die Anaheim Ducks immer wieder an Debütant Jonathan Bernier im Tor der Kings scheiterten. Erst nach dem Anschlusstreffer durch Rookie Bobby Ryan knapp sieben Minuten vor dem Spielende wachten die Ducks auf und erarbeiteten sich zahlreiche hochkarätige Chancen. Den Schlusspunkt zum 4:1 setzte Michal Handzuš wenige Sekunden vor dem Spielende mit einem Schuss ins leere Tor.

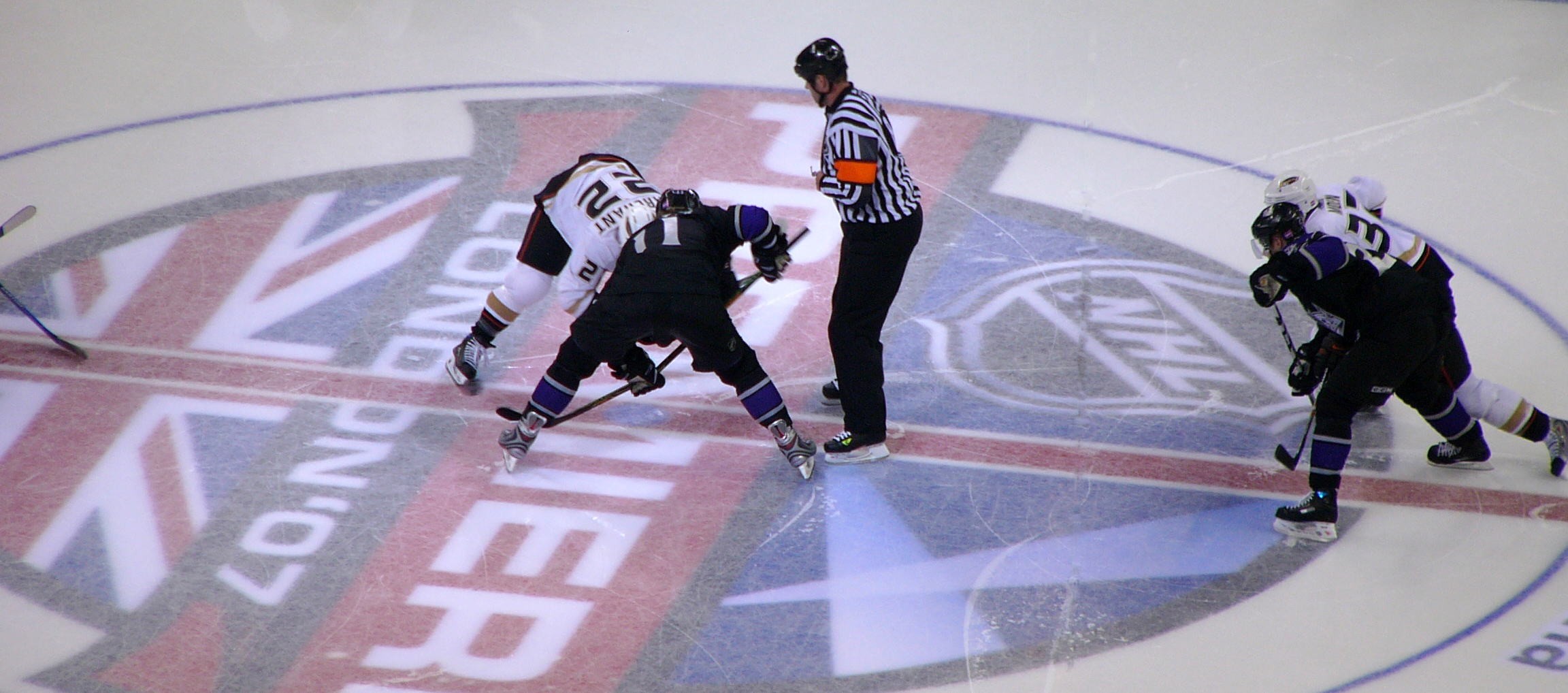
Die Anaheim Ducks und Los Angeles Kings beim Bully während des Saisonauftaktes in London

Im zweiten Spiel rehabilitierten sich die Anaheim Ducks bereits im ersten Drittel durch Powerplay-Tore von Corey Perry und Chris Kunitz für die Niederlage am Vortag. Das zweite Drittel zeigte weiterhin einen zum ersten Spiel völlig verwandelten Titelverteidiger, der das Spiel nach Belieben dominierte und früh im zweiten Drittel den Spielstand durch das zweite Tor von Perry und Travis Moen auf 4:0 schraubte, ehe Michael Cammalleri kurz vor der Spielhälfte durch sein drittes Saisontor aus Sicht der Los Angeles Kings auf 1:4 verkürzte. Beide Spiele waren mit jeweils 17.300 Zuschauern ausverkauft.

#### Oktober 2007
Nachdem die Saison am 28. und 29. September mit den Spielen zwischen Anaheim und Los Angeles in London eröffnet worden war, folgte am 3. Oktober der Saisonstart in Nordamerika mit vier Partien. Drei Tage später, am 6. Oktober, fanden 14 Spiele im Rahmen des Super Saturday statt, wodurch 28 der insgesamt 30 Mannschaften im Einsatz waren. Die 14 Spiele an einem Tag markierten den einmaligen Höchstwert in der Saison. Den besten Start in die Spielzeit erwischten die Ottawa Senators, die innerhalb der ersten Woche alle fünf Partien gewinnen konnten. Ebenso ungeschlagen blieben die Washington Capitals und Minnesota Wild mit je drei Siegen, wobei Minnesota bis zum neunten Saisonspiel in der regulären Spielzeit unbesiegt blieb. Die Anaheim Ducks hatten hingegen mit Startschwierigkeiten zu kämpfen und sammelten lediglich fünf Punkte aus den ersten sieben Spielen, was sich auch im weiteren Verlauf des Monats nicht besserte. Sie schlossen den Monat mit nur zehn Punkten aus 13 Partien ab. Weitere negative Überraschungen waren die hochgehandelten New York Rangers und die Buffalo Sabres. Auch die New Jersey Devils konnten vorerst nicht die Erwartungen erfüllen, da sie erst am 27. Oktober ihr erstes Heimspiel im neuen Prudential Center bestritten und mit neun Auswärtsspielen in Folge in die Spielzeit gestartet waren. Als Mannschaft mit den meisten Punkten schlossen die Detroit Red Wings den Oktober ab. Sie konnten in ihren 13 Partien 21 Punkte sammeln, die beste Siegquote hatten die Ottawa Senators mit neun Siegen aus zehn Spielen.

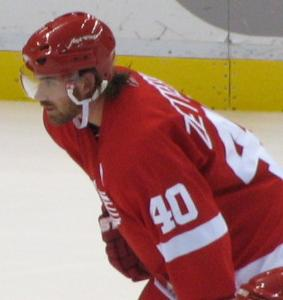
Henrik Zetterberg, der Spieler des Monats, führte mit seinen Detroit Red Wings die Liga im Oktober nach Punkten an

Aus Spieler Sicht beeindruckte Detroits Flügelspieler Henrik Zetterberg, der in jedem der 13 Spiele punkten konnte und die Liga mit 22 Punkten am Ende des Monats anführte. Er wurde auch zum Spieler des Monats ernannt. Auf den weiteren Plätzen folgten Pascal Leclaire, der Torhüter der Columbus Blue Jackets, der in acht Spielen viermal ohne Gegentor blieb, sowie Jarome Iginla von den Calgary Flames. Als bester Rookie wurde Patrick Kane von den Chicago Blackhawks ausgezeichnet.

#### November 2007
Die New York Rangers mit 21 Punkten aus 14 Spielen, Vancouver Canucks mit 20 aus 13 und Nashville Predators mit 18 aus 12 waren die erfolgreichsten Mannschaften des Monats. An der Spitze der Liga verblieben wie im Vormonat die Detroit Red Wings mit 36 Punkten und die Ottawa Senators mit 34 Punkten, die mit 13 Siegen aus den ersten 14 Spielen einen neuen NHL-Startrekord aufstellten und die Bestmarke der Red Wings aus der Saison 2005/06 um einen Punkt übertrafen. Als besonders überraschend bis zu diesem Zeitpunkt waren die Leistungen der Boston Bruins, St. Louis Blues und Chicago Blackhawks zu sehen, die nach zwei Monaten allesamt mit positiven Bilanzen dastanden.

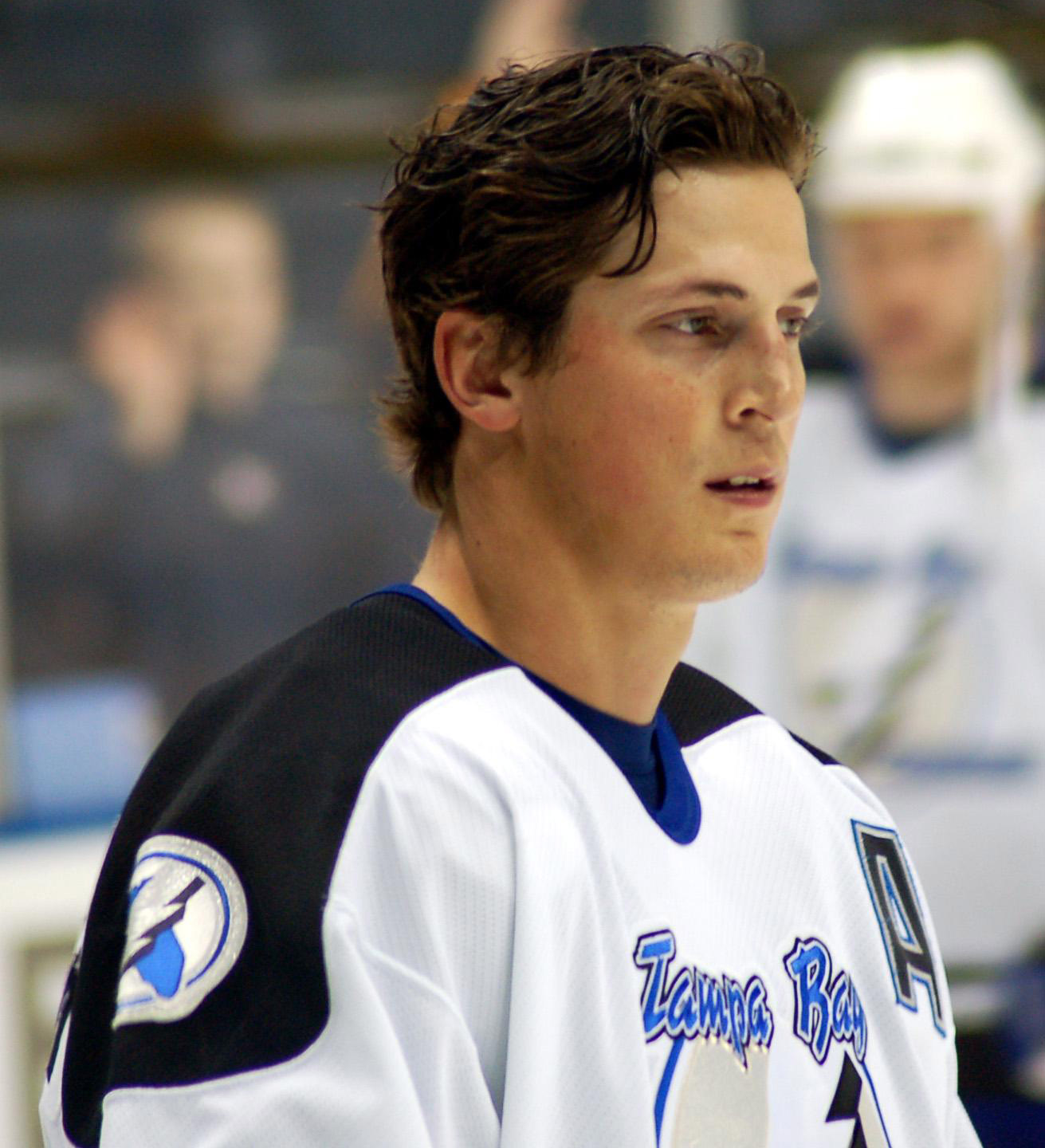
Vincent Lecavalier war mit 25 Punkten erfolgreichster Spieler des Novembers

In der Scorerwertung übernahm am 14. November Vincent Lecavalier von den Tampa Bay Lightning nach einem Fünf-Punkt-Spiel gegen die Carolina Hurricanes die Führung von Henrik Zetterberg, dessen Serie von je einem Punkt pro Spiel geendet hatte. Lecavalier führte die Liga am Ende des Monats mit 38 Punkten, vor Jarome Iginla sowie dem langsam in Fahrt kommenden Sidney Crosby und dem besten Torschützen Ilja Kowaltschuk, an. Kowaltschuk lag mit seinen 20 Toren, davon 14 im November, knapp vor seinem Landsmann Alexander Owetschkin und Lecavalier. Er wurde zudem auch zum Spieler des Monats ernannt, da er neben den 14 selbst erzielten weitere acht Tore vorbereitete. Auf den weiteren Plätzen folgten Vancouvers Torwart Roberto Luongo, der acht von zwölf Spielen gewann und vier Shutouts verbuchte, sowie Vincent Lecavalier, der mit seinen 25 Punkten der insgesamt erfolgreichste Spieler des Monats war. Unter den Rookies konnte Chicagos Patrick Kane zwar die Führung in der Scorerwertung vor seinem Teamkameraden Jonathan Toews behaupten, doch mit Tobias Enström von den Atlanta Thrashers konnte erstmals seit genau zwei Jahren wieder ein Verteidiger die Ernennung zum Rookie des Monats feiern. Enström erzielte mit zehn Punkten zwar einen weniger als Kane, jedoch absolvierte er ein Spiel weniger.

#### Dezember 2007

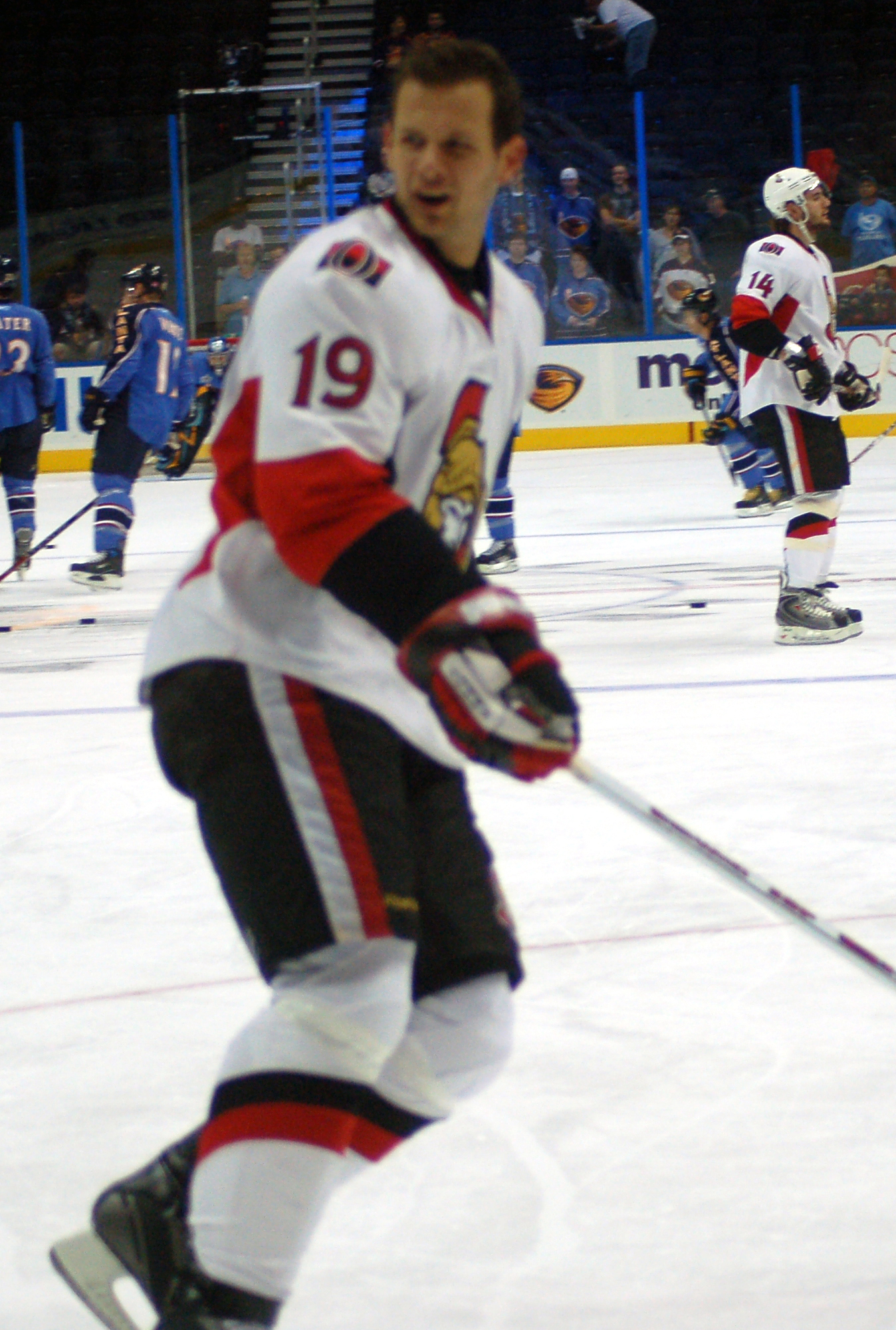
Jason Spezza, der Spieler des Monats Dezember, hielt seine Ottawa Senators an der Spitze der Eastern Conference

Als bestes Team schlossen die ohnehin ligaführenden Detroit Red Wings den Monat ab. Sie gewannen 12 ihrer 15 Partien und erreichten 25 Punkte. Monatsübergreifend blieben sie bis zum 20. Dezember in 12 Spielen in der regulären Spielzeit ungeschlagen und führten die Liga unangefochten mit 61 Punkten an. Dahinter folgten die Calgary Flames, die durch ihre 22 Punkte aus 14 Spielen in die Spitzengruppe der Northwest Division vorstießen. In der Pacific Division lieferten sich die Dallas Stars und San Jose Sharks ein enges Duell. San Jose sammelte als drittbeste Mannschaft des Monats 21 Punkte in 15 Spielen, die Stars konnten in 14 Spielen 20 Punkte sammeln. Weiterhin in guter Form präsentierten sich die in der Eastern Conference führenden Ottawa Senators, die wie Dallas auch 20 Punkte aus 14 Spielen mitnahmen. Hinter Detroit waren sie mit insgesamt 54 Punkten zweitbeste Mannschaft der Liga. Einen Aufschwung unter ihrem neuen Trainer Bruce Boudreau erlebten die Washington Capitals, die den letzten Platz der Southeast Division verließen, nachdem sie 17 Punkte in nur 13 Spielen erreicht hatten. Ein enges Rennen um den Division-Sieg zeichnete sich in der Atlantic Division ab, wo die fünf Franchises nur drei Punkte trennten.
Unter den punktbesten Spielern blieb weiterhin Vincent Lecavalier in Führung, obwohl sein Klub, die Tampa Bay Lightning, in die hinteren Ränge der Tabelle zurückfiel. Er führte die Scorerwertung mit 56 Punkten an, davon erzielte er 18 im Dezember. Dahinter folgten mit drei Punkten Rückstand Ilja Kowaltschuk und Jarome Iginla. Kowaltschuk bestätigte seine gute Form durch zwölf Tore im Dezember, die ihn weiterhin in der Torjägerliste mit 32 Treffern in Führung sahen. Die Ehrung zum Spieler des Monats wurde Jason Spezza von den Ottawa Senators zu teil, der nach überstandener Verletzung 25 Punkte in 14 Spielen erzielte, so viele wie kein anderer Spieler im Dezember. Bei den Rookies gab es in der Scorerwertung keine Veränderungen auf den vorderen Plätzen, wodurch Patrick Kane und Jonathan Toews von den Chicago Blackhawks in Führung blieben. Zum Rookie des Monats wurde der Schwede Nicklas Bäckström ernannt.

#### Januar 2008
Der mit den Highlights Winter Classic und All-Star-Game gespickte Januar zeigte weiterhin die Detroit Red Wings unangefochten an der Spitze der Liga.
Die 19 Punkte der Red Wings aus zwölf Partien waren wie im Monat zuvor der beste Wert der Liga. Insgesamt lagen sie am Monatsende bei 80 Punkten und somit zwölf vor den Ottawa Senators, dem stärksten Klub der Eastern Conference. Ebenfalls 19 Punkte konnten die Philadelphia Flyers in 13 und die Phoenix Coyotes und Nashville Predators in 14 Partien einfahren. Im Aufschwung zeigten sich weiterhin die Washington Capitals und Pittsburgh Penguins sowie die inzwischen durch Scott Niedermayer und Teemu Selänne verstärkten Anaheim Ducks. Hingegen schwach präsentierten sich wie schon im Vormonat die Chicago Blackhawks mit nur neun Punkten aus 14 Spielen. Ebenso viele Punkte erreichten die Vancouver Canucks in zwölf Partien, was sie die Führung in der engen Northwest Division kostete. Durch ihre zehn Punkte in 13 Austragungen fielen auch die Florida Panthers in der Southeast Division zurück. Die schwächsten Teams der gesamten Liga waren die Los Angeles Kings mit 45 Punkten knapp hinter den Tampa Bay Lightning mit 47 und den Toronto Maple Leafs mit 49. Weiterhin spannend im Kampf um die Playoff-Plätze blieb es in der Atlantic, Southeast, Northwest und Pacific Division. In allen vier Divisions lagen der Erst- und Drittplatzierte maximal nur vier Punkte auseinander. In der Atlantic Division eroberten die aufstrebenden Philadelphia Flyers den ersten Platz zurück und distanzierten die Pittsburgh Penguins um einen und die New Jersey Devils, die die Führung eingebüßt hatten, um zwei Punkte. Ähnlich eng war es auch in der Pacific Division, wo die San Jose Sharks mit drei weniger absolvierten Spielen punktgleich vor den Dallas Stars und drei Punkte vor den Anaheim Ducks lagen. In der Northwest Division trennten die erstplatzierten Minnesota Wild und die auf den vierten Platz abgerutschten Vancouver Canucks lediglich vier Punkte. Dazwischen lagen noch die Calgary Flames und Colorado Avalanche. Durch die im Aufschwung befindlichen Washington Capitals wurde das Rennen um die Führung in der Southeast Division ebenfalls etwas enger, da die Carolina Hurricanes nur noch drei Punkte Vorsprung bei zwei mehr absolvierten Spielen hatten.

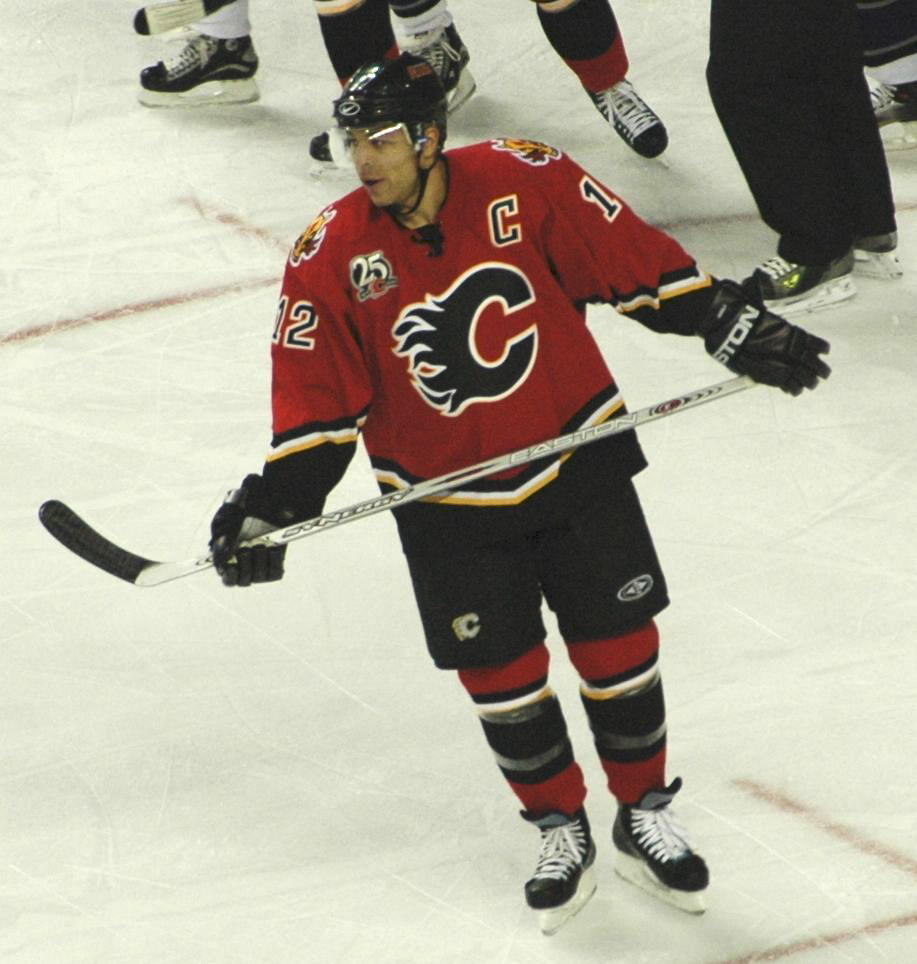
Jarome Iginla lag in der Scorerwertung zwischenzeitlich an der Spitze

In der Scorerwertung gab es im Monatsverlauf einige Veränderungen und Führungswechsel. Nachdem Vincent Lecavalier genau zwei Monate alleine in Führung gelegen hatte, schloss Sidney Crosby am 14. Januar mit seinem 63. Punkt zu seinem kanadischen Landsmann auf. Einen Tag später erzielte auch der Russe Ilja Kowaltschuk seinen 63. Punkt und wurde daraufhin aufgrund der mehr erzielten Tore als Crosby und Lecavalier an der Spitze geführt. Jarome Iginla vervollständigte das Quartett schließlich am 18. Januar, ehe Lecavalier einen weiteren Tag später wieder die alleinige Führung übernahm. Am 24. Januar gelang es dann dem Schweden Daniel Alfredsson sich durch ein Sieben-Punkt-Spiel mit 67 Punkten auf den ersten Platz zu schieben und über das spielfreie All-Star-Game-Wochenende in Führung zu bleiben. Ihn löste schließlich Alexander Owetschkin am 31. Januar durch ein Fünf-Punkt-Spiel ab. Owetschkin konnte zudem den Zwei-Tore-Rückstand auf Ilja Kowaltschuk in einen Fünf-Tore-Vorsprung umwandeln und ging auch in der Torjägerliste in Führung. Am Monatsende standen für ihn insgesamt 43 Tore und 70 Punkte zu Buche. Des Weiteren wurden die Leistungen des Spielers der Washington Capitals mit der Ernennung zum Spieler des Monats gekürt, da seine 22 Punkte in 13 Partien den Januar-Bestwert darstellten. Auf den weiteren Plätzen folgten Jean-Pierre Dumont von den Nashville Predators, der in jedem der 14 Spiele seines Teams mindestens einen Scorerpunkt verbuchte, und der französische Torwart der Montréal Canadiens, Cristobal Huet, der in acht der elf bestrittenen Spiele das Eis als Sieger verließ und dabei einmal ohne Gegentor blieb. Unter den Rookies strebte der Schwede Nicklas Bäckström von den Washington Capitals weiter nach vorne und setzte sich durch 14 Punkte im Januar nur drei Punkte hinter Chicagos Patrick Kane, der mit 45 Punkten führte, auf den zweiten Platz der Scorerwertung. Hinter Bäckström, der den Rückstand auf Kane um fünf Punkte reduziert hatte, folgte Peter Mueller von den Phoenix Coyotes, der zum verletzten Jonathan Toews aufgeschlossen hatte. Mueller, der ebenfalls 14 Scorerpunkte im gesamten Monat erzielt hatte, wurde zum Rookie des Monats gewählt.

##### NHL Winter Classic

Logo des NHL Winter Classic

- Hauptartikel: NHL Winter Classic 2008

Das Spiel zwischen den Buffalo Sabres und Pittsburgh Penguins am 1. Januar 2008 wurde als Freiluftspiel vor 71.217 Zuschauern im Ralph Wilson Stadium, der Heimstätte des American-Football-Franchise Buffalo Bills aus der NFL, ausgetragen. Das AMP Energy NHL Winter Classic war das NHL-Spiel mit der größten Zuschauerzahl in den USA aller Zeiten und nach dem Heritage Classic aus dem Jahr 2003 das zweite NHL-Spiel, das unter freiem Himmel ausgetragen wurde. Bereits im Jahr 2001 war das Freiluftspiel zwischen der University of Michigan und der Michigan State University in den USA ein Erfolg, das 74.554 Zuschauer anzog.
Das Spiel, das bei einer Temperatur von etwa −1 °C und Schneefall stattfand, gewannen die Pittsburgh Penguins mit 2:1 im Shootout. Für die Tore in der regulären Spielzeit hatten Colby Armstrong für Pittsburgh und Brian Campbell für Buffalo gesorgt. Zum Matchwinner wurde Jungstar Sidney Crosby, der den entscheidenden letzten Penalty im Tor Buffalos unterbrachte.

##### NHL All-Star Game
- Hauptartikel: 56. National Hockey League All-Star Game

Das 56. NHL All-Star Game fand am 27. Januar 2008 in der Philips Arena in Atlanta, Georgia statt. Im Rahmen der Veranstaltung gab es an den Tagen zuvor mehrere Wettbewerbe und offizielle Termine, wie das YoungStars Game und die SuperSkills Competition. Atlanta sollte bereits in der Saison 2004/05 Austragungsort des All-Star Games sein, dieses fiel jedoch dem Lockout zum Opfer. Die heimischen Atlanta Thrashers sind seit ihrer Gründung im Jahr 1999 erstmals Gastgeber der Veranstaltung.
Die Fans konnten aus der ganzen Welt zwischen dem 13. November 2007 und dem 2. Januar 2008 mit ihrer Stimme die Startaufstellung der beiden Mannschaften bestimmen, die aus je einem Torhüter, zwei Verteidigern und drei Stürmern bestand.
Nachdem die Eastern Conference am Tag vor dem eigentlichen Spiel bereits die SuperSkills Competition mit 9:6 gegen die Western Conference hatte gewinnen können, siegte sie auch beim Spiel mit 8:7 durch einen von Marc Savard 21 Sekunden vor Schluss. Als wertvollster Spieler wurde Eric Staal von den Carolina Hurricanes ausgezeichnet, der zwei Tore für die Eastern All-Stars erzielte und ein weiteres vorbereitete. Ebenfalls in guter Form präsentierten sich Rick Nash mit einem Hattrick und Jewgeni Nabokow mit einem Shutout im zweiten Drittel auf Seiten der Western All-Stars, sowie Brian Campbell, der für den Osten ein Tor schoss und zwei auflegte.

#### Februar 2008
Die Spiele im Februar verengten das Rennen um den Gewinn der beiden Conferences und der Presidents’ Trophy noch einmal, da sowohl die Detroit Red Wings als auch die Ottawa Senators viele Niederlagen hinnehmen mussten und an Vorsprung auf die Konkurrenten einbüßten.

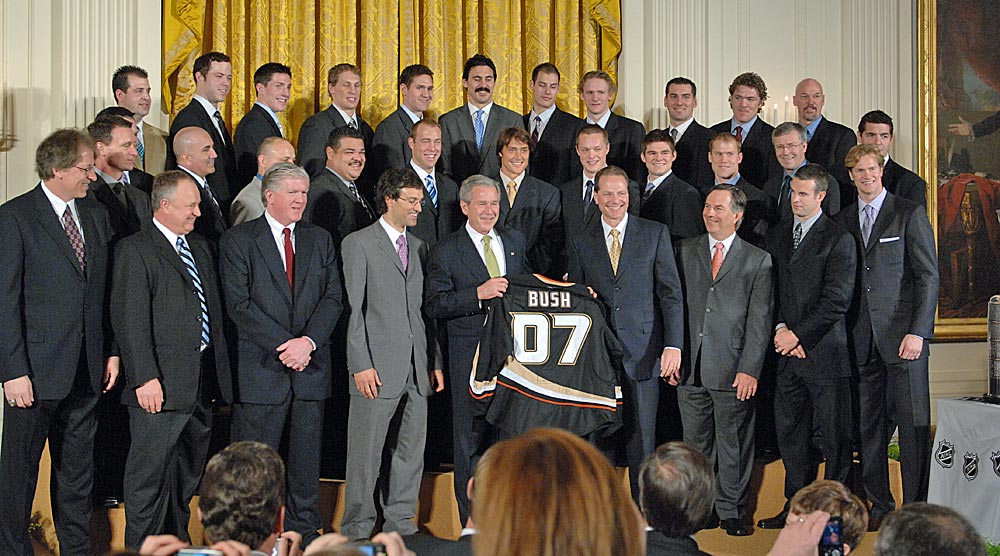
Die Anaheim Ducks zu Gast im Weißen Haus

Allen voran nutzten die Dallas Stars und Anaheim Ducks die Schwächen der Kontrahenten und eilten von Sieg zu Sieg. Die Stars gestalteten zwölf ihrer 14 Spiele siegreich und holten so 24 von 28 möglichen Punkten, was den absoluten Bestwert des Monats darstellte. Dahinter folgten die Anaheim Ducks mit 21 Punkten aus 13 Partien, die zudem am 6. Februar 2008 im Verlauf ihrer Gastspiele an der Ostküste zu Gast im Weißen Haus bei US-Präsident George W. Bush waren, um für den Gewinn des Stanley Cups im vergangenen Juni geehrt zu werden, und die New Jersey Devils, die für ebenso viele Punkte 15 Spiele benötigten. In guter Verfassung präsentierten sich auch die Buffalo Sabres und Pittsburgh Penguins mit 19 Punkten, sowie die New York Rangers mit 18. Enttäuschend hingegen verlief der Monat für die Ende Januar in ihren Divisions führenden Detroit Red Wings, Ottawa Senators und Philadelphia Flyers. Die Senators und Flyers verspielten durch die Niederlagenserien ihre bisherigen Führungen. In ihren Partien sammelten die Flyers und Red Wings magere zehn Punkte, wobei dies für Detroit die größte Krise seit 20 Jahren darstellte, und die Flyers zwischenzeitlich bis auf den fünften Platz der engen Atlantic Division zurückfielen. In der Northeast Division mussten die Ottawa Senators ihren ersten Platz an die Montréal Canadiens abgeben, da ihnen nur drei Siege gelungen waren und am Monatsende elf Punkte zu Buche standen. Ähnliche Durststrecken durchliefen auch die Atlanta Thrashers und weiterhin die Los Angeles Kings und Tampa Bay Lightning. In der Atlantic Division nutzten die New Jersey Devils, die auch die Führung in der Eastern Conference übernahmen, und Pittsburgh Penguins die Schwäche der Philadelphia Flyers und setzten sich mit sechs respektive fünf Punkten von den New York Rangers auf dem dritten Rang ab. Ebenso wie Montréal verkürzten in der Northeast Division auch die Boston Bruins und Buffalo Sabres den Rückstand auf die Ottawa Senators deutlich, während sich in der schwachen Southeast Division die führenden Carolina Hurricanes wieder etwas Luft auf die dahinterliegenden Washington Capitals verschaffen konnten. In der Western Conference lagen zwar weiterhin die Detroit Red Wings in Führung, jedoch nur noch drei Punkte vor den Dallas Stars. Detroits Vorsprung in der Central Division lag immer noch bei komfortablen 18 Punkten auf die zweitplatzierten Nashville Predators. Als umkämpfteste Division stellte sich die Northwest Division dar, wo die ersten vier Mannschaften nur fünf Punkte auseinander lagen. Am aussichtsreichsten waren dabei die Minnesota Wild und Calgary Flames positioniert. Durch die Siegesserien der direkten Konkurrenten fielen in der Pacific Division die San Jose Sharks auf den dritten Platz zurück mit neun Punkten Rückstand, aber vier Spielen weniger als die Dallas Stars.
Mit dem Russen Jewgeni Malkin setzte sich am 20. Februar ein weiterer Spieler an die Spitze der Scorerwertung und löste somit seinen Landsmann Alexander Owetschkin ab. Malkin profitierte vor allem von der Verletzung seines Teamkollegen Sidney Crosby und nutzte die sich ihm bietenden Chancen in überzeugender Manier. Seine 26 Punkte in 14 Partien stellten den Monatsbestwert dar und trugen maßgebend zur Ernennung zum Spieler des Monats bei. Hinter dem Russen, der am Ende des Monats die Scorerwertung mit 84 Punkten anführte, folgte sein Landsmann Alexander Owetschkin mit einem Punkt Rückstand. Dahinter entzerrte sich das Rennen um die Art Ross Trophy ein wenig, da Vincent Lecavalier mit 80 und Jarome Iginla mit 76 Punkten schon einen leichten Rückstand aufwiesen. Im Kampf um die Maurice 'Rocket' Richard Trophy baute Owetschkin den Vorsprung auf seinen Landsmann Ilja Kowaltschuk auf sieben Tore aus. Er lag am Monatsende mit 48 Toren in Front und stand kurz vor dem Erreichen der 50-Tore-Marke. In die Auswahl zum Spieler des Monats kamen durch ihre Leistungen auch Marty Turco, der Torhüter der Dallas Stars, der von elf Partien neun siegreich gestalten konnte und dabei einen Shutout verbuchte sowie der Österreicher Thomas Vanek, der insgesamt 20 Punkte erreichte und dabei zwei Hattricks erzielte. Unter den Liganeulingen sorgten mit Sam Gagner, der mit seinen 13 Punkten in zwölf Spielen auch zum Rookie des Monats ernannt wurde, und Brandon Dubinsky zwei Spieler für Aufsehen, die in der gesamten Spielzeit bisher selten in Erscheinung getreten waren. Gagner konnte in der Scorerwertung zwar Anschluss an den fünftplatzierten Tobias Enström finden, jedoch gab es auf den vorderen Plätzen keine Veränderungen. Lediglich Washingtons Nicklas Bäckström schloss mit insgesamt 52 Punkten zum Führenden Patrick Kane von den Chicago Blackhawks auf. Auf den Plätzen 3 und 4 folgten Peter Mueller mit neun und Jonathan Toews mit zehn Punkten Rückstand.

#### März 2008
Der letzte komplette Spielmonat der regulären Saison brachte im Hinblick auf die ab dem 9. April beginnenden Playoffs die ersten Entscheidungen in den beiden Conferences. So konnten sich bereits sieben Mannschaften für selbige qualifizieren, und mit den Detroit Red Wings und San Jose Sharks hatten sich zwei Franchises schon den Sieg in ihrer Division gesichert.

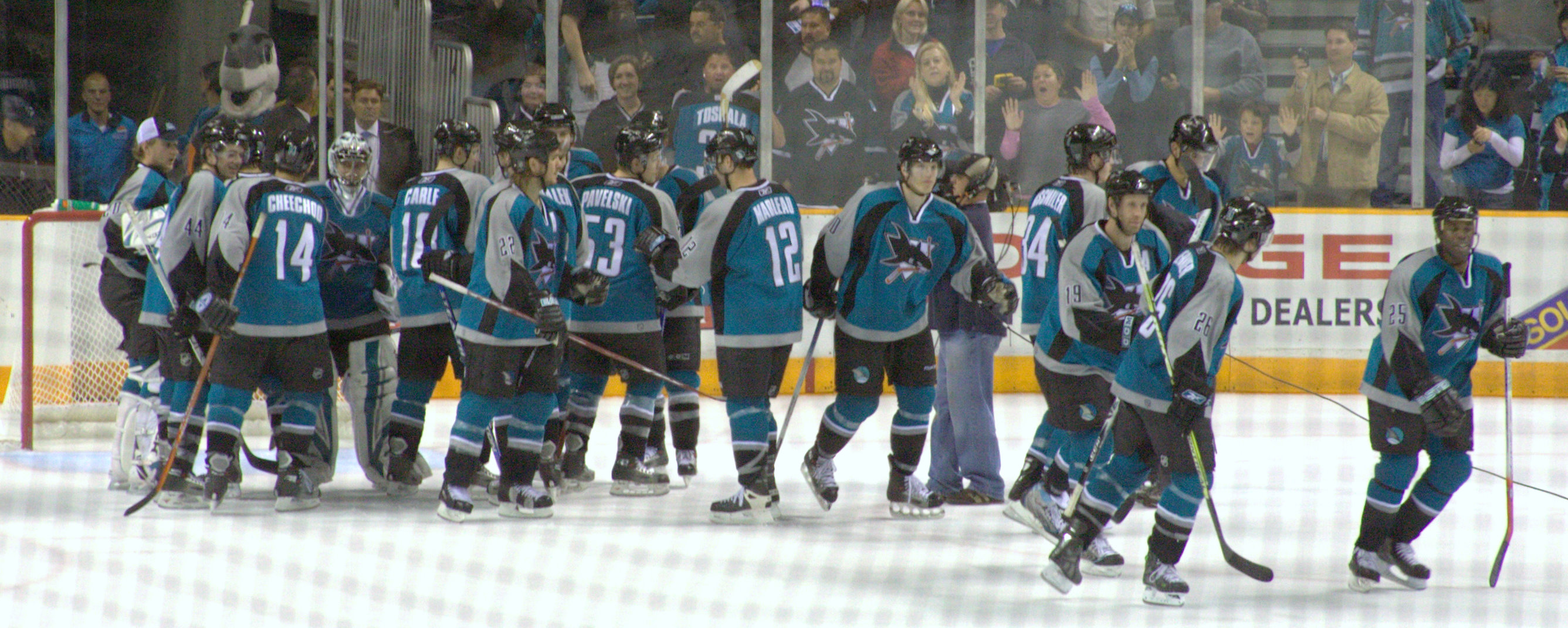
Die San Jose Sharks sicherten sich den Titel in der Pacific Division

Allen voran die San Jose Sharks beeindruckten die Konkurrenz, als sie im gesamten Monat in 15 Spielen in der regulären Spielzeit ungeschlagen blieben und 28 von 30 möglichen Punkten errangen. Zwischen dem 20. Februar und 3. April holten sie in insgesamt 20 Spielen mindestens einen Punkt und verloren nur zweimal. Durch ihre Serie überholten sie in der Pacific Division die vor ihnen platzierten Dallas Stars, die als schwächstes Team des Monats nur zwei Siege und insgesamt sechs Punkte holten, und Anaheim Ducks. Schließlich sicherten sie sich den dritten Divisiontitel der Franchise-Geschichte. Der weitere Divisionsieger, die Detroit Red Wings, überwanden ihre Schwächephase aus dem Februar und waren mit 21 Punkten aus 13 Partien der zweitbeste Klub im Monatsverlauf. Der Gewinn der Central Division war der 17. der Klubgeschichte und 14. seit der Spielzeit 1987/88. Ebenso viele Punkte wie die Red Wings errangen auch die Pittsburgh Penguins und Edmonton Oilers. Sie benötigten dafür jedoch 15 Spiele. Weitere gute Phasen hatten in der Southeast Division die Carolina Hurricanes mit 19 Punkten aus zwölf Partien und die Washington Capitals mit 20 aus 14. Neben den Dallas Stars erlebten auch die New York Islanders, St. Louis Blues und Phoenix Coyotes, die ebenso nur einstellig punkten konnten, aber im Gegensatz zu den Stars ihre Hoffnungen auf eine erfolgreiche Playoff-Qualifikation begraben mussten. Obwohl für die Teams nur noch zwischen zwei und vier Spiele zu absolvieren waren, standen in vier Divisions noch die Sieger aus und neun weitere Playoff-Plätze waren zu vergeben. In der Eastern Conference hatten sich bis zum 31. März nur die Pittsburgh Penguins und Montréal Canadiens qualifiziert, und auch der Division-Sieg war ihnen kaum noch zu nehmen. In der Southeast Division kämpften die Carolina Hurricanes und Washington Capitals, die nur zwei Punkte trennten, verbissen um den Sieg in der Division, da dem Zweitplatzierten womöglich nur der neunte Platz in der Conference übrig blieb, der nicht zur Qualifikation berechtigte. Der Grund dafür waren die gut positionierten Klubs der Northeast und Atlantic Division, die verbissen um die beste Ausgangsposition kämpften, darunter die New Jersey Devils, New York Rangers, Ottawa Senators, Philadelphia Flyers und Boston Bruins. In der Western Conference hingegen war die Ausgangssituation am Ende des Monats deutlich klarer, da sich mit Detroit, San Jose, Minnesota, Anaheim und Dallas bereits fünf Mannschaften qualifiziert hatten. Lediglich in der Northwest Division war durch die wiedererstarkten Edmonton Oilers und Colorado Avalanche ein enger Kampf um die Plätze entfacht worden. Um die verbliebenen drei Plätze für die Playoffs kämpften neben diesen beiden Franchises noch die Calgary Flames, Vancouver Canucks, Nashville Predators und Chicago Blackhawks.

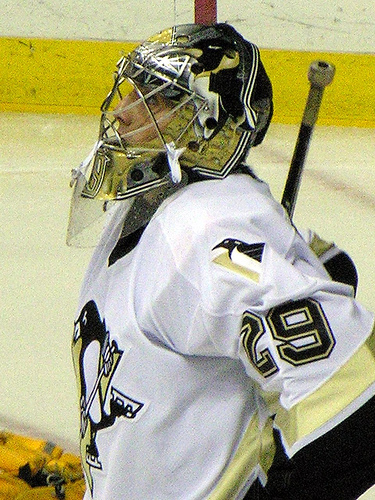
Marc-André Fleury gelang ein erfolgreiches Comeback nach überstandener Verletzung

In der Scorerwertung setzte sich das Wechselspiel der vergangenen Monate fort, als Alexander Owetschkin die Führung von seinem Landsmann Jewgeni Malkin zurückeroberte. Durch 26 Punkte in 14 Spielen seiner Mannschaft egalisierte Owetschkin den Rückstand von einem Punkt auf Malkin schnell und lag am Monatsende mit 109 Punkten fünf vor seinem ärgsten Konkurrenten. Hinter dem zweitplatzierten Malkin war der Vorsprung auf den Dritten Jarome Iginla auf zehn Punkte angewachsen. Punktgleich respektive einen Punkt hinter Iginla folgten mit Pawel Dazjuk und Joe Thornton zwei der besten Vorlagengeber der Liga. In der Torschützenliste war inzwischen die Entscheidung zu Gunsten von Alexander Owetschkin gefallen, der seinen ohnehin großen Vorsprung auf Ilja Kowaltschuk weiter ausbauen konnte und als erster Spieler seit Mario Lemieux und Jaromír Jágr in der Spielzeit 1995/96 die 60-Tore-Marke erreichen. Er lag am Monatsende mit 62 Toren deutlich vor Kowaltschuk mit 52 und Iginla mit 49. Owetschkins erneut starken Leistungen brachten ihm, wie schon im Januar, die Wahl zum Spieler des Monats ein. Die weiteren Plätze belegten der wieder genesene Torwart der Pittsburgh Penguins, Marc-André Fleury, der neun von elf Spielen gewann und dabei zwei Shutouts erzielte, sowie Johan Franzén von den Detroit Red Wings, der 14 Tore, davon sechs spielentscheidende, für sein Team in 13 Spielen erzielte. Insgesamt gelangen ihm 18 Punkte, womit er sein Punktekonto verdoppelte. Bei den Rookies lagen Patrick Kane und Nicklas Bäckström weiter gleichauf an der Spitze der Scorerwertung. Da beide 14 Punkte im Monat gesammelt hatten, lagen sie mit 66 Punkten in Führung vor Peter Mueller mit 53 Punkten und Jonathan Toews mit 52. Beiden hatten zehn Scorerpunkte im Monatsverlauf gesammelt. Zum Rookie des Monats wurde mit Carey Price erstmals in dieser Spielzeit ein Torhüter ausgezeichnet. Price hatte im März den Stammplatz im Tor der Montréal Canadiens übernommen und seine Mannschaft zu sieben Siegen in zehn Spielen geführt. Dabei war ihm ein Shutout gelungen. Bei der Wahl stach er den Vormonatssieger Sam Gagner aus, der mit 15 Punkten erneut der punktbeste Rookie war.

#### April 2008
In der ersten Aprilwoche fielen die letzten Entscheidungen für die ab dem 9. April beginnenden Playoffs. Bereits am 1. April gelang der Colorado Avalanche und den New Jersey Devils die erfolgreiche Qualifikation. Zudem sicherten sich die Montréal Canadiens mit dem Gewinn der Northeast Division den ersten Divisiontitel seit der Saison 1991/92, was einen Tag später auch den Pittsburgh Penguins in der Atlantic Division, nach einer zehnjährigen Flaute, gelang. Die endgültige Entscheidung um die zwei letzten Playoff-Plätze in der Western Conference fiel am 3. April als die Vancouver Canucks den Edmonton Oilers unterlagen und sich somit die Calgary Flames und Nashville Predators einen der begehrten Plätze unter den besten acht Teams einer Conference sicherten. Des Weiteren gelang den Minnesota Wild der erstmalige Gewinn der Northwest Division im siebten Jahr ihres Bestehens. Nachdem sich in der Eastern Conference auch die New York Rangers das Playoff-Ticket gesichert hatten, verblieben dort noch vier freie Plätze für fünf Mannschaften. Von diesen wurden tags darauf weitere drei an die Boston Bruins, Ottawa Senators und Philadelphia Flyers, die in der Vorsaison noch die schlechteste Bilanz aller Mannschaften aufwiesen, vergeben wurden. Lediglich in der Southeast Division blieb es bis zum letzten Spiel spannend, da sich aufgrund der Tabellenkonstellation nur der Divisionsieger für die Playoffs qualifizieren konnte. Dies gelang schließlich den Washington Capitals, die die Carolina Hurricanes noch abfingen und sich für ihre Aufholjagd nach dem Tiefpunkt im November belohnten.
Unter den ausgeschiedenen Mannschaften befanden sich mit den Buffalo Sabres, den Gewinnern der Presidents’ Trophy des Vorjahres, den Tampa Bay Lightning, Stanley-Cup-Gewinner der Saison 2003/04, und den traditionsreichen Toronto Maple Leafs namhafte Mannschaften.

### Abschlusstabellen
Abkürzungen: GP = Spiele, W = Siege, L = Niederlagen, OTL = Niederlage nach Overtime bzw. Shootout, GF = Erzielte Tore, GA = Gegentore, Pts = Punkte

Erläuterungen: In Klammern befindet sich die Platzierung innerhalb der Conference;       = Playoff-Qualifikation ,       = Division-Sieger,       = Conference-Sieger,       = Presidents’-Trophy-Gewinner

#### Eastern Conference
| Atlantic Division       | GP | W  | L  | OTL | GF  | GA  | Pts |
| ----------------------- | -- | -- | -- | --- | --- | --- | --- |
| Pittsburgh Penguins (2) | 82 | 47 | 27 | 8   | 247 | 216 | 102 |
| New Jersey Devils (4)   | 82 | 46 | 29 | 7   | 206 | 197 | 99  |
| New York Rangers (5)    | 82 | 42 | 27 | 13  | 213 | 199 | 97  |
| Philadelphia Flyers (6) | 82 | 42 | 29 | 11  | 248 | 233 | 95  |
| New York Islanders (13) | 82 | 35 | 38 | 9   | 194 | 243 | 79  |

| Northeast Division       | GP | W  | L  | OTL | GF  | GA  | Pts |
| ------------------------ | -- | -- | -- | --- | --- | --- | --- |
| Montréal Canadiens (1)   | 82 | 47 | 25 | 10  | 262 | 222 | 104 |
| Ottawa Senators (7)      | 82 | 43 | 31 | 8   | 261 | 247 | 94  |
| Boston Bruins (8)        | 82 | 41 | 29 | 12  | 212 | 222 | 94  |
| Buffalo Sabres (10)      | 82 | 39 | 31 | 12  | 255 | 242 | 90  |
| Toronto Maple Leafs (12) | 82 | 36 | 35 | 11  | 231 | 260 | 83  |

| Southeast Division       | GP | W  | L  | OTL | GF  | GA  | Pts |
| ------------------------ | -- | -- | -- | --- | --- | --- | --- |
| Washington Capitals (3)  | 82 | 43 | 31 | 8   | 242 | 231 | 94  |
| Carolina Hurricanes (9)  | 82 | 43 | 33 | 6   | 252 | 249 | 92  |
| Florida Panthers (11)    | 82 | 38 | 35 | 9   | 216 | 226 | 85  |
| Atlanta Thrashers (14)   | 82 | 34 | 40 | 8   | 216 | 272 | 76  |
| Tampa Bay Lightning (15) | 82 | 31 | 42 | 9   | 223 | 267 | 71  |

#### Western Conference
| Central Division           | GP | W  | L  | OTL | GF  | GA  | Pts |
| -------------------------- | -- | -- | -- | --- | --- | --- | --- |
| Detroit Red Wings (1)      | 82 | 54 | 21 | 7   | 257 | 184 | 115 |
| Nashville Predators (8)    | 82 | 41 | 32 | 9   | 230 | 229 | 91  |
| Chicago Blackhawks (10)    | 82 | 40 | 34 | 8   | 239 | 235 | 88  |
| Columbus Blue Jackets (13) | 82 | 34 | 36 | 12  | 193 | 218 | 80  |
| St. Louis Blues (14)       | 82 | 33 | 36 | 13  | 205 | 237 | 79  |

| Northwest Division     | GP | W  | L  | OTL | GF  | GA  | Pts |
| ---------------------- | -- | -- | -- | --- | --- | --- | --- |
| Minnesota Wild (3)     | 82 | 44 | 28 | 10  | 223 | 218 | 98  |
| Colorado Avalanche (6) | 82 | 44 | 31 | 7   | 231 | 219 | 95  |
| Calgary Flames (7)     | 82 | 42 | 30 | 10  | 229 | 227 | 94  |
| Edmonton Oilers (9)    | 82 | 41 | 35 | 6   | 235 | 251 | 88  |
| Vancouver Canucks (11) | 82 | 39 | 33 | 10  | 213 | 215 | 88  |

| Pacific Division       | GP | W  | L  | OTL | GF  | GA  | Pts |
| ---------------------- | -- | -- | -- | --- | --- | --- | --- |
| San Jose Sharks (2)    | 82 | 49 | 23 | 10  | 222 | 193 | 108 |
| Anaheim Ducks (4)      | 82 | 47 | 27 | 8   | 205 | 191 | 102 |
| Dallas Stars (5)       | 82 | 45 | 30 | 7   | 242 | 207 | 97  |
| Phoenix Coyotes (12)   | 82 | 38 | 37 | 7   | 214 | 231 | 83  |
| Los Angeles Kings (15) | 82 | 32 | 43 | 7   | 231 | 266 | 71  |

### Beste Scorer

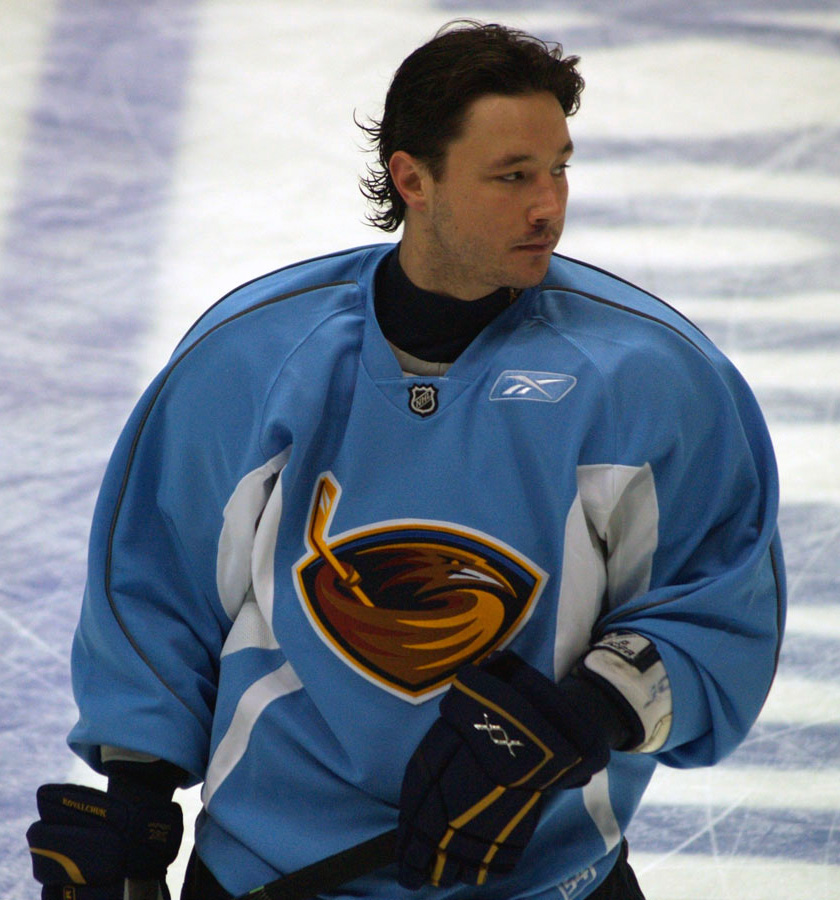
Ilja Kowaltschuk lag am Saisonende auf Platz 10 der Scorerwertung

Nachdem Henrik Zetterberg die ersten Wochen der Saison die Scorerliste angeführt hatte, übernahm Vincent Lecavalier im November die Führung, die er bis zum Januar innehatte. Zeitweise lag er zusammen mit Sidney Crosby, Ilja Kowaltschuk und Jarome Iginla punktgleich auf dem ersten Platz, verlor die Spitzenposition aber erst am 24. Januar an Daniel Alfredsson, der aber nur eine Woche lang der punktbeste Spieler war. Alexander Owetschkin übernahm die Führung, musste sie zwar vorübergehend an seinen russischen Landsmann Jewgeni Malkin abgeben, konnte sich am Ende der Saison aber die Art Ross Trophy als bester Scorer sichern.
Owetschkin kam am Ende der Saison auf 112 Punkte und war somit der erste russische Spieler in der NHL-Geschichte, der den Scorertitel gewinnen konnte. Zudem erhielt er die Maurice 'Rocket' Richard Trophy als bester Torschütze der Liga mit 65 Treffern, so viele wie seit der Saison 1995/96 keiner mehr erzielt hatte. Wie schon in den beiden vorangegangenen Spielzeiten war Joe Thornton mit 67 Assists erneut bester Vorlagengeber der Liga.
Punktbester Verteidiger war der Schwede Nicklas Lidström mit 70 Punkten und führte die Defensivleute auch mit 60 Torvorlagen an. Die meisten Tore erzielte Mike Green, der mit seinen 18 Treffern nur einen Zähler vor Zdeno Chára und Dion Phaneuf lag.
Abkürzungen: GP = Spiele, G = Tore, A = Assists, Pts = Punkte, +/- = Plus/Minus, PIM = Strafminuten; Fett: Saisonbestwert

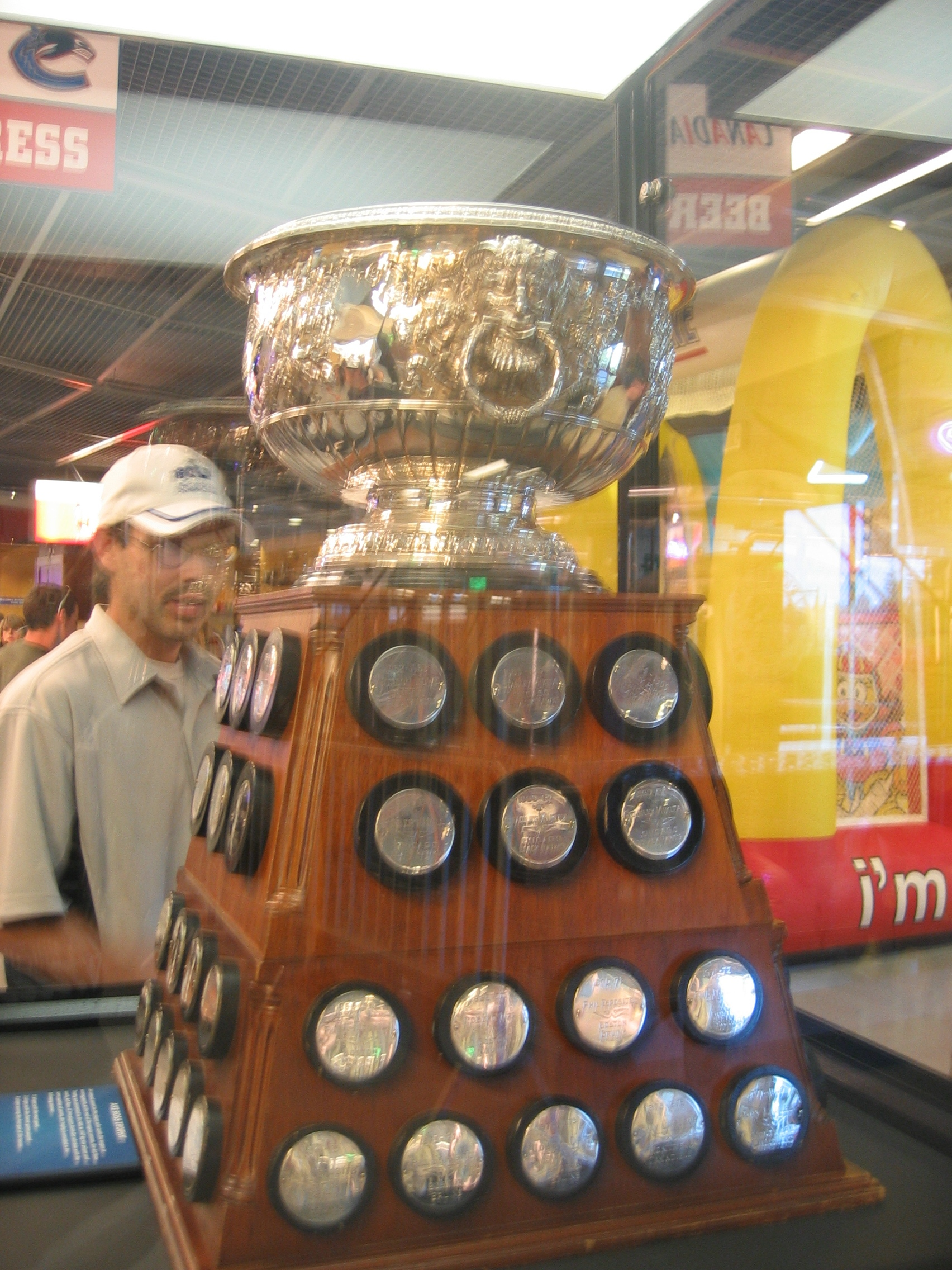
Die Art Ross Trophy für den punktbesten Spieler der regulären Saison

| Spieler              | Team       | GP | G  | A  | Pts | +/− | PIM |
| -------------------- | ---------- | -- | -- | -- | --- | --- | --- |
| Alexander Owetschkin | Washington | 82 | 65 | 47 | 112 | +28 | 40  |
| Jewgeni Malkin       | Pittsburgh | 82 | 47 | 59 | 106 | +16 | 78  |
| Jarome Iginla        | Calgary    | 82 | 50 | 48 | 98  | +27 | 83  |
| Pawel Dazjuk         | Detroit    | 82 | 31 | 66 | 97  | +41 | 20  |
| Joe Thornton         | San Jose   | 82 | 29 | 67 | 96  | +18 | 59  |
| Henrik Zetterberg    | Detroit    | 75 | 43 | 49 | 92  | +30 | 34  |
| Vincent Lecavalier   | Tampa Bay  | 81 | 40 | 52 | 92  | −17 | 89  |
| Jason Spezza         | Ottawa     | 76 | 34 | 58 | 92  | +26 | 66  |
| Daniel Alfredsson    | Ottawa     | 70 | 40 | 49 | 89  | +15 | 34  |
| Ilja Kowaltschuk     | Atlanta    | 79 | 52 | 35 | 87  | −12 | 52  |

### Beste Torhüter

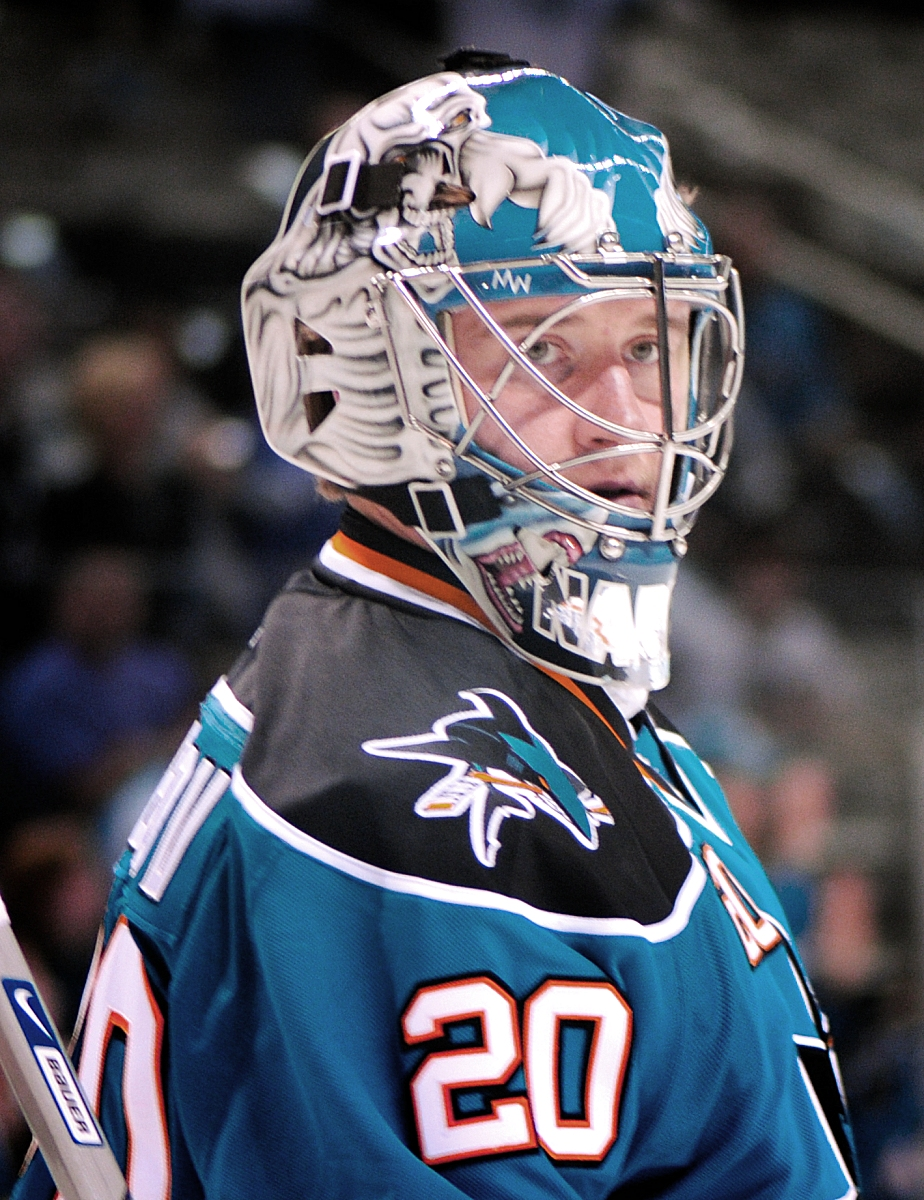
Jewgeni Nabokow gehörte zu den konstantesten Torhütern der regulären Saison

Eigentlich als Ersatzmann hinter Dominik Hašek vorgesehen, übernahm Chris Osgood aufgrund einer Verletzung des Tschechen zeitweise die Stammposition und festigte schon früh in der Saison seinen niedrigen Gegentordurchschnitt. Über den Großteil des Jahres bot ihm Jewgeni Nabokow Paroli, ehe in der zweiten Saisonhälfte Jean-Sébastien Giguère, Martin Brodeur und Hašek mit an die Spitze gingen. Unter den besten Torhütern absolvierten Nabokow und Brodeur mit 77 Einsätzen deutlich mehr Spiele als die restlichen drei. Zudem gewann Nabokow 46 seiner Spiele und verpasste so nur knapp den Rekord von Martin Brodeur mit 48 Siegen aus der Vorsaison.
Chris Osgood und Dominik Hašek gewannen schließlich gemeinsam für die Detroit Red Wings die William M. Jennings Trophy für die wenigsten Gegentore. Dan Ellis von den Nashville Predators bekam den Roger Crozier Saving Grace Award für die höchste Fangquote. Nach Shutouts lag Henrik Lundqvist mit zehn Spielen ohne Gegentor in Führung.
Für die bedeutendste Torhüter-Trophäe, die Vezina Trophy, waren mit Martin Brodeur, Jewgeni Nabokow und Henrik Lundqvist drei Torhüter nominiert. Brodeur entschied die Wahl knapp zu seinen Gunsten und erhielt die Trophäe zum vierten Mal in seiner Karriere.
Abkürzungen: GP = Spiele, TOI = Eiszeit (in Minuten), W = Siege, L = Niederlagen, OTL = Overtime/Shootout-Niederlagen, GA = Gegentore, SO = Shutouts, Sv% = gehaltene Schüsse (in %), GAA = Gegentorschnitt; Fett: Saisonbestwert
| Spieler                | Team       | GP | TOI     | W  | L  | OTL | GA  | SO | Sv%  | GAA  |
| ---------------------- | ---------- | -- | ------- | -- | -- | --- | --- | -- | ---- | ---- |
| Chris Osgood           | Detroit    | 43 | 2408:53 | 27 | 9  | 4   | 84  | 4  | .914 | 2.09 |
| Jean-Sébastien Giguère | Anaheim    | 58 | 3310:19 | 35 | 17 | 6   | 117 | 4  | .922 | 2.12 |
| Jewgeni Nabokow        | San Jose   | 77 | 4560:56 | 46 | 21 | 8   | 163 | 6  | .910 | 2.14 |
| Dominik Hašek          | Detroit    | 41 | 2350:04 | 27 | 10 | 3   | 84  | 5  | .902 | 2.14 |
| Martin Brodeur         | New Jersey | 77 | 4635:03 | 44 | 27 | 6   | 168 | 4  | .920 | 2.17 |
| Henrik Lundqvist       | NY Rangers | 72 | 4304:48 | 37 | 24 | 10  | 160 | 10 | .912 | 2.23 |
| Dan Ellis              | Nashville  | 44 | 2228:33 | 23 | 10 | 3   | 87  | 6  | .924 | 2.33 |

### Beste Rookiescorer

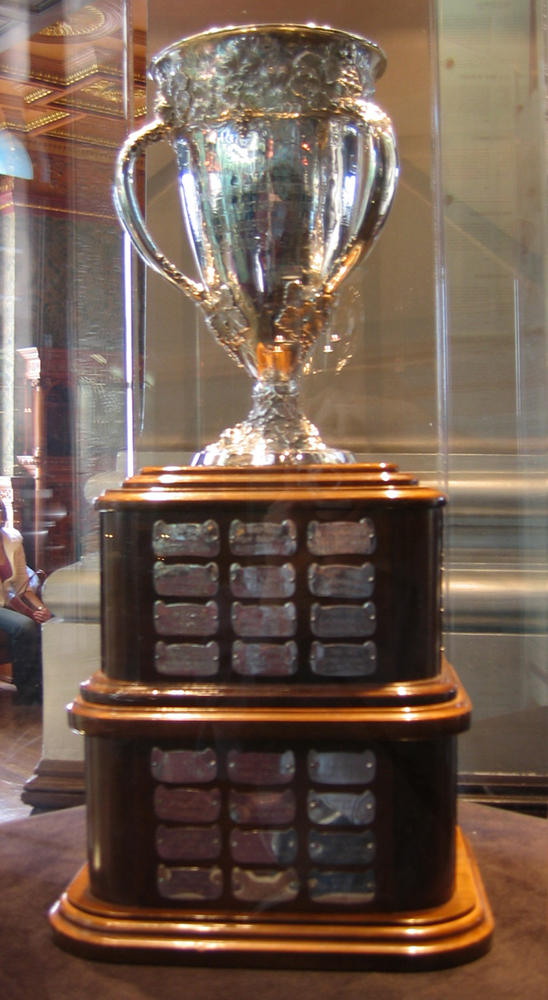
Die Calder Memorial Trophy für den besten Rookie der Saison

Den Scorertitel bei den Rookies gewann mit Patrick Kane von den Chicago Blackhawks nach acht Jahren wieder ein US-Amerikaner. Erst im Sommer 2007 als höchsteingeschätztes Talent seines Jahrgangs gedraftet, kam er gleich in seiner Debütsaison auf 72 Scorerpunkte. Sein schärfster Konkurrent war dabei der Schwede Nicklas Bäckström, der die Neuprofis mit 55 Torvorlagen anführte. Kanes Teamkamerad Jonathan Toews erzielte mit 24 Toren die Bestmarke in dieser Kategorie, knapp gefolgt von Peter Mueller mit 22 Treffern. Sam Gagner zeigte vor allem in der zweiten Saisonhälfte seine besten Leistungen und konnte besonders im Shootout auf sich aufmerksam machen.
Punktbester Liganeuling unter den Verteidigern war der Schwede Tobias Enström, der auf 38 Punkte kam, gefolgt von Erik Johnson und Tom Gilbert mit je 33 Punkten.
Patrick Kane gewann die Calder Memorial Trophy als bester Rookie. Nominiert waren neben Kane sein Teamkamerad Jonathan Toews und Nicklas Bäckström von den Washington Capitals.
Abkürzungen: GP = Spiele, G = Tore, A = Assists, Pts = Punkte, +/- = Plus/Minus, PIM = Strafminuten
| Spieler           | Team       | GP | G  | A  | Pts | +/− | PIM |
| ----------------- | ---------- | -- | -- | -- | --- | --- | --- |
| Patrick Kane      | Chicago    | 82 | 21 | 51 | 72  | −5  | 52  |
| Nicklas Bäckström | Washington | 82 | 14 | 55 | 69  | +13 | 24  |
| Jonathan Toews    | Chicago    | 64 | 24 | 30 | 54  | +11 | 44  |
| Peter Mueller     | Phoenix    | 81 | 22 | 32 | 54  | −13 | 32  |
| Sam Gagner        | Edmonton   | 79 | 13 | 36 | 49  | −21 | 23  |

## Stanley-Cup-Playoffs
|  | Conference-Viertelfinale                              | Conference-Viertelfinale | Conference-Viertelfinale |                    | Conference-Halbfinale | Conference-Halbfinale | Conference-Halbfinale |                     |                   | Conference-Finale | Conference-Finale | Conference-Finale |  |  | Stanley-Cup-Finale | Stanley-Cup-Finale | Stanley-Cup-Finale |
|  |                                                       |                          |                          |                    |                       |                       |                       |                     |                   |                   |                   |                   |  |  |                    |                    |                    |
|  | 1                                                     | Canadiens de Montréal    | 4                        |                    | 2                     | Pittsburgh Penguins   | 4                     |                     |                   |                   |                   |                   |  |  |                    |                    |                    |
|  | 8                                                     | Boston Bruins            | 3                        | 5                  | New York Rangers      | 1                     |                       |                     |                   |                   |                   |                   |  |  |                    |                    |                    |
|  |                                                       |                          |                          |                    |                       |                       |                       |                     |                   |                   |                   |                   |  |  |                    |                    |                    |
|  | 2                                                     | Pittsburgh Penguins      | 4                        | Eastern Conference | Eastern Conference    | Eastern Conference    |                       |                     |                   |                   |                   |                   |  |  |                    |                    |                    |
|  | 2                                                     | Pittsburgh Penguins      | 4                        | Eastern Conference | Eastern Conference    | Eastern Conference    |                       |                     |                   |                   |                   |                   |  |  |                    |                    |                    |
|  | 7                                                     | Ottawa Senators          | 0                        |                    |                       |                       |                       |                     |                   |                   |                   |                   |  |  |                    |                    |                    |
|  | 7                                                     | Ottawa Senators          | 0                        | 2                  | Pittsburgh Penguins   | 4                     |                       |                     |                   |                   |                   |                   |  |  |                    |                    |                    |
|  |                                                       |                          |                          | 2                  | Pittsburgh Penguins   | 4                     |                       |                     |                   |                   |                   |                   |  |  |                    |                    |                    |
|  |                                                       | 6                        | Philadelphia Flyers      | 1                  |                       |                       |                       |                     |                   |                   |                   |                   |  |  |                    |                    |                    |
|  | 3                                                     | 6                        | Philadelphia Flyers      | 1                  | Washington Capitals   | 3                     |                       |                     |                   |                   |                   |                   |  |  |                    |                    |                    |
|  | 3                                                     |                          |                          |                    | Washington Capitals   | 3                     |                       |                     |                   |                   |                   |                   |  |  |                    |                    |                    |
|  | 6                                                     | Philadelphia Flyers      | 4                        |                    |                       |                       |                       |                     |                   |                   |                   |                   |  |  |                    |                    |                    |
|  | 6                                                     | Philadelphia Flyers      | 4                        |                    |                       |                       |                       |                     |                   |                   |                   |                   |  |  |                    |                    |                    |
|  |                                                       |                          |                          |                    |                       |                       |                       |                     |                   |                   |                   |                   |  |  |                    |                    |                    |
|  | 4                                                     | New Jersey Devils        | 1                        | 1                  | Canadiens de Montréal | 1                     |                       |                     |                   |                   |                   |                   |  |  |                    |                    |                    |
|  | 4                                                     | New Jersey Devils        | 1                        | 1                  | Canadiens de Montréal | 1                     |                       |                     |                   |                   |                   |                   |  |  |                    |                    |                    |
|  | 5                                                     | New York Rangers         | 4                        | 6                  | Philadelphia Flyers   | 4                     |                       |                     |                   |                   |                   |                   |  |  |                    |                    |                    |
|  | 5                                                     | New York Rangers         | 4                        | 6                  | Philadelphia Flyers   | 4                     | E2                    | Pittsburgh Penguins | 2                 |                   |                   |                   |  |  |                    |                    |                    |
|  | (Die Teams werden nach der ersten Runde neu gesetzt.) |                          |                          |                    |                       |                       | E2                    | Pittsburgh Penguins | 2                 |                   |                   |                   |  |  |                    |                    |                    |
|  |                                                       | W1                       | Detroit Red Wings        | 4                  |                       |                       |                       |                     |                   |                   |                   |                   |  |  |                    |                    |                    |
|  | 1                                                     | W1                       | Detroit Red Wings        | 4                  | Detroit Red Wings     | 4                     |                       | 1                   | Detroit Red Wings | 4                 |                   |                   |  |  |                    |                    |                    |
|  | 1                                                     |                          |                          |                    | Detroit Red Wings     | 4                     |                       | 1                   | Detroit Red Wings | 4                 |                   |                   |  |  |                    |                    |                    |
|  | 8                                                     | Nashville Predators      | 2                        | 6                  | Colorado Avalanche    | 0                     |                       |                     |                   |                   |                   |                   |  |  |                    |                    |                    |
|  | 8                                                     | Nashville Predators      | 2                        | 6                  | Colorado Avalanche    | 0                     |                       |                     |                   |                   |                   |                   |  |  |                    |                    |                    |
|  |                                                       |                          |                          |                    |                       |                       |                       |                     |                   |                   |                   |                   |  |  |                    |                    |                    |
|  | 2                                                     | San Jose Sharks          | 4                        |                    |                       |                       |                       |                     |                   |                   |                   |                   |  |  |                    |                    |                    |
|  | 2                                                     | San Jose Sharks          | 4                        |                    |                       |                       |                       |                     |                   |                   |                   |                   |  |  |                    |                    |                    |
|  | 7                                                     | Calgary Flames           | 3                        |                    |                       |                       |                       |                     |                   |                   |                   |                   |  |  |                    |                    |                    |
|  | 7                                                     | Calgary Flames           | 3                        | 1                  | Detroit Red Wings     | 4                     |                       |                     |                   |                   |                   |                   |  |  |                    |                    |                    |
|  |                                                       |                          |                          | 1                  | Detroit Red Wings     | 4                     |                       |                     |                   |                   |                   |                   |  |  |                    |                    |                    |
|  |                                                       | 5                        | Dallas Stars             | 2                  |                       |                       |                       |                     |                   |                   |                   |                   |  |  |                    |                    |                    |
|  | 3                                                     | 5                        | Dallas Stars             | 2                  | Minnesota Wild        | 2                     |                       |                     |                   |                   |                   |                   |  |  |                    |                    |                    |
|  | 3                                                     |                          |                          |                    | Minnesota Wild        | 2                     |                       |                     |                   |                   |                   |                   |  |  |                    |                    |                    |
|  | 6                                                     | Colorado Avalanche       | 4                        | Western Conference | Western Conference    | Western Conference    |                       |                     |                   |                   |                   |                   |  |  |                    |                    |                    |
|  | 6                                                     | Colorado Avalanche       | 4                        | Western Conference | Western Conference    | Western Conference    |                       |                     |                   |                   |                   |                   |  |  |                    |                    |                    |
|  |                                                       |                          |                          |                    |                       |                       |                       |                     |                   |                   |                   |                   |  |  |                    |                    |                    |
|  | 4                                                     | Anaheim Ducks            | 2                        | 2                  | San Jose Sharks       | 2                     |                       |                     |                   |                   |                   |                   |  |  |                    |                    |                    |
|  | 5                                                     | Dallas Stars             | 4                        | 5                  | Dallas Stars          | 4                     |                       |                     |                   |                   |                   |                   |  |  |                    |                    |                    |

## NHL Awards und vergebene Trophäen
- Hauptartikel: NHL Awards 2008

Bereits nach dem Ende der regulären Saison standen die ersten Trophäen-Gewinner fest. Alexander Owetschkin gewann als erster Spieler der Washington Capitals die Art Ross Trophy für den punktbesten Spieler der regulären Saison und sicherte sich zudem die Maurice 'Rocket' Richard Trophy für den besten Torschützen. Weitere Trophäen-Gewinner waren das Torhüter-Duo der Detroit Red Wings, Chris Osgood und Dominik Hašek, die sich die William M. Jennings Trophy für die wenigsten Gegentore teilten. Mit dem Roger Crozier Saving Grace Award für die beste Fangquote wurde Dan Ellis von den Nashville Predators ausgezeichnet. Den NHL Plus/Minus Award gewann der Russe Pawel Dazjuk, dessen Team, die Detroit Red Wings auch die Presidents’ Trophy als punktbeste Mannschaft der Saison gewann.
Die bereits feststehenden Gewinner der Art Ross Trophy, Maurice 'Rocket' Richard Trophy, William M. Jennings Trophy und des Roger Crozier Saving Grace Award wurden am 28. Mai 2008, wenige Stunden vor dem dritten Spiel der Finalserie geehrt. Des Weiteren wurden die Sieger des NHL Foundation Player Award und des Mark Messier Leadership Award benannt, nachdem die Sieger beider Trophäen im letzten Jahr noch unabhängig voneinander ernannt worden waren. Den NHL Foundation Player Award für ihr besonderes Engagement um wohltätige Zwecke in der Gesellschaft teilten sich mit Trevor Linden von den Vancouver Canucks und Vincent Lecavalier von den Tampa Bay Lightning erstmals seit der Einführung zwei Spieler. Mit dem Mark Messier Leadership Award wurde der langjährige Kapitän der Toronto Maple Leafs, Mats Sundin, ausgezeichnet, der im Saisonverlauf trotz Verletzungen einer der Lichtblicke im Kader des Traditionsteams gewesen war.
Während der Playoffs gewannen die Pittsburgh Penguins durch ihren Sieg in den Eastern Conference Finals nach 1991 und 1992 zum dritten Mal die Prince of Wales Trophy und die Detroit Red Wings sicherten sich nach zum fünften Mal die Clarence S. Campbell Bowl, sowie nach dem Finalsieg über Pittsburgh zum elften Mal in der Franchise-Geschichte den Stanley Cup. Aus dem siegreichen Team der Red Wings gewann Henrik Zetterberg die Conn Smythe Trophy für den besten Spieler der Playoffs.
Die zeremonielle Verleihung der NHL Awards fand am Abend des 12. Juni 2008 im Elgin Theatre im kanadischen Toronto statt. Dort wurden die restlichen, noch ausstehenden Sieger benannt. Der große Gewinner der Awards-Show war Alexander Owetschkin, der sowohl die Hart Memorial Trophy als auch den Lester B. Pearson Award erhielt, und somit insgesamt vier Trophäen in dieser Saison gewinnen konnte, was eine einmalige Leistung in der NHL-Geschichte darstellte. Neben Owetschkin avancierte auch sein Landsmann Pawel Dazjuk mit drei Trophäen zum mehrfachen Gewinner, da er neben dem bereits gewonnenen Plus/Minus Award zusätzlich die Frank J. Selke Trophy als bester Defensivstürmer und zum dritten Mal in Folge die Lady Byng Memorial Trophy als fairster Spieler erhielt. Beide Pokale im selben Jahr zu gewinnen, war bisher nur Ron Francis im Jahr 1995 gelungen. Martin Brodeur wurde zum vierten Mal in seiner Karriere mit der Vezina Trophy für den besten Torhüter geehrt und der Schwede Nicklas Lidström erhielt zum sechsten Mal die James Norris Memorial Trophy für den besten Verteidiger. Als bester Rookie wurde Patrick Kane mit der Calder Memorial Trophy ausgezeichnet. Weitere Trophäen erhielten Torontos Stürmer Jason Blake, der trotz seiner Krebsdiagnose kurz nach dem Saisonstart die gesamte Spielzeit absolvierte, Tampas Vincent Lecavalier für sein soziales Engagement und der Cheftrainer der Washington Capitals Bruce Boudreau, der die Mannschaft mit nur sechs Siegen aus 21 Spielen übernommen und noch zum Gewinn der Southeast Division geführt hatte. Den erstmals verliehenen NHL Lifetime Achievement Award erhielt mit dem 80-jährigen Gordie Howe, einer der ersten großen Spieler, den die Liga hervorgebracht hatte.
Die Lester Patrick Trophy wird bei einer unabhängigen Zeremonie im November 2008 in New York City verliehen. Als Preisträger, die sich um den Eishockeysport in den Vereinigten Staaten verdient gemacht haben, werden die ehemaligen Spieler Phil Housley und Ted Lindsay sowie die Funktionäre Brian Burke und Bob Naegele ausgezeichnet.

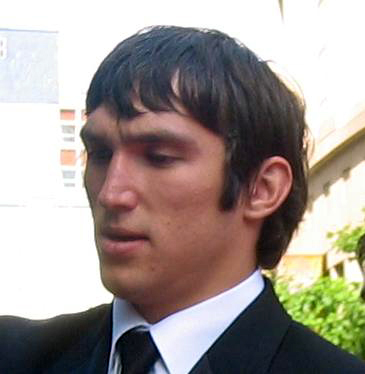
Alexander Owetschkin gewann insgesamt vier der begehrten Awards

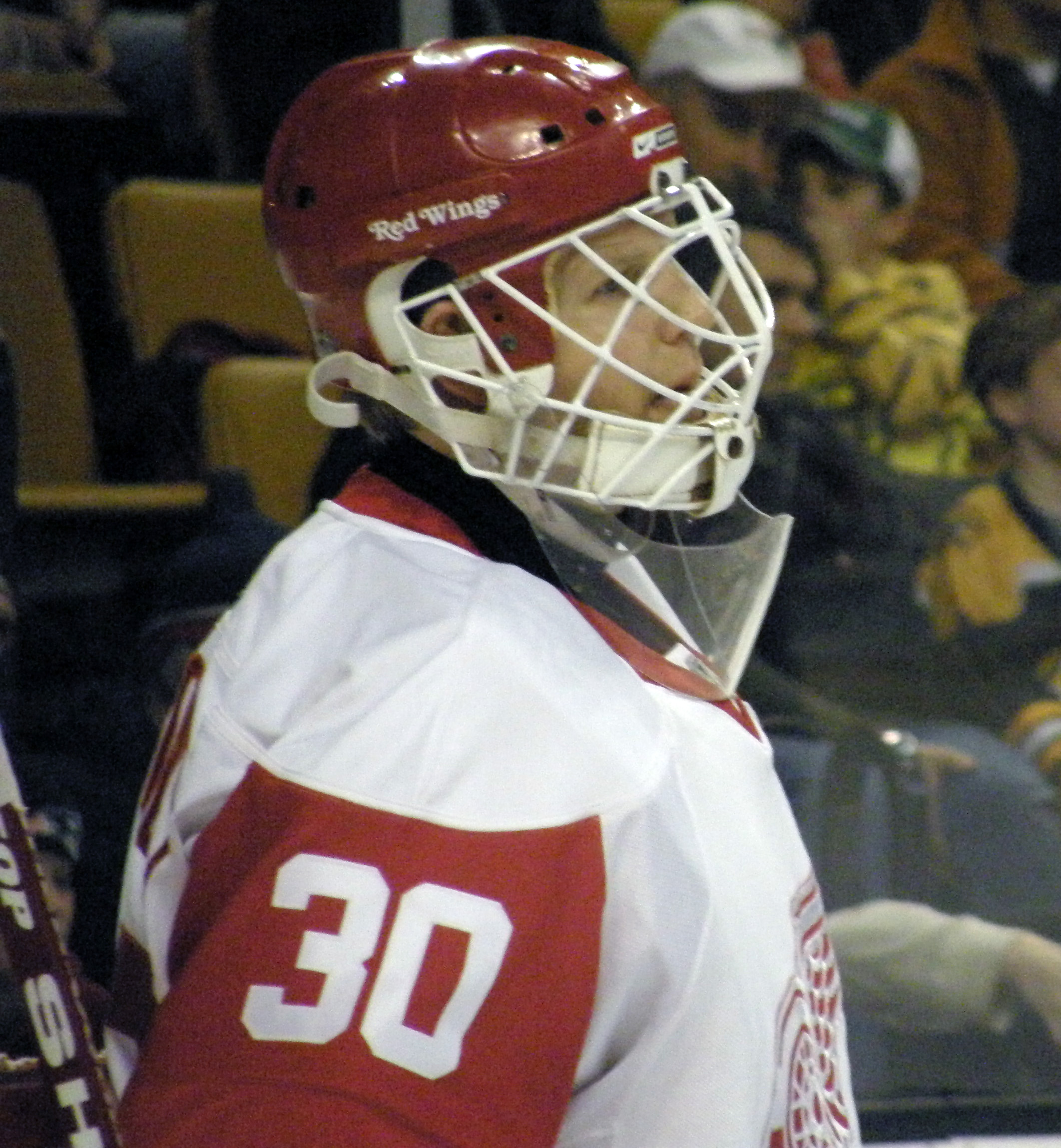
Chris Osgood teilte sich mit Dominik Hašek die William M. Jennings Trophy

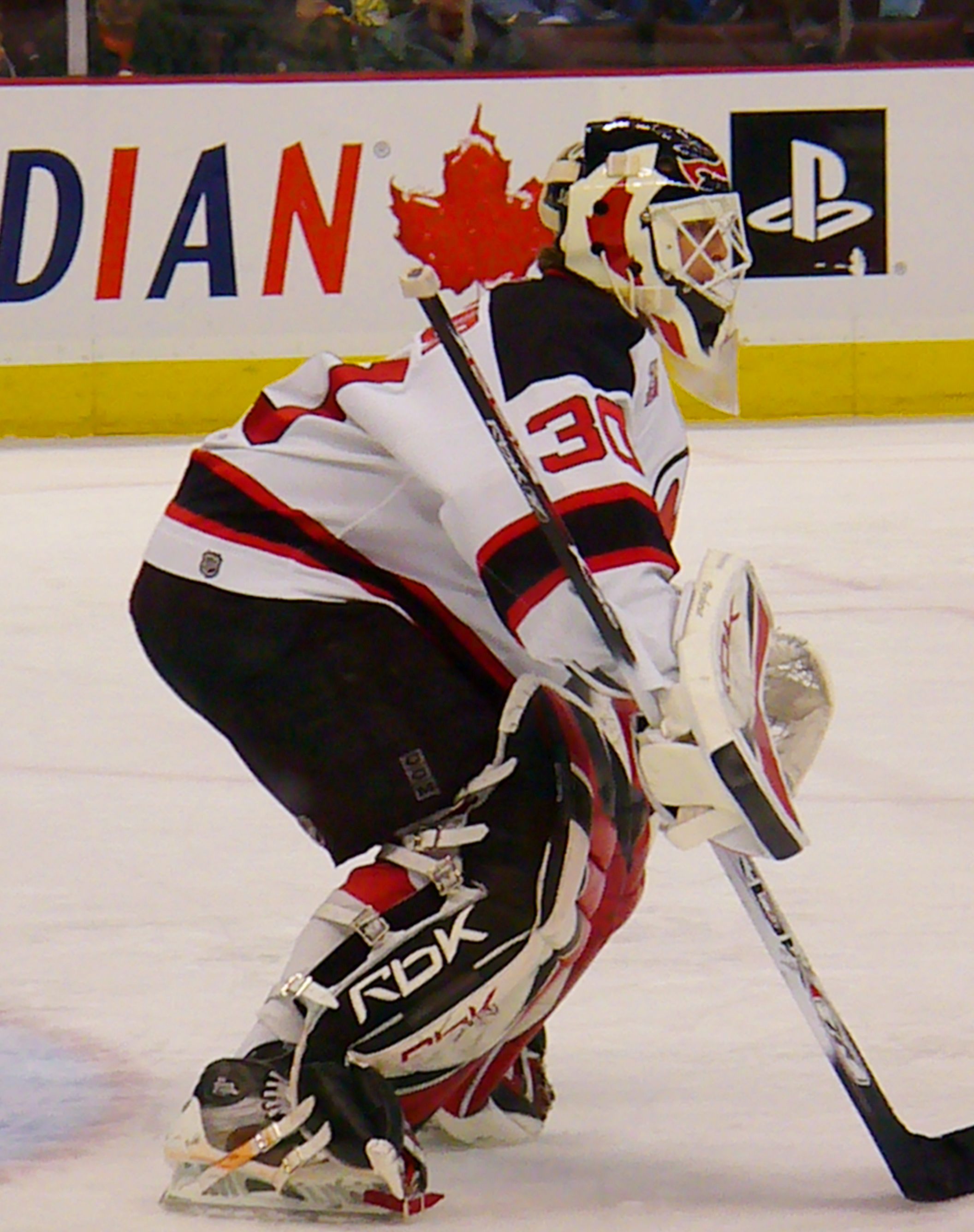
Martin Brodeur erhielt zum vierten Mal die Vezina Trophy

| Auszeichnung                     | Spieler                   | Team                |
| -------------------------------- | ------------------------- | ------------------- |
| Art Ross Trophy                  | Alexander Owetschkin      | Washington Capitals |
| Bill Masterton Memorial Trophy   | Jason Blake               | Toronto Maple Leafs |
| Calder Memorial Trophy           | Patrick Kane              | Chicago Blackhawks  |
| Conn Smythe Trophy               | Henrik Zetterberg         | Detroit Red Wings   |
| Frank J. Selke Trophy            | Pawel Dazjuk              | Detroit Red Wings   |
| Hart Memorial Trophy             | Alexander Owetschkin      | Washington Capitals |
| Jack Adams Award                 | Bruce Boudreau            | Washington Capitals |
| James Norris Memorial Trophy     | Nicklas Lidström          | Detroit Red Wings   |
| King Clancy Memorial Trophy      | Vincent Lecavalier        | Tampa Bay Lightning |
| Lady Byng Memorial Trophy        | Pawel Dazjuk              | Detroit Red Wings   |
| Lester B. Pearson Award          | Alexander Owetschkin      | Washington Capitals |
| Lester Patrick Trophy            | Brian Burke               |                     |
| Lester Patrick Trophy            | Phil Housley              |                     |
| Lester Patrick Trophy            | Ted Lindsay               |                     |
| Lester Patrick Trophy            | Bob Naegele               |                     |
| Mark Messier Leadership Award    | Mats Sundin               | Toronto Maple Leafs |
| Maurice 'Rocket' Richard Trophy  | Alexander Owetschkin      | Washington Capitals |
| NHL Foundation Player Award      | Vincent Lecavalier        | Tampa Bay Lightning |
| NHL Foundation Player Award      | Trevor Linden             | Vancouver Canucks   |
| NHL Lifetime Achievement Award   | Gordie Howe               |                     |
| NHL Plus/Minus Award             | Pawel Dazjuk              | Detroit Red Wings   |
| Roger Crozier Saving Grace Award | Dan Ellis                 | Nashville Predators |
| Vezina Trophy                    | Martin Brodeur            | New Jersey Devils   |
| William M. Jennings Trophy       | Dominik Hašek             | Detroit Red Wings   |
| William M. Jennings Trophy       | Chris Osgood              | Detroit Red Wings   |
| Presidents’ Trophy               | Presidents’ Trophy        | Detroit Red Wings   |
| Prince of Wales Trophy           | Prince of Wales Trophy    | Pittsburgh Penguins |
| Clarence S. Campbell Bowl        | Clarence S. Campbell Bowl | Detroit Red Wings   |
| Stanley Cup                      | Stanley Cup               | Detroit Red Wings   |

### NHL All-Star Teams
Des Weiteren wurden im Rahmen der NHL-Awards-Show die All-Star Teams und das All-Rookie Team der Saison benannt.

#### NHL First All-Star Team

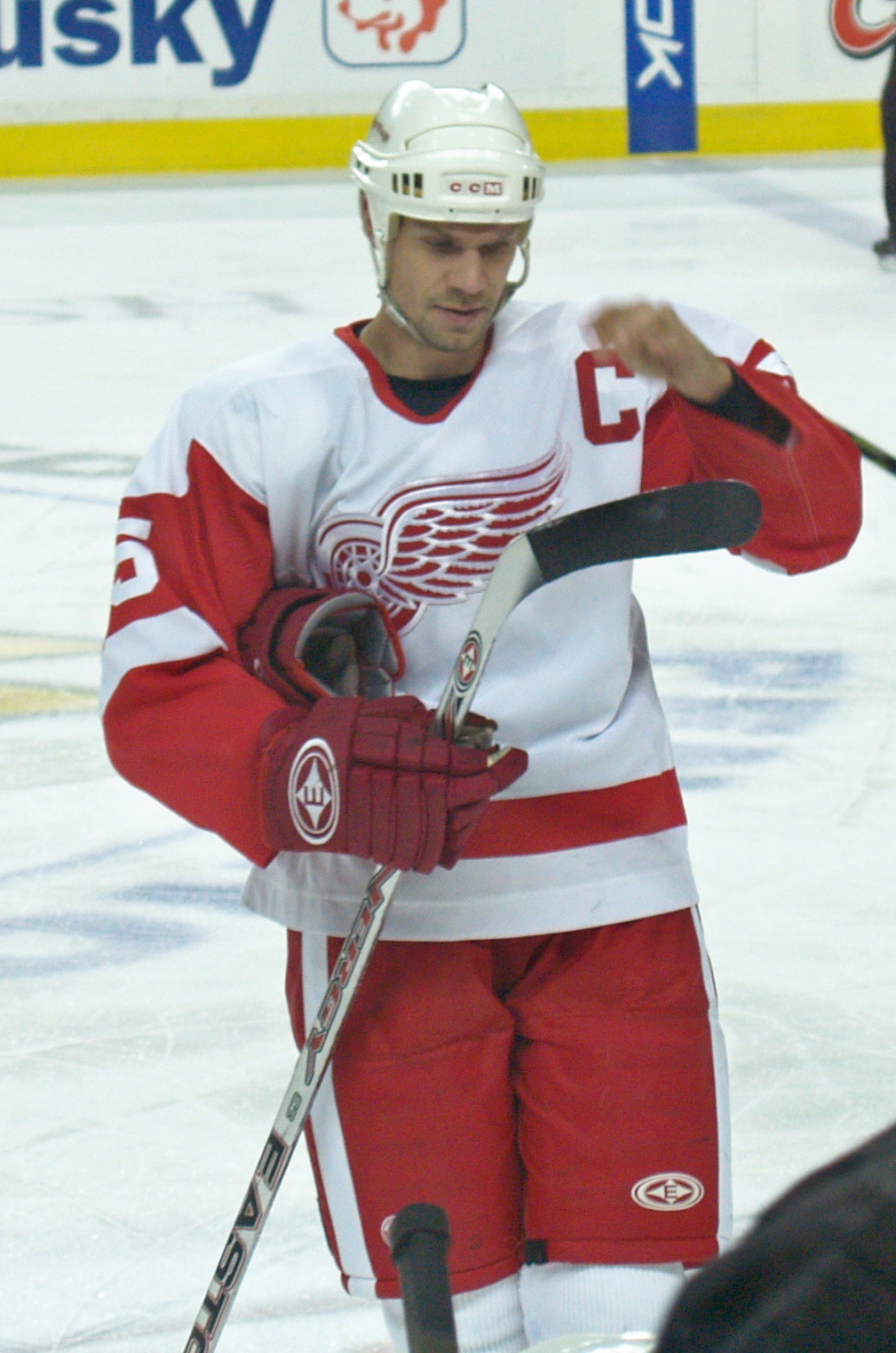
Nicklas Lidström stand zum neunten Mal im All-Star-Team

Ins NHL First All-Star Team wurden als Center Jewgeni Malkin, als Flügelstürmer Alexander Owetschkin und Jarome Iginla, als Verteidiger Nicklas Lidström und Dion Phaneuf und als Torhüter Jewgeni Nabokow gewählt.
Neben Malkin, Nabokow und Phaneuf, die sich allesamt erstmals in der Aufstellung einer der beiden All-Star Teams wiederfanden, erhielt Lidström seine neunte, Owetschkin seine dritte, Iginla seine zweite Nominierung für eines der Teams. Lidströms neunte Nominierung brachte ihn in der ewigen Bestenliste auf den dritten Platz hinter Doug Harvey und Ray Bourque.
Abkürzungen: GP = Spiele, G = Tore, A = Assists, Pts = Punkte, W = Siege, SO = Shutouts, GAA = Gegentorschnitt
| Spieler              | Position      | Team                | GP | G  | A  | Pts |
| -------------------- | ------------- | ------------------- | -- | -- | -- | --- |
| Jewgeni Malkin       | Center        | Pittsburgh Penguins | 82 | 47 | 59 | 106 |
| Alexander Owetschkin | Flügelstürmer | Washington Capitals | 82 | 65 | 47 | 112 |
| Jarome Iginla        | Flügelstürmer | Calgary Flames      | 82 | 50 | 48 | 98  |
| Nicklas Lidström     | Verteidiger   | Detroit Red Wings   | 76 | 10 | 60 | 70  |
| Dion Phaneuf         | Verteidiger   | Calgary Flames      | 82 | 17 | 43 | 60  |

| Spieler         | Position | Team            | GP | W  | SO | GAA  |
| --------------- | -------- | --------------- | -- | -- | -- | ---- |
| Jewgeni Nabokow | Torhüter | San Jose Sharks | 77 | 46 | 6  | 2.14 |

#### NHL Second All-Star Team

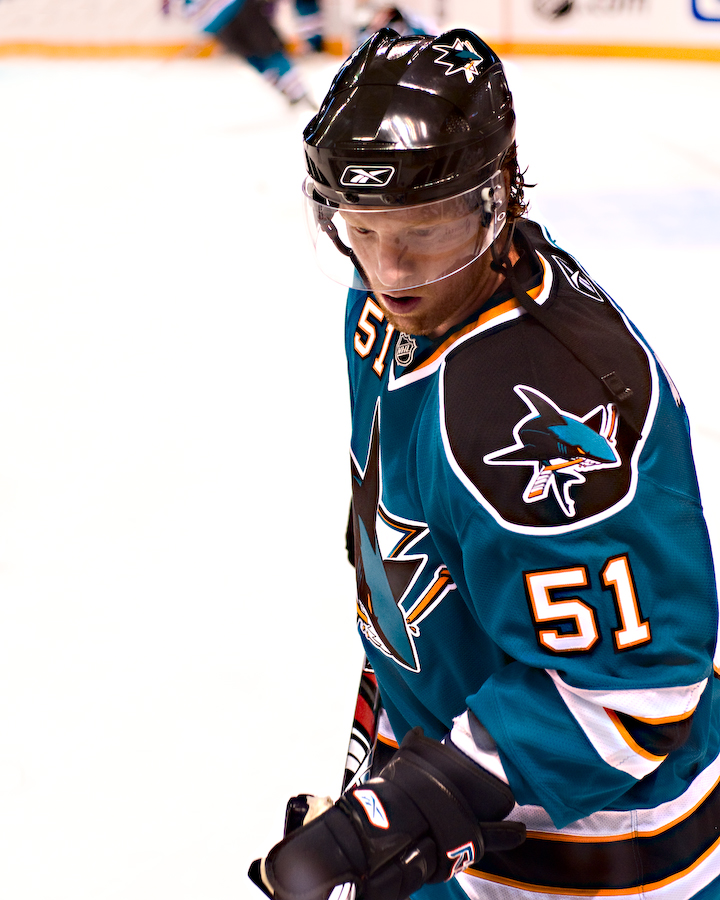
Brian Campbell erhielt zum ersten Mal eine Nominierung in eines der Teams

Das NHL Second All-Star Team setzte sich aus Center Joe Thornton, den Flügelstürmern Henrik Zetterberg und Alexei Kowaljow, den Verteidigern Brian Campbell und Zdeno Chára und Torhüter Martin Brodeur zusammen.
Campbell, Kowaljow und Zetterberg erhielten allesamt erstmals die Nominierung für eines der All-Star Teams. Thornton und Chára waren bereits je einmal ins First und Second All-Star Team gewählt worden und Brodeur wurde zum insgesamt siebten Mal in eines der beiden Teams berufen.
Abkürzungen: GP = Spiele, G = Tore, A = Assists, Pts = Punkte, W = Siege, SO = Shutouts, GAA = Gegentorschnitt
| Spieler           | Position      | Team               | GP | G  | A  | Pts |
| ----------------- | ------------- | ------------------ | -- | -- | -- | --- |
| Joe Thornton      | Center        | San Jose Sharks    | 82 | 29 | 67 | 96  |
| Henrik Zetterberg | Flügelstürmer | Detroit Red Wings  | 75 | 43 | 49 | 92  |
| Alexei Kowaljow   | Flügelstürmer | Montréal Canadiens | 82 | 35 | 49 | 84  |
| Brian Campbell    | Verteidiger   | San Jose Sharks    | 83 | 8  | 54 | 62  |
| Zdeno Chára       | Verteidiger   | Boston Bruins      | 77 | 17 | 34 | 51  |

| Spieler        | Position | Team              | GP | W  | SO | GAA  |
| -------------- | -------- | ----------------- | -- | -- | -- | ---- |
| Martin Brodeur | Torhüter | New Jersey Devils | 77 | 44 | 4  | 2.17 |

#### NHL All-Rookie Team
Im NHL All-Rookie Team standen mit Patrick Kane und Jonathan Toews gleich zwei Spieler der Chicago Blackhawks. Komplettiert wurde die Sturmreihe durch den Schweden Nicklas Bäckström von den Washington Capitals. Die Verteidigung bildeten mit Tobias Enström von den Atlanta Thrashers und Tom Gilbert von den Edmonton Oilers zwei Spieler deren Mannschaften die Qualifikation für die Playoffs verpasst hatten. Im Tor fand sich Carey Price von den Montréal Canadiens wieder, der im Saisonverlauf zum Stammtorhüter seines Teams aufgestiegen war.
Abkürzungen: GP = Spiele, G = Tore, A = Assists, Pts = Punkte, W = Siege, SO = Shutouts, GAA = Gegentorschnitt
| Spieler           | Position    | Team                | GP | G  | A  | Pts |
| ----------------- | ----------- | ------------------- | -- | -- | -- | --- |
| Nicklas Bäckström | Stürmer     | Washington Capitals | 82 | 14 | 55 | 69  |
| Patrick Kane      | Stürmer     | Chicago Blackhawks  | 82 | 21 | 51 | 72  |
| Jonathan Toews    | Stürmer     | Chicago Blackhawks  | 64 | 24 | 30 | 54  |
| Tobias Enström    | Verteidiger | Atlanta Thrashers   | 82 | 5  | 33 | 38  |
| Tom Gilbert       | Verteidiger | Edmonton Oilers     | 82 | 13 | 20 | 33  |

| Spieler     | Position | Team               | GP | W  | SO | GAA  |
| ----------- | -------- | ------------------ | -- | -- | -- | ---- |
| Carey Price | Torhüter | Montréal Canadiens | 41 | 24 | 3  | 2.56 |